# Dubai
Dubai (/duːˈbaɪ/, doo-BY; tiếng Ả Rập: دبي, đã Latinh hoá: Dubayy, IPA: [dʊˈbajj], phát âm tiếng Ả Rập vùng Vịnh: [dəˈbaj]) là thủ đô của Tiểu vương quốc Dubai, nơi đông dân nhất trong số 7 tiểu vương quốc của Các Tiểu vương quốc Ả Rập Thống nhất., nằm ở phía Nam của vịnh Ba Tư thuộc bán đảo Ả Rập.
Được thành lập vào thế kỷ 19 như một làng chài nhỏ, Dubai đã phát triển thành một trung tâm thương mại khu vực từ đầu thế kỷ 20 và phát triển nhanh chóng vào cuối thế kỷ 20 và đầu thế kỷ 21 với trọng tâm là du lịch và sự sang trọng, có nhiều khách sạn 5 sao nhất nhì trên thế giới và tòa nhà cao nhất thế giới, Burj Khalifa, cao 828 mét (2.717 ft).
IỞ phía đông Bán đảo Ả Rập trên bờ biển Vịnh Ba Tư, đây cũng là một trung tâm vận tải toàn cầu lớn cho hành khách và hàng hóa. Doanh thu từ dầu đã giúp đẩy nhanh sự phát triển của thành phố, vốn đã là một trung tâm thương mại lớn.
Là trung tâm thương mại khu vực và quốc tế từ đầu thế kỷ 20, nền kinh tế của Dubai dựa vào doanh thu từ thương mại, du lịch, hàng không, bất động sản và dịch vụ tài chính. Sản xuất dầu đóng góp chưa đến 1% GDP của tiểu vương quốc vào năm 2018. Thành phố có dân số khoảng 3,49 triệu người (tính đến năm 2021)

## Từ nguyên
Nhiều giả thuyết đã được đề xuất về nguồn gốc của từ "Dubai". Một giả thuyết cho rằng từ này từng là souq in Ba. Một giả thuyết cho rằng từ này từng là souq ở Ba. Một câu tục ngữ Ả Rập nói rằng "Daba Dubai" (tiếng Ả Rập: دبا دبي), nghĩa là "Họ đến với rất nhiều tiền."
Theo Fedel Handhal, một học giả về lịch sử và văn hóa của Các Tiểu vương quốc Ả Rập Thống nhất dabba (tiếng Ả Rập: دب) (một biến thể ở thì quá khứ của yadub (tiếng Ả Rập: يدب), which means "to creep"), đề cập đến dòng chảy chậm của Lạch Dubai trong đất liền.
Nhà thơ và học giả Ahmad Mohammad Obaid truy tìm nó từ cùng một từ, nhưng với nghĩa thay thế của nó là "baby locust" (tiếng Ả Rập: جراد) do sự phong phú của châu chấu trong khu vực trước khi định cư.

## Lịch sử
Tài liệu xưa nhất được ghi lại có đề cập đến Dubai là vào năm 1095, và dạng định cư đầu tiên dưới hình thức đô thị Dubai xuất hiện từ năm 1799. Dubai được bộ tộc Al Bu Falasah của bộ lạc Bani Yas thành lập chính thức vào đầu thế kỷ thứ XIX. Năm 1892, Vương quốc Anh dự định bảo hộ Dubai nhưng Dubai vẫn nằm dưới quyền cai trị của bộ tộc Al Bu Falasah. Chính vị trí địa lý của Dubai khiến cho vương quốc này giữ vai trò là một trung tâm thương mại quan trọng. Đến đầu thế kỷ XX, Dubai trở thành một cảng chủ chốt. Vào năm 1966, năm dầu khí được phát hiện ra, Dubai và tiểu vương quốc Qatar lập nên một đơn vị tiền tệ mới thay thế đơn vị cũ là đồng Rúp Vịnh Ba Tư. Nền kinh tế dầu khí du nhập vào vương quốc này một lượng nhân công nước ngoài khổng lồ, và nhanh chóng bành trướng thành phố này lên 300% kèm theo việc thu về những lợi nhuận dầu khí quốc tế. Vương quốc Dubai hiện đại đã hình thành sau khi Vương quốc Anh rời khỏi khu vực này vào năm 1971. Vào thời điểm này, Dubai cùng với Abu Dhabi và bốn tiểu vương quốc khác đã tạo nên Các Tiểu Vương quốc Ả Rập Thống nhất. Một năm sau đó, Ras al Khaimah tham gia liên bang này. Riêng Qatar và Bahrain vẫn giữ nền quốc gia độc lập.
Năm 1974, liên minh tiền tệ với Qatar đã giải thể và đồng UAE Dirham của Các Tiểu Vương quốc Ả Rập Thống nhất được phổ biến trên toàn liên bang. Năm 1979, một khu thương mại tự do được xây dựng xung quanh cảng Jebel Ali, cho phép các công ty nước ngoài nhập khẩu lao động và vốn xuất khẩu không hạn chế. Chiến tranh Vùng Vịnh năm 1990 đã khiến cho thành phố có một tác động tiêu cực về tài chính khi những nhà đầu tư rút tiền và những nhà kinh doanh rút khỏi việc buôn bán. Nhưng sau đó, với sự thay đổi về cơ chế chính trị, thành phố đã phục hồi và dần phát triển mạnh.
Ngày nay, Dubai đã nổi lên như một thành phố toàn cầu và một trung tâm kinh tế. Đây cũng là một trung tâm vận tải toàn cầu lớn cho hành khách và hàng hóa. Mặc dù nền kinh tế của Dubai được xây dựng dựa theo khuôn mẫu chung hiện tại của UAE là dựa vào ngành công nghiệp dầu khí, nhưng tương tự như các quốc gia phương Tây khác, mô hình kinh doanh của vương quốc này hiện đang thao túng nền kinh tế, hiệu quả thấy được là doanh thu chính của Dubai chủ yếu là từ du lịch, các dịch vụ tài chính và bất động sản.
Gần đây, Dubai đã thu hút sự chú ý của thế giới thông qua các dự án xây dựng đổi mới có tính sáng tạo và những sự kiện thể thao lớn, đặc biệt là tòa nhà cao nhất thế giới, Burj Khalifa. Năm 2012, Dubai là thành phố đắt đỏ nhất ở Trung Đông. Năm 2014, phòng khách sạn của Dubai được đánh giá là đắt thứ hai thế giới. Sự gia tăng chú ý này đã làm nổi bật lên các vấn đề về quyền lao động và nhân quyền liên quan đến lực lượng lao động chủ yếu đến từ vùng Nam Á và Philippines. Do kết quả của suy thoái kinh tế toàn cầu sau cuộc khủng hoảng tài chính 2007-2010, thị trường bất động sản của Dubai đã trải qua sự suy giảm lớn trong năm 2008 và 2009.

Thành phố biển Dubai được đánh giá là một trong những thành phố an toàn nhất thế giới, là trung tâm hàng không của khu vực. Ngoài ra còn là một thành phố quốc tế, thể thao, khách sạn, du lịch, triển lãm, tài chính, truyền thông, kinh tế, công nghệ, kiến trúc và xây dựng. Ốc đảo Dubai Silicon là một công viên công nghệ vi điện tử hiện đang được phát triển ở Dubai. Mặc dù phần lớn diện tích trong 7,2 km² của dự án phục vụ cho thương mại, dự án này vẫn có khu dân cư và cửa hàng bán lẻ. Ốc đảo Dubai Silicon là sở hữu toàn quyền của Chính phủ Dubai, hoạt động như là một khu vực tự do dành cho các công ty chất bán dẫn, vi điện tử và công nghệ cao, cung cấp đầu mối thị phần các thiết bị công nghệ cho thế giới.

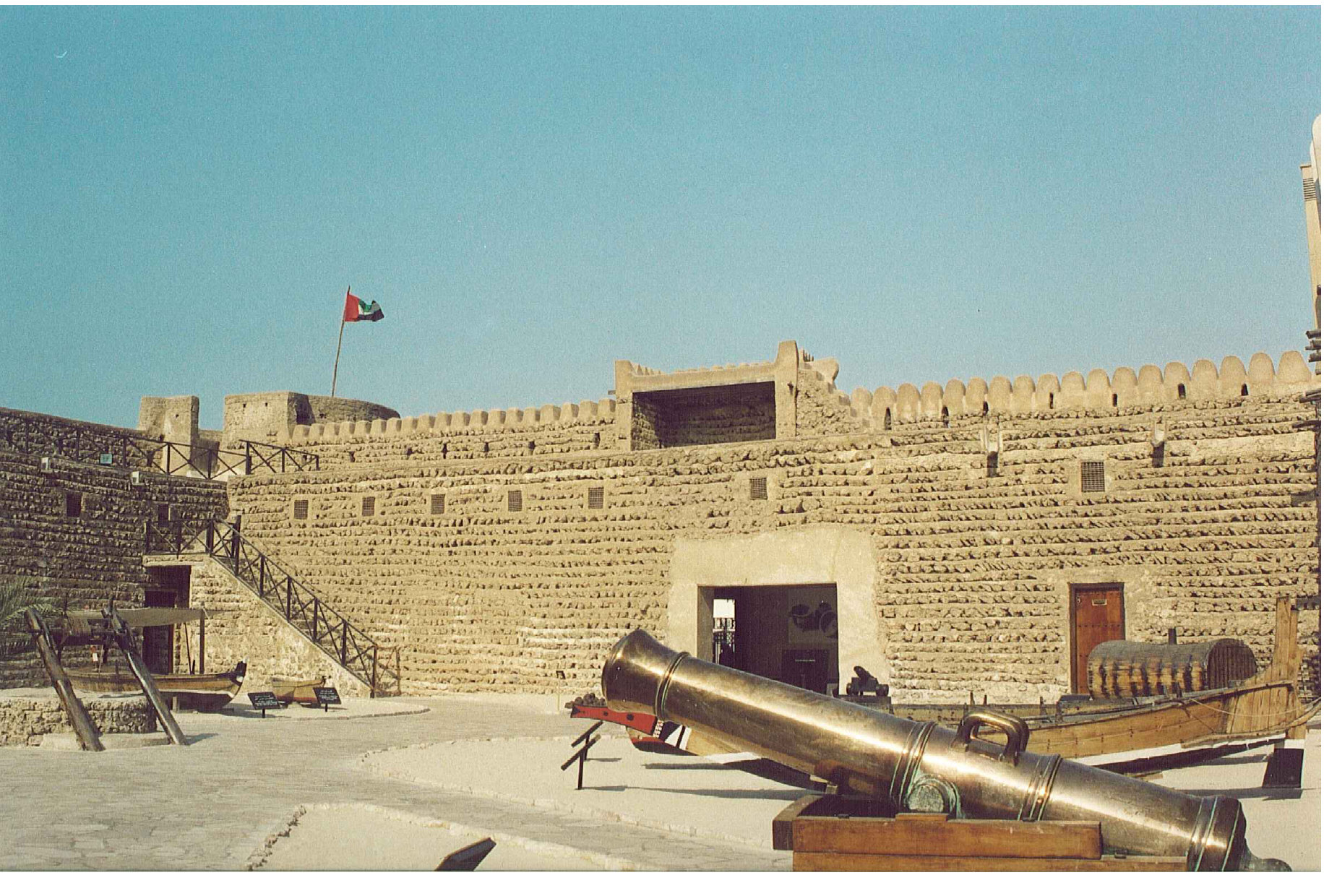
Pháo đài Al Fahidi, xây dựng năm 1799, là công trình cổ xưa nhất ở Dubai - hiện nay là một phần trong bảo tàng Dubai

Một phong cảnh điển hình ở phố cổ Al Bastakiya

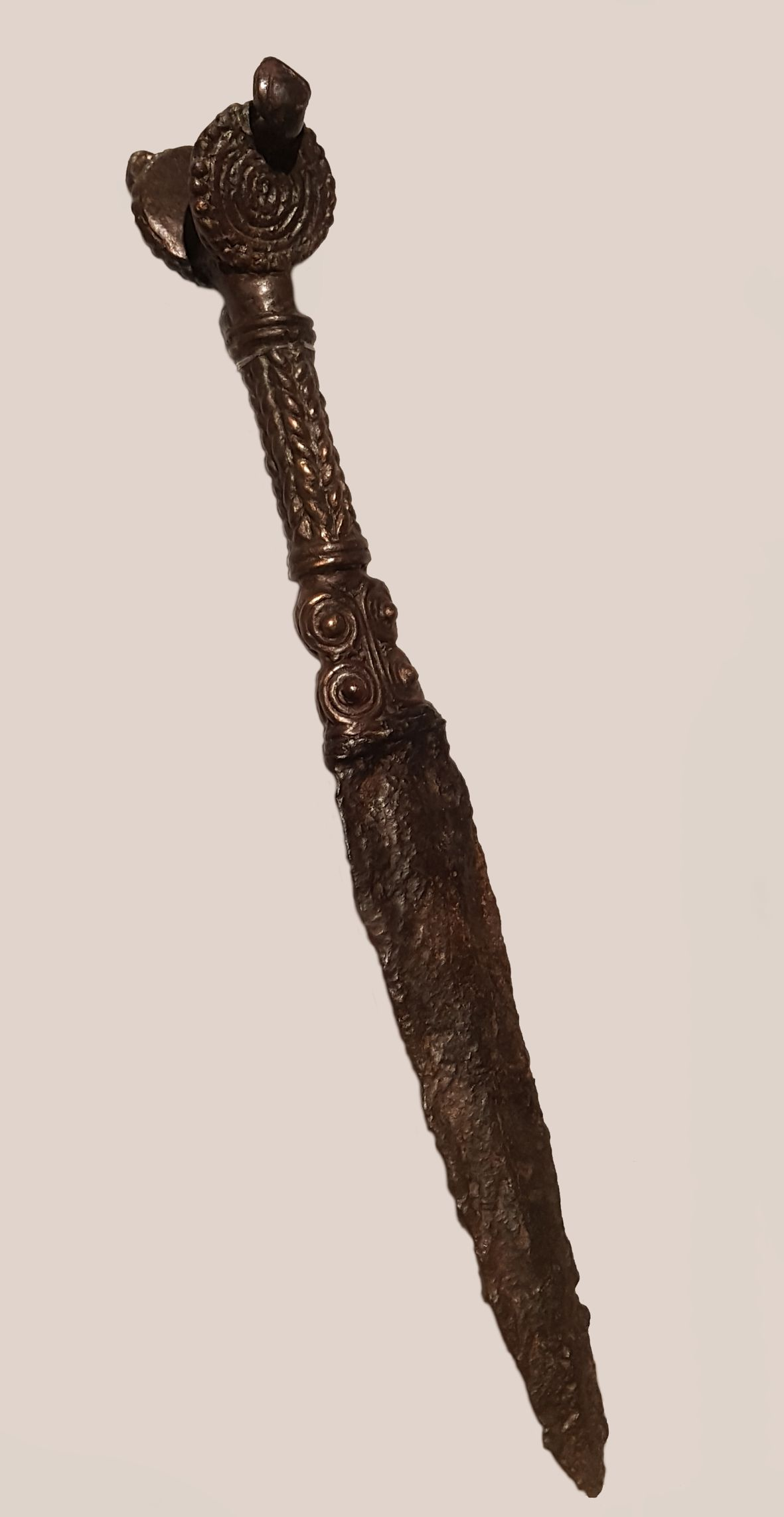
Dao găm bằng hợp kim đồng và sắt tại khu khảo cổ Saruq Al Hadid (1100 TCN)

Mặc dù công cụ bằng đá đã được tìm thấy ở nhiều nơi nhưng vẫn có rất ít thông tin về sự định cư đầu tiên của UAE do chỉ tìm được một vài nơi định cư. Khảo cổ tìm thấy ở tiểu vương quốc Dubai, đặc biệt là tại Al-Ashoosh, Al Sufouh và kho báu đáng chú ý từ Saruq Al Hadid thể hiện các giai đoạn từ Ubaid và Hafit cho đến giai đoạn Umm Al Nar và Wadi Suq và Thời đại đồ sắt ở UAE. Khu vực biết đến có người Sumer sinh sống là Magan, và là nguồn cung cấp hàng hóa kim loại, đặc biệt là đồng và đồng thau. Nhiều thị trấn cổ xưa trong khu vực đã từng là trung tâm thương mại giữa hai thế giới phương Đông và phương Tây. Những tàn tích của một vùng đầm lầy ngập mặn cổ, tồn tại cách đây khoảng 7.000 năm trước Công nguyên, đã được phát hiện trong khi xây dựng đường ống thoát nước gần Dubai Internet City.
Vào khoảng 5.000 năm trước, khi quá trình biển rút khỏi đất liền diễn ra, khu vực này bao phủ toàn cát và đã trở thành một phần bờ biển hiện nay của thành phố. Đồ gốm tiền Hồi giáo đã được tìm thấy từ thế kỷ thứ ba và thứ tư. Trước Hồi giáo, người dân trong khu vực này thờ thần Bajir (còn gọi là Bajar). Đế quốc Byzantine và Sassanian (Ba Tư) là hai đế chế quyền lực lớn của thời kỳ này, do người Sassanian nắm quyền kiểm soát phần lớn lãnh thổ. Sau khi Hồi giáo lan truyền khắp khu vực, chính quyền Hồi giáo Umayyad từ thế giới Hồi giáo phương Đông tiến hành xâm chiếm Đông Nam Ả Rập, sau đó đến Sassanian. Bảo tàng Dubai đã tiến hành các cuộc khai quật trong khu vực Al-Jumayra (Jumeirah ngày nay) và tìm thấy một số đồ tạo tác từ thời Umayyad.
Tài liệu cổ nhất có đề cập đến của Dubai là vào năm 1095, trong quyển Sách địa lý của Abu Abdullah al-Bakri, một nhà lịch sử địa lý Andalucia-Ả Rập. Năm 1580, Gaspero Balbi, một thương gia ngọc trai từ Venice (ở Ý), đã đến thăm khu vực này và đề cập đến Dubai (với tên gọi Dibei) về nghề săn ngọc trai ở đây.
Từ năm 1799, đã có ghi nhận về sự tồn tại của thị trấn Dubai, với việc thành lập làng chài ven biển. Đầu thế kỷ thứ XIX, bộ tộc Al Bu Falasah (dòng Al-Falasi) của bộ lạc Bani Yas thành lập Dubai. Vùng đất này vẫn nằm dưới sự phụ thuộc Abu Dhabi cho đến năm 1833 dưới sự cai quản của Sheikh Tahnun bin Shakhbut của Abu Dhabi. Ngày 8 tháng 1 năm 1820, tù trưởng của Dubai và các tù trưởng khác trong khu vực đã ký "Hiệp ước hòa bình toàn vùng biển" với chính phủ Anh.

### Dubai hiện đại
Năm 1833, do thù hận với bộ tộc, triều đại Al Maktoum (cũng là hậu duệ dòng Al-Falasi) thuộc bộ tộc Bani Yas đã rời bỏ ốc đảo Siwa - quê hương tổ tiên nằm ở phía Tây Nam Abu Dhabi của họ dẫn đầu đoàn là Obeid bin Saeed và Maktoum bin Butti và nhanh chóng chiếm được Dubai từ bộ tộc Al Bu Falasah mà không gặp sự kháng cự nào.
Ngày 8 tháng 1 năm 1820, tù trưởng của Dubai và các tù trưởng khác trong khu vực đã ký "Hiệp ước hòa bình toàn vùng biển" với chính phủ Anh.
Trong những năm 1800, hai thảm họa đã giáng xuống phố. Đầu tiên là vào năm 1841, dịch bệnh đậu mùa bùng phát ở các địa phương Bur Dubai, buộc người dân phải di dời về phía đông tới Deira. Sau đó, vào năm 1896, một trận hỏa hoạn đã quét qua Deira, đốt cháy trụi gần như toàn bộ nhà cửa, thiêu rụi một nửa ngôi nhà của Bur Dubai do phần lớn những ngôi nhà vẫn được xây dựng bằng barasti - lá cọ. Năm sau, nhiều đám cháy bùng phát. Một nô lệ nữ đã bị bắt trong một lần bị phát hiện gây ra các trận hỏa hoạn và sau đó bị xử tử.

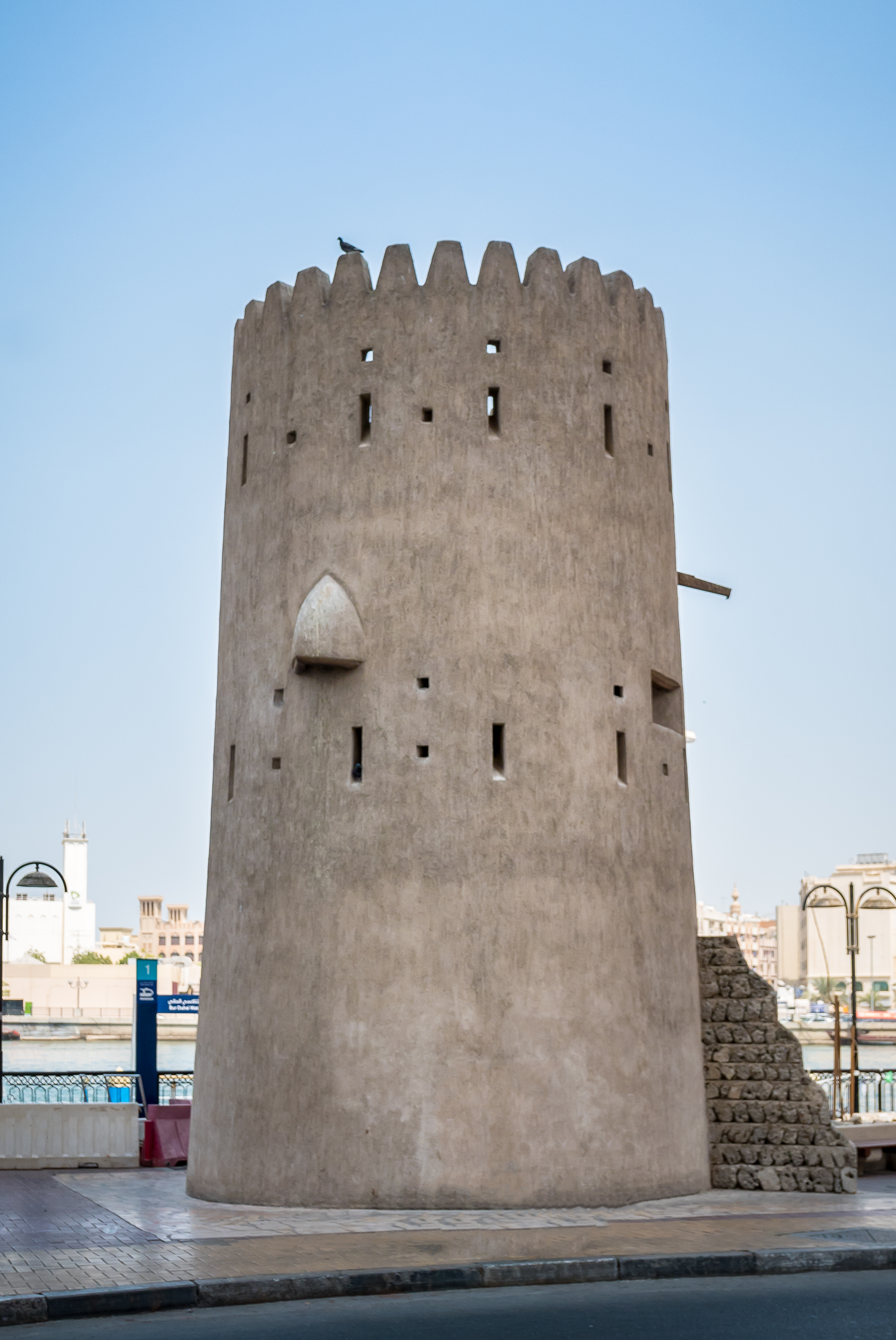
Một tháp canh ở Bur Dubai, khoảng thế kỉ 19

Tuy nhiên, vị trí địa lý của thành phố tiếp tục lôi kéo các thương gia từ khắp nơi trong khu vực. Năm 1901, hoàng thân Dubai Maktoum bin Hasher Al Maktoum rất quan tâm thu hút các thương nhân nước ngoài qua việc giảm hoặc miễn khung thuế thương mại, điều này khiến cho Dubai có lượng thương nhân tập trung nhiều hơn hai trung tâm thương mại chính của khu vực vào thời điểm đó là Sharjah và Bandar Lingeh. Một chỉ số về tầm quan trọng của cảng Dubai là từ các hoạt động của tàu hơi nước của Công ty Hàng hải hơi nước Bombay và Ba Tư, từ năm 1899 đến 1901 đã trả có các chuyến tàu hàng năm đến Dubai. Năm 1902, các tàu của công ty đã thực hiện 21 chuyến thăm tới Dubai và từ năm 1904 trở đi, các tàu hơi nước cập bến hai tuần một lần - vào năm 1906, giao dịch bảy mươi nghìn tấn hàng hóa. Tần suất của các tàu này chỉ giúp tăng tốc vai trò của Dubai như là một cảng và trung tâm thương mại mới nổi. Lorimer lưu ý việc chuyển từ Lingeh cần 'đấu thầu công bằng để giúp nó hoàn chỉnh và vĩnh viễn', và cũng vào năm 1906, thị trấn đã thay thế Lingeh trở thành thủ lĩnh chính của khu Bờ biển đình chiến.
"Cơn bão lớn" năm 1908 đã tàn phá những chiếc thuyền của Dubai và các tiểu vương quốc ven biển vào cuối mùa lê năm đó, dẫn đến mất hàng chục thuyền và hơn 100 người. Thảm họa là một trở ngại lớn cho Dubai, với nhiều gia đình mất người trụ cột và thương nhân phải đối mặt với khó khăn tài chính. Trong một bức thư gửi Quốc vương vào năm 1911, Butti than thở: 'Khốn khổ và nghèo đói đang hoành hành, với kết quả là họ đang phải vật lộn, cướp bóc và tự sát.'

### Dubai trước khi phát hiện mỏ dầu

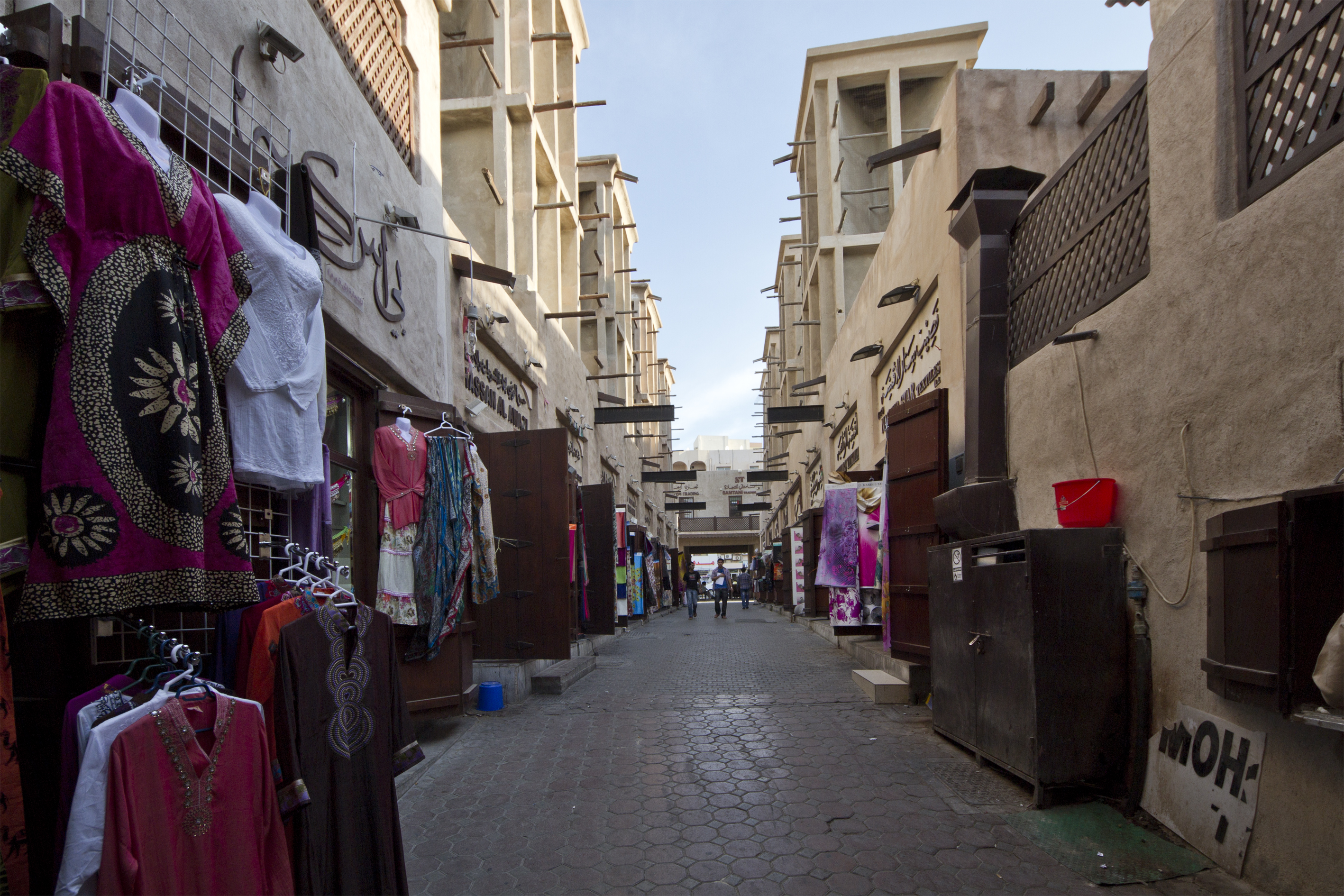
Phố souk điển hình ở Deira, Dubai

Do khoảng cách địa lý gần Iran, Dubai đã trở thành một vị trí thương mại chủ yếu. Phố Dubai là một hải cảng quan trọng thu hút các thương gia nước ngoài ghé qua, phần lớn từ Iran. Nhiều thương gia sau đó đã định cư tại nơi này. Vào đầu thế kỷ XX, phố Dubai trở thành cảng chủ chốt. Vào thời điểm đó, Dubai bao gồm thị trấn Dubai và ngôi làng Jumeirah gần đó, những túp lều định cư của người Bedouin thuộc bộ lạc Bani Yas và Manasir.
Dubai vốn nổi tiếng với ngành xuất khẩu ngọc trai cho đến những năm 1930, việc buôn bán ngọc trai đã bị phá hủy hoàn toàn do Thế Chiến thứ nhất, và sau đó là do cuộc Đại khủng hoảng những năm 1929. Cùng với sự sụp đổ của ngành công nghiệp ngọc trai, Dubai rơi vào sự suy thoái trầm trọng và nhiều người dân bị chết đói hoặc phải di cư sang những nơi khác ở vùng vịnh Ba Tư.
Trong những ngày đầu kể từ khi thành lập, Dubai đã liên tục xung đột với Abu Dhabi. Năm 1947 xảy ra cuộc tranh chấp biên giới chung phía Bắc giữa Dubai và Abu Dhabi. Cuộc tranh chấp này sau đó đã leo thang thành chiến tranh. Người Anh đã phân xử việc này bằng việc lập một đường biên giới vùng đệm chạy dọc theo hướng Đông Nam từ bờ biển Ras Hasian. Kết quả là đã tạm dừng được chiến sự.
Mặc dù thiếu dầu, từ năm 1958, Sheikh Rashid bin Saeed Al Maktoum đã sử dụng doanh thu từ các hoạt động thương mại để xây dựng cơ sở hạ tầng. Các công ty tư nhân được thành lập để xây dựng và vận hành cơ sở hạ tầng, bao gồm điện, dịch vụ điện thoại và cả các cảng và nhà khai thác sân bay. Một sân bay gồm một đường băng thành lập tại Dubai vào những năm 1950 vào năm 1959, khách sạn đầu tiên của tiểu vương quốc, Khách sạn Airlines, đã được xây dựng. Tiếp theo là Đại sứ quán và Khách sạn Carlton năm 1968.
Năm 1959 chứng kiến việc thành lập công ty điện thoại đầu tiên của Dubai, 51% thuộc sở hữu của IAL (International Aeradio Ltd) và 49% bởi Sheikh Rashid và các doanh nhân địa phương và năm 1961, cả công ty điện lực và công ty điện thoại đã triển khai mạng lưới hoạt động. Công ty nước (Sheikh Rashid là Chủ tịch và cổ đông lớn) đã xây dựng một đường ống từ các giếng tại Awir và một loạt các bể chứa và đến năm 1968, Dubai có nguồn cung cấp nước máy đáng tin cậy.

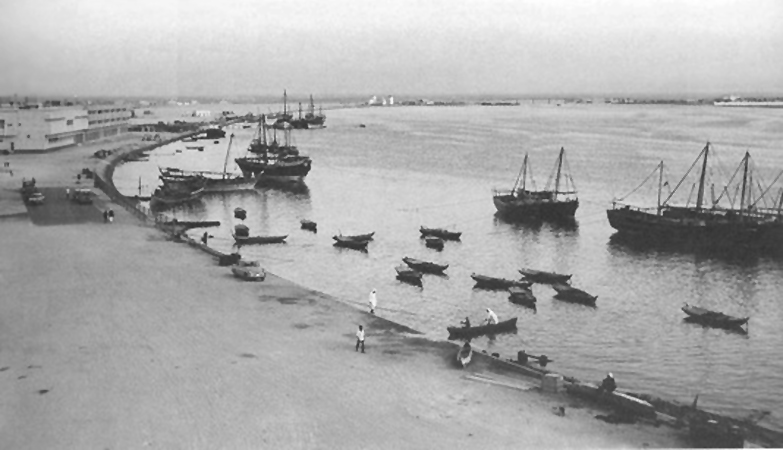
Nhánh sông Dubai những năm 60

Vào ngày 7 tháng 4 năm 1961, MV Dara có trụ sở tại Dubai, một tàu năm nghìn tấn của Anh đi dọc tuyến đường giữa Basra (Iraq), Kuwait và Bombay (Ấn Độ), bị những cơn gió mạnh bất thường làm đắm ngoài khơi Dubai. Sáng sớm hôm sau ở vùng biển ngoài khơi Umm al-Quwain, một vụ nổ xé toạc khoang hạng hai và bắt đầu gây hỏa hoạn. Thuyền trưởng đã ra lệnh rời tàu nhưng hai xuồng cứu sinh bị lật và vụ nổ thứ hai xảy ra. Một đội tàu nhỏ từ Dubai, Sharjah, Ajman và Umm al-Quwain đã cứu được những người sống sót nhưng 238 sinh mạng đã chết trong thảm họa.
Việc xây dựng sân bay đầu tiên của Dubai đã được bắt đầu ở rìa phía bắc của thị trấn vào năm 1959 và nhà ga sân bay mở cửa kinh doanh vào tháng 9 năm 1960. Sân bay ban đầu được phục vụ bởi hãng hàng không vùng Vịnh.

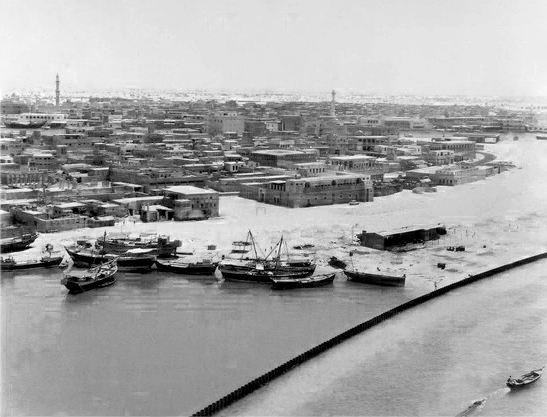
Quận Al Ras ở Deira, Dubai vào những năm 1960

Năm 1962, với chi tiêu cho các dự án cơ sở hạ tầng đã quá mức độ chi tiêu, Sheikh Rashid đã nhờ anh rể của mình, người trị vì Qatar cho vay để xây dựng cây cầu đầu tiên bắc qua nhánh sông Dubai. Việc xây dựng hoàn thành vào tháng 5 năm 1963 và được bù lại bằng một khoản phí được thu khi đi qua cầu.
BOAC ban đầu miễn cưỡng để bắt đầu các chuyến bay thường xuyên giữa Bombay và Dubai, vì sợ thiếu nhu cầu chỗ ngồi. Tuy nhiên, vào thời điểm đường băng nhựa đường của Sân bay Dubai được xây dựng vào năm 1965, một số hãng hàng không nước ngoài cạnh tranh để giành quyền hạ cánh. Năm 1970, một nhà ga sân bay mới được xây dựng bao gồm các cửa hàng miễn thuế đầu tiên của Dubai.
Trong suốt những năm 1960, Dubai là trung tâm giao dịch vàng sôi động với lượng vàng nhập khẩu năm 1968 khoảng 56 triệu bảng. Việc nhập khẩu vàng từ Ấn Độ đã bị cấm và vì vậy việc buôn bán được xem là buôn lậu mặc dù các thương nhân của Dubai chỉ ra rằng họ đang giao hàng vàng hợp pháp.
Năm 1966, nhiều vàng đã được vận chuyển từ London đến Dubai hơn hầu hết mọi nơi trên thế giới, ở mức 4 triệu ounce. Dubai cũng đã nhận đơn hàng đồng hồ trị giá hơn 15 triệu đô la và hơn 5 triệu ounce bạc. Giá vàng năm 1967 là 35 đô la một ounce nhưng giá thị trường của nó ở Ấn Độ là 68 đô la một ounce. Ước tính tại thời điểm đó, khối lượng nhập khẩu vàng từ Dubai đến Ấn Độ ở mức gần 75% tổng thị trường thế giới.

### Thời đại dầu

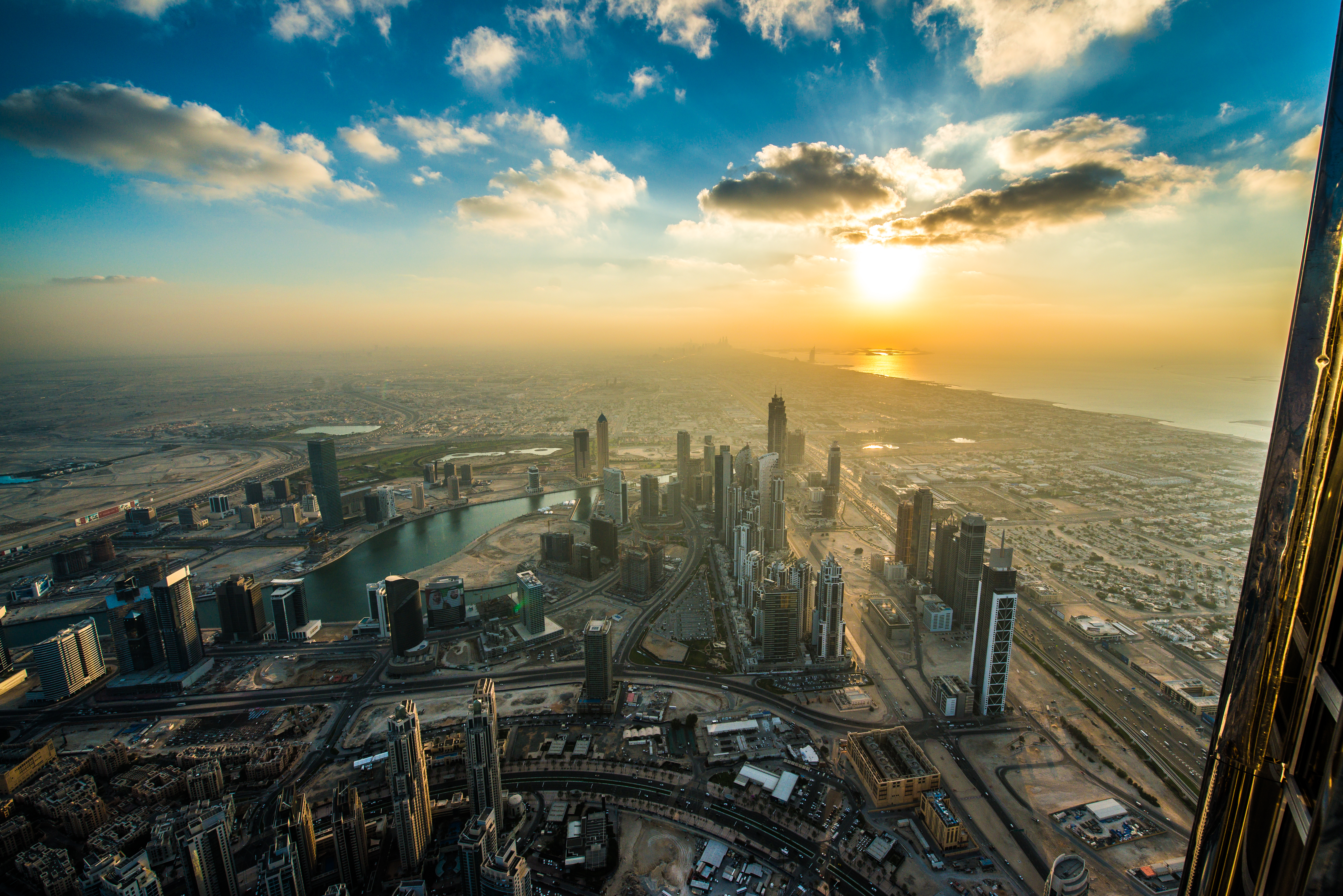
Quang cảnh trung tâm thành phố Dubai từ Burj Khalifa

Do nước láng giềng Abu Dhabi tìm thấy những mỏ dầu lớn, Dubai đã tiến hành thăm dò trong nhiều năm, cuối cùng năm 1971 đã phát hiện ra dầu ở Dubai, mặc dù với số lượng nhỏ hơn rất nhiều. Sau đó thị trấn được trợ cấp nhượng đất cho các công ty dầu quốc tế. Việc phát hiện dầu đã dẫn đến một làn sóng lớn người lao động nước ngoài du nhập vào đây, chủ yếu là người Ấn Độ và Pakistan. Từ năm 1968 đến năm 1975, dân số của thành phố đã tăng hơn 300%.
Dubai đã bắt tay vào giai đoạn phát triển và mở rộng cơ sở hạ tầng. Doanh thu từ dầu mỏ từ năm 1969 trở đi đã hỗ trợ cho giai đoạn tăng trưởng với việc Sheikh Rashid bắt tay vào chính sách xây dựng cơ sở hạ tầng và nền kinh tế thương mại đa dạng trước khi nguồn dự trữ của tiểu vương quốc bị cạn kiệt. Dầu chiếm 24% GDP vào năm 1990, nhưng đã giảm xuống còn 7% GDP vào năm 2004.

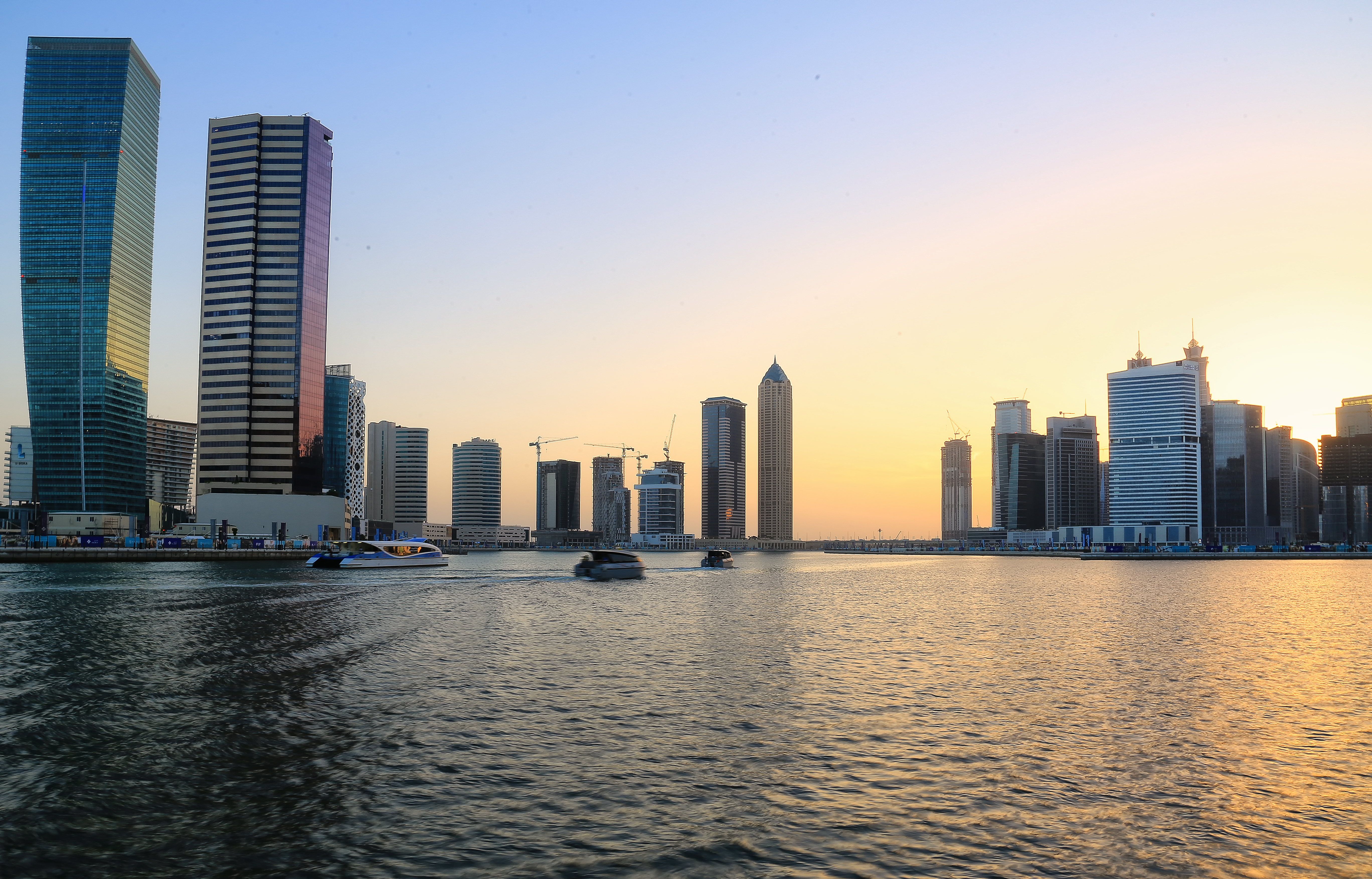
Khung cảnh vịnh Business

Quan trọng, một trong những dự án lớn đầu tiên mà Sheikh Rashid bắt tay thực hiện khi doanh thu từ dầu là việc xây dựng cảng Rashid, một cảng nước sâu do công ty Halcrow của Anh xây dựng. Ban đầu dự định là một cảng bốn bến, nó đã được mở rộng đến mười sáu bến khi việc xây dựng diễn ra. Dự án là một thành công lớn với việc xếp hàng. Cảng được khánh thành vào ngày 5 tháng 10 năm 1972, mặc dù các bến của nó từng được đưa vào sử dụng ngay khi chúng được xây dựng xong. Cảng Rashid sẽ được mở rộng hơn nữa vào năm 1975 để bổ sung thêm 35 bến trước khi cảng Jebel Ali lớn hơn được xây dựng.
Cảng Rashid là dự án đầu tiên trong số các dự án được lên kế hoạch xây dựng để tạo ra một cơ sở hạ tầng thương mại hiện đại, bao gồm đường, cầu, trường học và bệnh viện.

### Đạt được Đạo luật Liên minh giữa các tiểu vương quốc

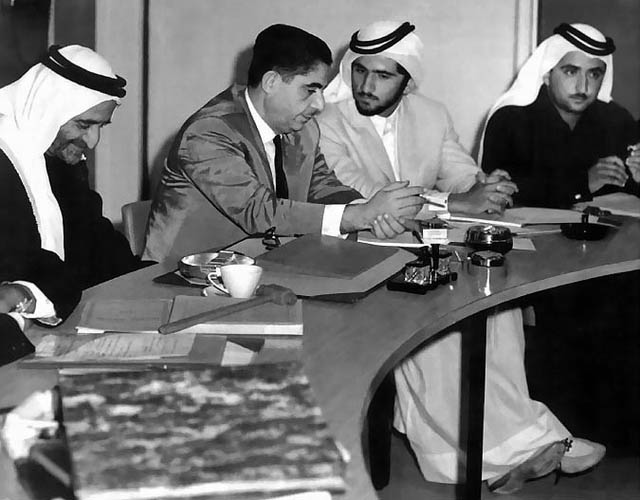
Adi Bitar trong cuộc gặp với các Sheikhs Rashid Al Maktoum, Mohammad Al Maktoum và Maktoum Al Maktoum tại Dubai năm 1968

Dubai và các nước thuộc 'Bờ biển đình chiến' khác từ lâu đã là một nước bảo hộ của Anh, nơi chính phủ Anh quan tâm đến chính sách đối ngoại và quốc phòng, cũng như phân xử giữa các nhà cai trị vùng Vịnh, kết quả của một hiệp ước được ký vào năm 1892, 'Độc quyền Thỏa thuận '. Điều này đã thay đổi với thông báo của Thủ tướng Harold Wilson, vào ngày 16 tháng 1 năm 1968, rằng tất cả quân đội Anh sẽ bị rút khỏi 'Phía đông Aden'. Quyết định là đưa các tiểu vương quốc ven biển, cùng với Qatar và Bahrain vào các cuộc đàm phán để giảm căng thẳng với quân Anh.
Quyết định hợp nhất lần đầu tiên được thống nhất giữa người cai trị Abu Dhabi, Sheikh Zayed bin Sultan Al Nahyan và Sheikh Rashid của Dubai vào ngày 18 tháng 2 năm 1968 trong một cuộc họp tại Argoub Al Sedirah, gần Al Semeih, một điểm dừng giữa sa mạc giữa hai tiểu vương quốc. Hai người đã đồng ý làm việc để đưa các tiểu vương quốc khác, bao gồm Qatar và Bahrain vào liên minh. Trong hai năm tiếp theo, các cuộc đàm phán và các cuộc họp đã diễn ra. Liên minh chín bang không bao giờ hồi phục sau cuộc họp tháng 10 năm 1969, nơi sự can thiệp mạnh tay của Anh đã dẫn đến việc Qatar và Ras Al Khaimah rút khỏi. Bahrain và Qatar đã từ bỏ các cuộc đàm phán, khiến sáu trong số bảy tiểu vương quốc đồng ý về liên minh vào ngày 18 tháng 7 năm 1971.
Năm 1971, Vương quốc Anh rút khỏi vịnh Ba Tư và sự bảo hộ đã thiết lập ở đây.
Ngày 2 tháng 12 năm 1971, Dubai cùng với Abu Dhabi, Sharjah, Ajman, Umm al-Quwain và Fujairah đã tham gia Đạo luật Liên minh để thành lập Các Tiểu vương quốc Ả Rập Thống nhất. Tiểu vương quốc thứ bảy, Ras Al Khaimah, gia nhập UAE vào ngày 10 tháng 2 năm 1972, sau khi Iran sáp nhập các đảo Tunbs do RAK tuyên bố chủ quyền.
Năm 1973, Dubai tham gia với các tiểu vương quốc khác trong việc áp dụng đồng tiền thống nhất là đồng UAE dirham và cũng trong năm đó, liên minh tiền tệ trước đó với Qatar đã bị giải thể.

### Dubai hiện đại

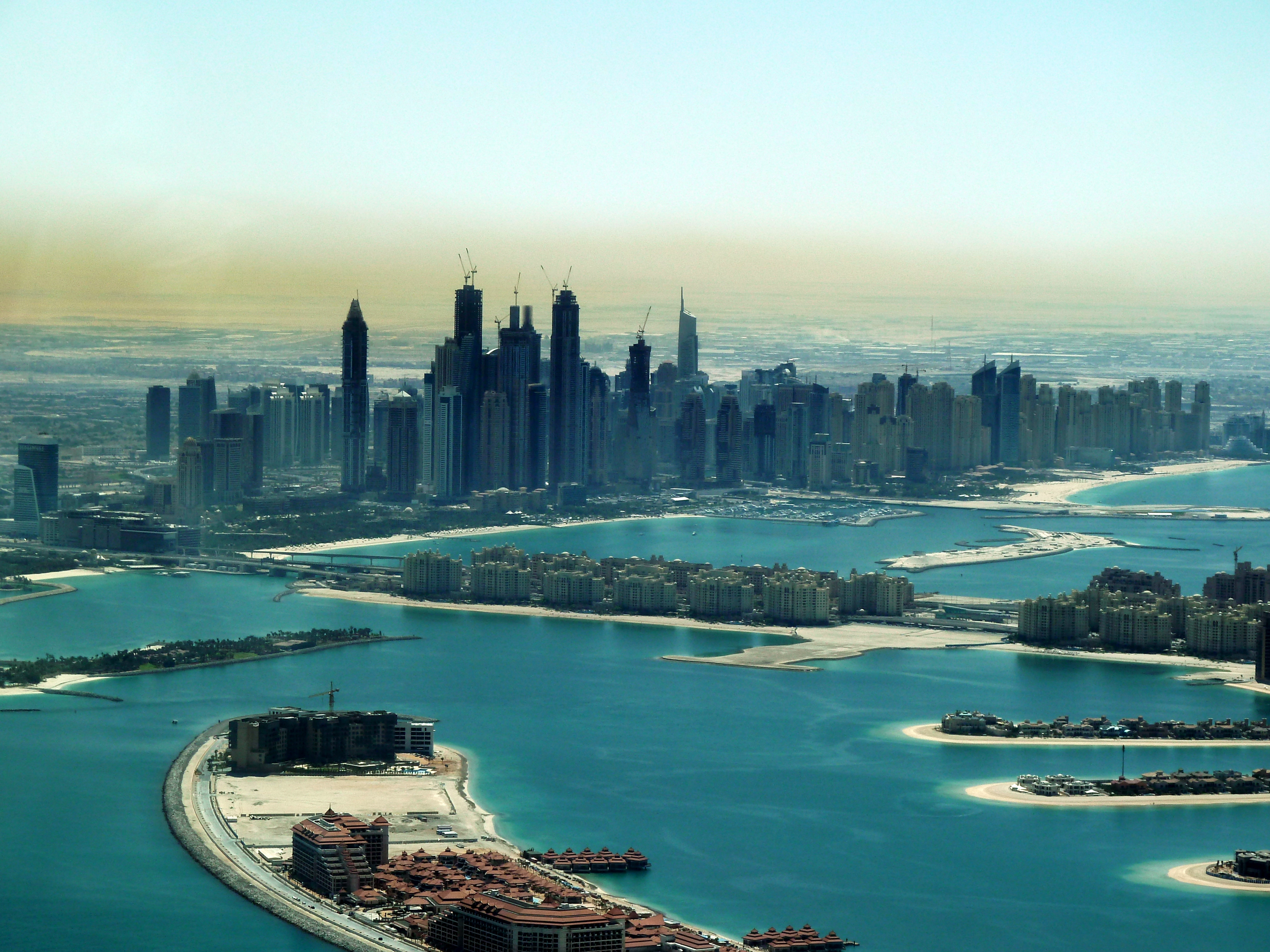
Palm Jumeirah và Dubai Marina năm 2011

Trong những năm 1970, Dubai tiếp tục phát triển dựa trên nguồn thu thu nhập từ dầu mỏ và thương mại, ngay cả khi thành phố trải qua một cuộc nhập cư rầm rộ từ dòng người chạy trốn cuộc nội chiến Liban ở Liban. Cuộc tranh chấp biên giới giữa các tiểu vương quốc vẫn tiếp tục ngay cả sau khi UAE thành lập. Mãi đến 1979, một thỏa hiệp chính thức đã chấm dứt được tình trạng chiến tranh này. Năm 1979, cảng Jebel Ali được thành lập. Năm 1985, JAFZA (sau này là khu tự do Jebel Ali) được xây dựng xung quanh khu cảng, cho phép các công ty nước ngoài xuất khẩu vốn và nhập khẩu lao đông không hạn chế. Sân bay Dubai và ngành hàng không cũng tiếp tục phát triển, tiêu biểu là việc khai trương hãng hàng không Emirates.
Chiến tranh Vùng Vịnh năm 1990 có ảnh hưởng lớn đến thành phố. Do điều kiện chính trị không chắc chắn trong khu vực, nhiều khách hàng đã rút một lượng vốn lớn từ các ngân hàng ở Dubai. Sau này, trong thập niên 1990, đã có nhiều nhóm kinh doanh thuyên chuyển doanh nghiệp của họ đến Dubai. Đầu tiên là nhóm từ Kuwait, trong chiến tranh Vùng Vịnh, và sau đó từ Bahrain, trong cuộc biến loạn Hồi giáo Shia. Dubai cung cấp các căn cứ tiếp nhiên liệu cho liên quân tại khu tự do Jebel Ali trong chiến tranh Vùng Vịnh, và một lần nữa trong cuộc xâm lược Iraq năm 2003. Sự gia tăng mạnh giá dầu sau chiến tranh Vùng Vịnh khiến Dubai đẩy mạnh tập trung vào thương mại tự do và du lịch.

## Vị trí địa lý

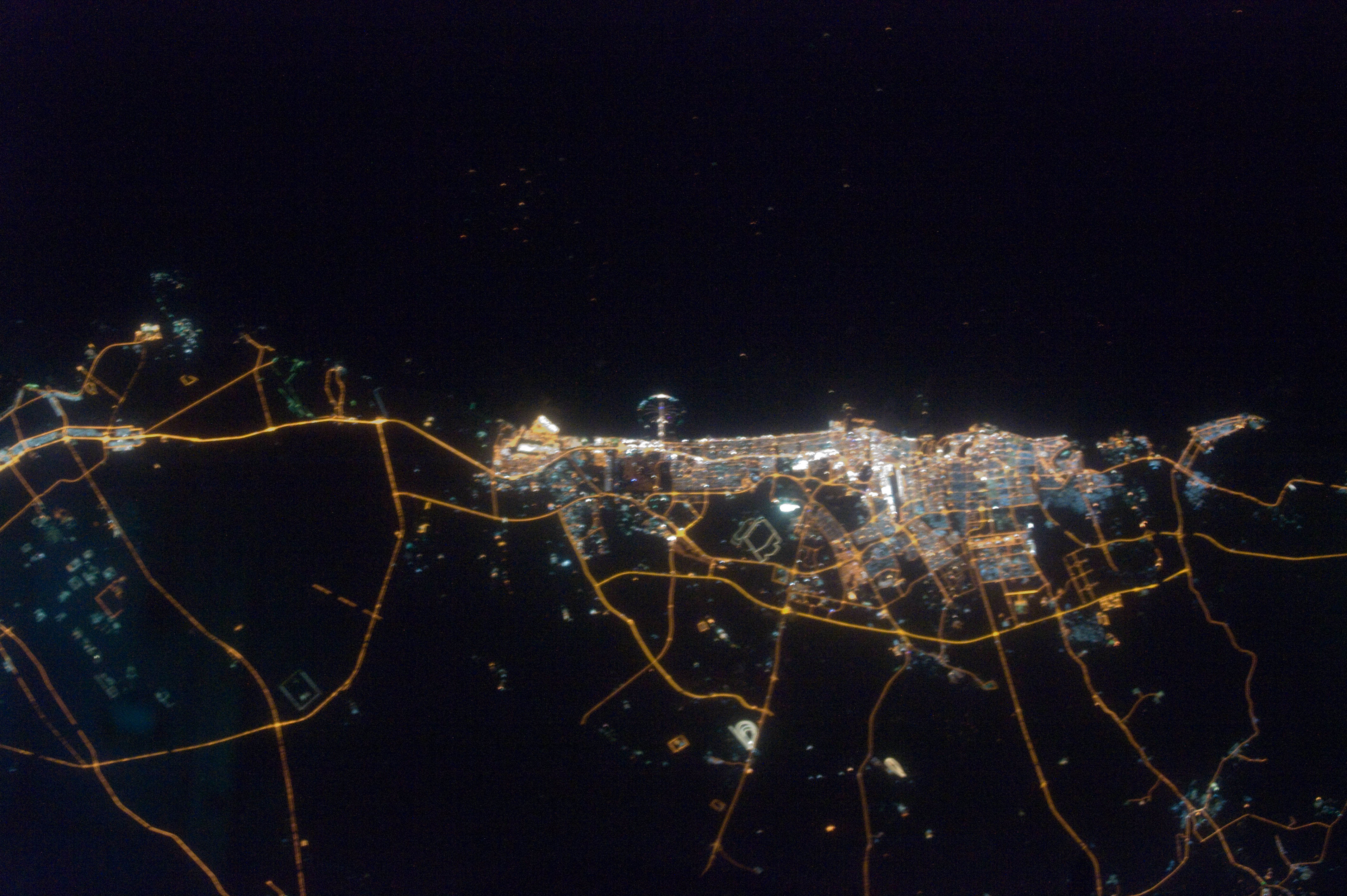
Trung tâm Sharjah-Dubai-Ajman về đêm.

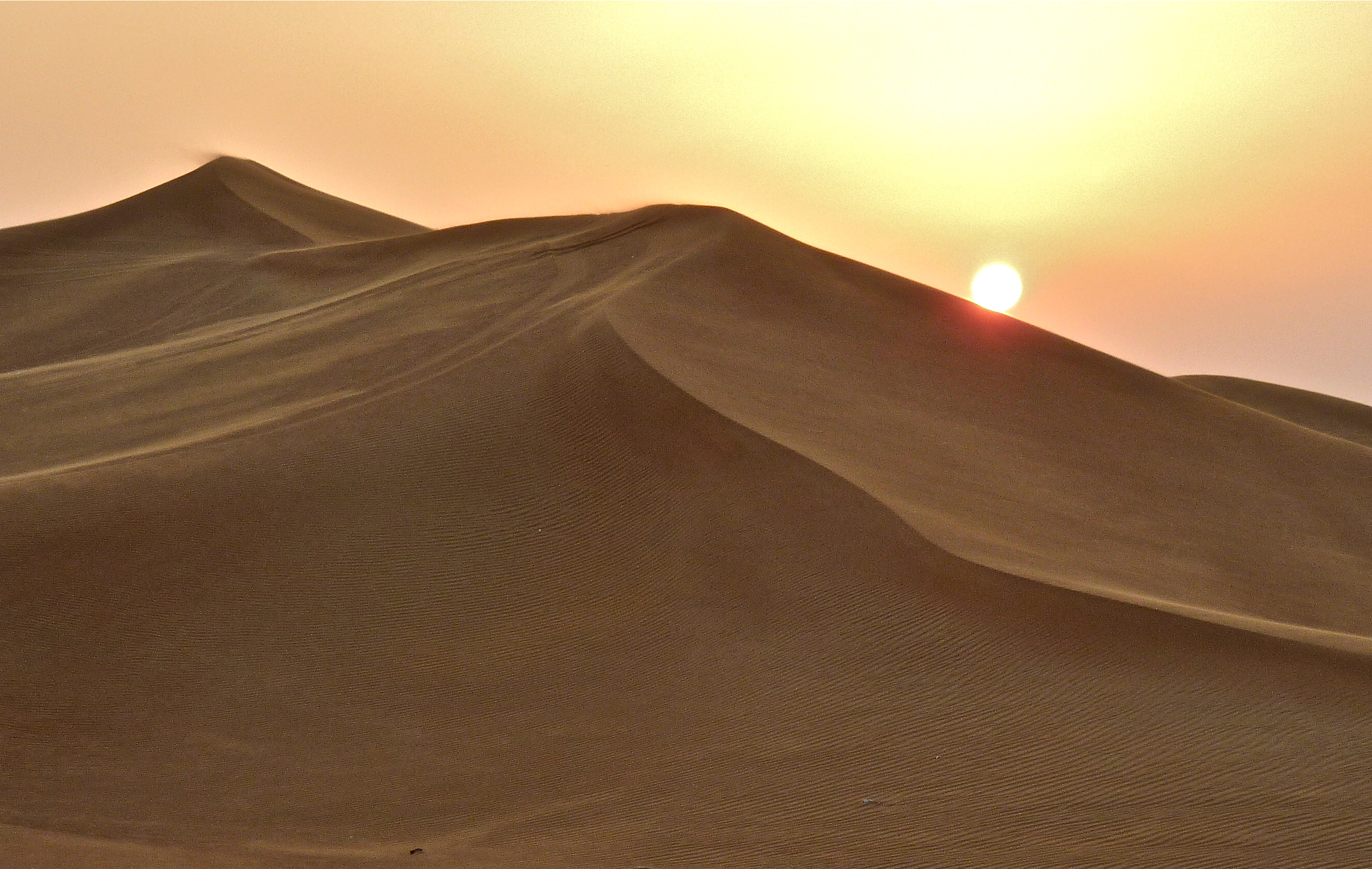
Cồn cát nhuốm màu đỏ của oxit sắt trong các sa mạc phía Đông Dubai.

Dubai nằm trên bờ biển vịnh Ba Tư của UAE và gần mực nước biển (độ cao 16 m so vơi mực nước biển). Tiểu vương quốc Dubai giáp ranh biên giới với Abu Dhabi ở phía Nam, Đông Bắc giáp Sharjah và Đông Nam giáp Vương quốc Hồi giáo Oman. Hatta, một phần nhỏ tách ra từ Dubai, được bao bọc ba phía bởi Oman và tiểu vương quốc Ajman (ở phía Tây) và Ras Al Khaimah (ở phía bắc). Vùng Vịnh Ba Tư giáp bờ biển phía Tây của Dubai. Dubai nằm ở 25°16′11″B 55°18′34″Đ / 25,26972°B 55,30944°Đ và có diện tích 4.114 km², là kết quả của sự mở rộng đáng kể từ 3.900 km2 ban đầu do quá trình cải tạo đất từ biển.
Dubai nằm ngay trong sa mạc Ả Rập. Tuy nhiên, địa hình của Dubai đặc biệt khác với các khu vực phía nam của UAE do cảnh quan của Dubai nổi bật với loại hình sa mạc cát, trong khi phía Nam của Dubai thì chủ yếu là sa mạc sỏi đá. Cát chứa nhiều san hô và vỏ nghiền nát rất đẹp, sạch và trắng. Phía Đông thành phố, những cánh đồng muối ven biển, được gọi là sabkha, đã được thay thế bằng những cồn cát chạy dài theo hướng Bắc-Nam. Xa hơn về phía Đông, các cồn cát lan rộng hơn và nhuốm màu đỏ của sắt oxit.
Các sa mạc cát phẳng hướng về phía núi Tây Hajar, chạy dọc theo biên giới của Dubai với Oman ở Hatta. Dãy Tây Hajar có cảnh quan khô cằn, lởm chởm và đứt quãng, ở một số nơi có dãy núi tăng lên đến khoảng 1.300 m. Dubai không có hệ thống sông tự nhiên hay ốc đảo, tuy nhiên, có một cái lạch tự nhiên gọi là Dubai Creek, đã được nạo vét để tạo đủ độ sâu cho tàu lớn đi qua. Dubai cũng có nhiều hẻm núi và hố lõm đánh dấu sự hiện diện của núi Tây Al Hajar. Một vùng biển rộng lớn tạo bởi những cồn cát phủ lên phần lớn lãnh thổ miền nam Dubai, dẫn thẳng đến sa mạc The Empty Quarter. Dubai đang ở trong một khu vực rất ổn định, đường nứt địa chấn gần nhất là Zagros cách 200 km từ UAE và dường như không gây tác động địa chấn nào cho Dubai. Các chuyên gia cũng dự đoán rằng khả năng sóng thần xảy ra trong khu vực này là cực kì thấp vì nước ở vùng vịnh Ba Tư không đủ sâu để tạo nên một đợt sóng thần.

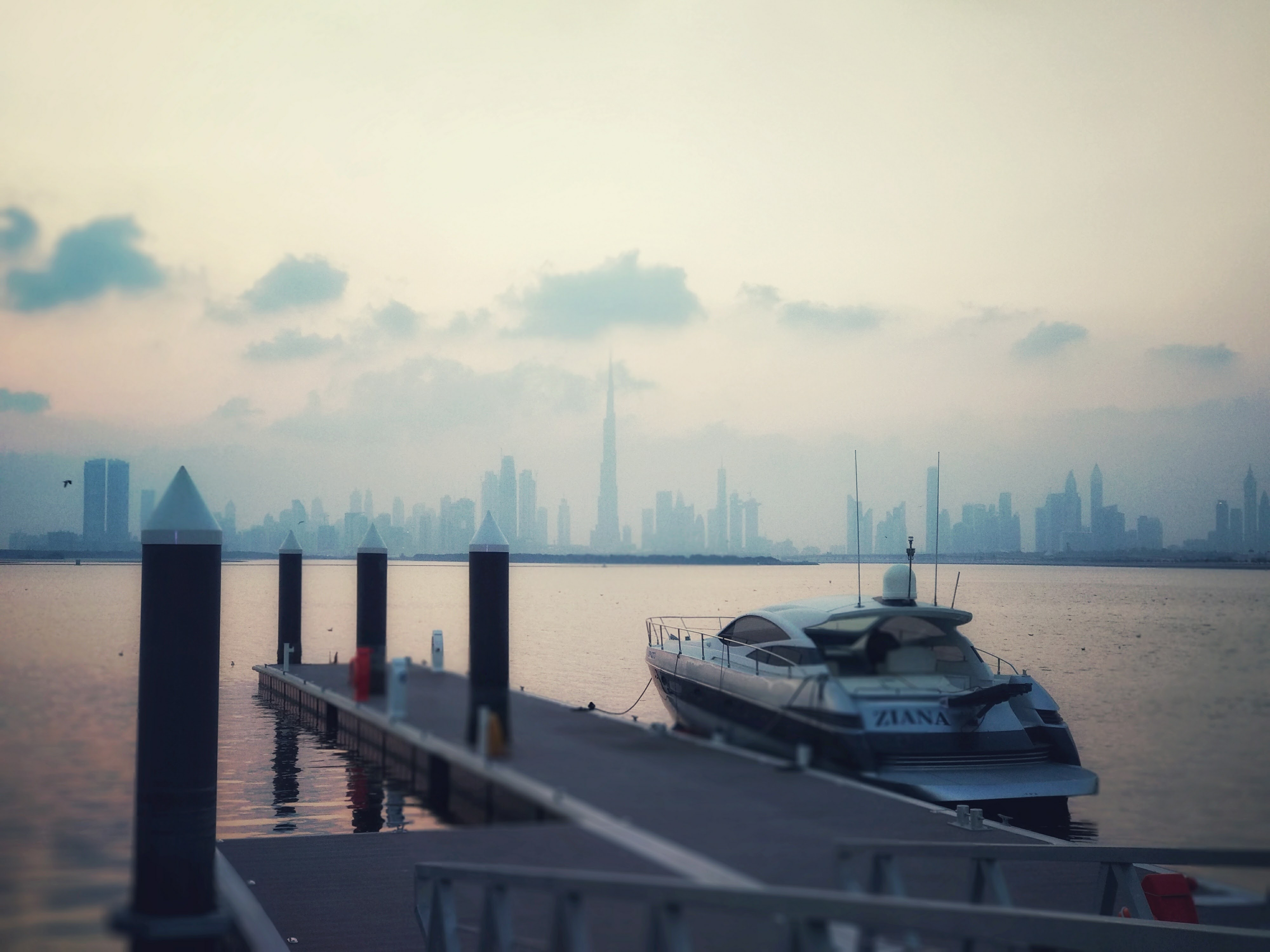
Khung cảnh nhánh sông Dubai từ bến cảng

Các sa mạc cát bao quanh thành phố mọc lên các loại cỏ hoang và cây chà là. Lục bình sa mạc phát triển trong vùng đồng bằng sabkha phía Đông thành phố, còn cây keo và cây ghaf phát triển ở vùng đồng bằng gần núi Tây Al Hajar. Một số cây bản địa như chà là và sầu đâu, cây nhập khẩu như bạch đàn phát triển trong các khu tự nhiên của Dubai. Loài chim ô tác houbaraa, linh cẩu vằn, giống mèo rừng Bắc Phi, cáo sa mạc, chim ưng và linh dương sừng thẳng Ả Rập có nhiều trong sa mạc ở Dubai. Dubai nằm trên đường di cư giữa châu Âu, châu Á và châu Phi. Vào mùa xuân và mùa thu, có hơn 320 loài chim di cư đi qua Dubai. Các vùng biển của Dubai là ngôi nhà của hơn 300 loài cá, bao gồm cá mú. Tuy nhiên, do bị đánh bắt quá mức vì giá trì dinh dưỡng cao, cá mú đang có nguy cơ biến mất ở Dubai. Các sinh vật biển điển hình ngoài khơi bờ biển Dubai bao gồm các loài cá nhiệt đới, sứa, san hô, cá cúi, cá heo, cá voi và cá mập. Các loại rùa cũng có thể tìm thấy trong khu vực, bao gồm đồi mồi (rùa biển) và đồi mồi dứa - được liệt vào danh sách các loài đang có nguy cơ bị đe dọa.
Nhánh sông Dubai hay lạch Dubai chạy phía Đông Bắc-Tây Nam qua thành phố. Phần phía đông của thành phố là các vùng trên địa bàn Deira. Hai bên thành phố là tiểu vương quốc Sharjah ở phía Đông và trị trấn Al Aweer ở phía Nam. Sân bay quốc tế Dubai nằm ở phía Nam Deira, trong khi quần đảo nhân tạo Palm Deira nằm ở phía bắc của Deira ở Vịnh Ba Tư. Phần lớn sự bùng nổ bất động sản của Dubai tập trung về phía tây của lạch Dubai, trên vành đai ven biển Jumeirah. Cảng Rashid, thị trấn cảng Jebel Ali, khách sạn Burj Al Arab, quần đảo nhân tạo Palm Jumeirah và cá khu tự do như vịnh Business đều nằm trong vùng này. Dubai đáng chú ý với các quần đảo nhân tạo gồm Quần đảo Cây Cọ và Quần đảo Thế giới.

## Khí hậu
Dubai có khí hậu kiểu hoang mạc nên rất khô cằn nóng bức. Mùa hè ở Dubai cực kì nóng, gió nhiều và khô, nhiệt độ trung bình mùa hè ban ngày khoảng 41 °C và ban đêm giảm còn khoảng 30 °C. Hầu hết các ngày có nắng quanh năm. Ngược lại, mùa đông có thời tiết khá mát mẻ, thậm chí se lạnh với nhiệt độ ban ngày trung bình 24 °C và ban đêm khoảng giảm còn khoảng 14 °C. Tuy nhiên, mùa đông ở Dubai lại tương đối ngắn. Dubai nóng nhất là vào tháng 8 và lạnh nhất vào tháng 1. Tuy nhiên, trong vài thập kỷ qua lượng mưa đã gia tăng. Lượng mưa tích lũy đạt hàng năm đo được vào khoảng 110,7 mm.
Mùa hè tại Dubai cũng được biết đến với độ ẩm rất cao, điều này có thể khiến cho rất nhiều người cảm thấy khó chịu nếu không quen với thời tiết ở đây. Nhiệt độ ghi nhận cao nhất ở UAE là 52,1 °C (126 °F) vào tháng 7 năm 2002.
| Climate data for Dubai (1984–2017)                                  | Climate data for Dubai (1984–2017) | Climate data for Dubai (1984–2017) | Climate data for Dubai (1984–2017) | Climate data for Dubai (1984–2017) | Climate data for Dubai (1984–2017) | Climate data for Dubai (1984–2017) | Climate data for Dubai (1984–2017) | Climate data for Dubai (1984–2017) | Climate data for Dubai (1984–2017) | Climate data for Dubai (1984–2017) | Climate data for Dubai (1984–2017) | Climate data for Dubai (1984–2017) | Climate data for Dubai (1984–2017) |
| Tháng                                                               | 1                                  | 2                                  | 3                                  | 4                                  | 5                                  | 6                                  | 7                                  | 8                                  | 9                                  | 10                                 | 11                                 | 12                                 | Năm                                |
| ------------------------------------------------------------------- | ---------------------------------- | ---------------------------------- | ---------------------------------- | ---------------------------------- | ---------------------------------- | ---------------------------------- | ---------------------------------- | ---------------------------------- | ---------------------------------- | ---------------------------------- | ---------------------------------- | ---------------------------------- | ---------------------------------- |
| Cao kỉ lục °C (°F)                                                  | 27.3 (81.1)                        | 34 (93)                            | 38 (100)                           | 39.5 (103.1)                       | 43.5 (110.3)                       | 45 (113)                           | 48.4 (119.1)                       | 48 (118)                           | 43.2 (109.8)                       | 39.4 (102.9)                       | 36.5 (97.7)                        | 32 (90)                            | 48.4 (119.1)                       |
| Trung bình ngày tối đa °C (°F)                                      | 19.7 (67.5)                        | 22.5 (72.5)                        | 26.3 (79.3)                        | 30 (86)                            | 34.8 (94.6)                        | 36.5 (97.7)                        | 38.3 (100.9)                       | 39 (102)                           | 36.8 (98.2)                        | 34 (93)                            | 29.5 (85.1)                        | 23 (73)                            | 30.9 (87.5)                        |
| Trung bình ngày °C (°F)                                             | 15.3 (59.5)                        | 17.7 (63.9)                        | 20.7 (69.3)                        | 24.1 (75.4)                        | 28.6 (83.5)                        | 30.6 (87.1)                        | 32.6 (90.7)                        | 34 (93)                            | 31.6 (88.9)                        | 28.3 (82.9)                        | 24.1 (75.4)                        | 18.5 (65.3)                        | 25.5 (77.9)                        |
| Tối thiểu trung bình ngày °C (°F)                                   | 11 (52)                            | 13 (55)                            | 15.2 (59.4)                        | 18.3 (64.9)                        | 22.5 (72.5)                        | 24.8 (76.6)                        | 27 (81)                            | 29 (84)                            | 26.4 (79.5)                        | 22.7 (72.9)                        | 18.8 (65.8)                        | 14 (57)                            | 20.2 (68.4)                        |
| Thấp kỉ lục °C (°F)                                                 | 0 (32)                             | 3 (37)                             | 6 (43)                             | 9 (48)                             | 14.5 (58.1)                        | 16 (61)                            | 18.2 (64.8)                        | 18.4 (65.1)                        | 15 (59)                            | 13 (55)                            | 8 (46)                             | 5 (41)                             | 0 (32)                             |
| Lượng Giáng thủy trung bình mm (inches)                             | 25 (1.0)                           | 35 (1.4)                           | 30 (1.2)                           | 8 (0.3)                            | 4.5 (0.18)                         | 1.0 (0.04)                         | 3 (0.1)                            | 1 (0.0)                            | 3 (0.1)                            | 7 (0.3)                            | 12 (0.5)                           | 22 (0.9)                           | 151.5 (6.02)                       |
| Số ngày giáng thủy trung bình                                       | 8                                  | 7                                  | 5.8                                | 4                                  | 2                                  | 1                                  | 1                                  | 0.5                                | 1                                  | 2                                  | 3                                  | 5                                  | 40.3                               |
| Độ ẩm tương đối trung bình (%)                                      | 65                                 | 65                                 | 63                                 | 55                                 | 53                                 | 58                                 | 56                                 | 57                                 | 60                                 | 60                                 | 61                                 | 64                                 | 60                                 |
| Số giờ nắng trung bình tháng                                        | 254.2                              | 229.6                              | 254.2                              | 294.0                              | 344.1                              | 342.0                              | 322.4                              | 316.2                              | 309.0                              | 303.8                              | 285.0                              | 254.2                              | 3.508,7                            |
| Phần trăm nắng có thể                                               | 75                                 | 75                                 | 68                                 | 75                                 | 85                                 | 81                                 | 74                                 | 78                                 | 86                                 | 82                                 | 86                                 | 75                                 | 78                                 |
| Nguồn 1: Dubai Meteorological Office                                |                                    |                                    |                                    |                                    |                                    |                                    |                                    |                                    |                                    |                                    |                                    |                                    |                                    |
| Nguồn 2: climatebase.ru (extremes, sun), NOAA (humidity, 1974–1991) |                                    |                                    |                                    |                                    |                                    |                                    |                                    |                                    |                                    |                                    |                                    |                                    |                                    |

## Chính phủ và chính trị

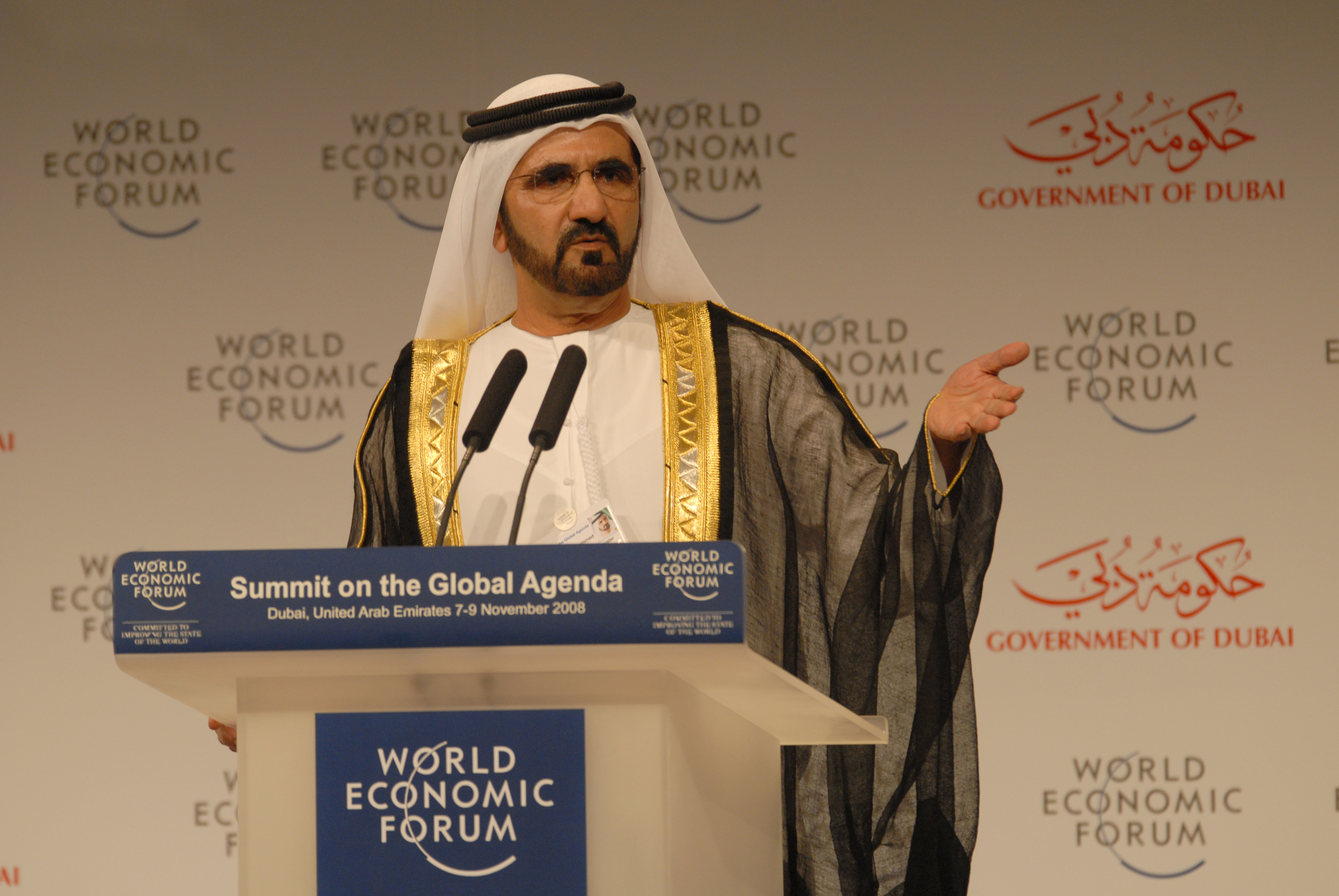
Mohammed bin Rashid Al Maktoum, tiểu vương Dubai

Chính phủ Dubai hoạt động trong khuôn khổ chế độ quân chủ lập hiến, do gia tộc Al Maktoum trị vì từ năm 1833. Tiểu vương hiện tại là Mohammed bin Rashid Al Maktoum, đồng thời phó tổng thống và thủ tướng của UAE, ngoài ra ông còn là thành viên của Hội đồng cấp cao liên bang (SCU). Dubai bổ nhiệm tám thành viên vào hai nhiệm kỳ của Hội đồng Quốc gia Liên bang (FNC) của UAE, cơ quan lập pháp tối cao của liên bang. Công dân Dubai tham gia vào vòng bầu cử sơ loại để bầu đại diện cho Hội đồng Quốc gia Liên bang UAE.
Khu tự quản Dubai được thành lập năm 1954 bởi vị tiểu vương cũ của Dubai là Rashid bin Saeed Al Maktoum bởi những mục đích như: quy hoạch thành phố, các dịch vụ dân sự và bảo trì cơ sở địa phương. Khu tự quản Dubai do Hamdan bin Rashid Al Maktoum cai trị, ông đồng thời là quyền đại biểu của Dubai và giữ chức vụ trong một số cơ quan khác như Cục Đường bộ, Sở Kế hoạch và Điều tra, Sở Y tế và Môi trường, Sở Nội vụ tài chính. Trong năm 2001, thành phố Dubai đã bắt tay vào dự án Chính phủ điện tử với mục đích cung cấp 40 trong số các dịch vụ ở Dubai thông qua trang web cổng thông tin Dubai dubai.ae. Mười ba dịch vụ trong số đó đã được đưa ra giới thiệu vào tháng 10 năm 2001, trong khi một số dịch vụ khác dự kiến sẽ hoạt động trong tương lai. Khu tự quản Dubai cũng phụ trách cơ sở hạ tầng thoát nước và vệ sinh của thành phố.
UAE có Bộ trưởng Hạnh phúc, đương nhiệm là Mohammed Bin Rashid Al Maktoum. UAE cũng đã chỉ định một Bộ trưởng Khoan dung để thúc đẩy sự khoan dung như một giá trị cơ bản của UAE, một đất nước chứa đầy các tín ngưỡng và sắc tộc đa dạng và cũng là Bộ trưởng Bộ Thanh niên.

### Thực thi pháp luật

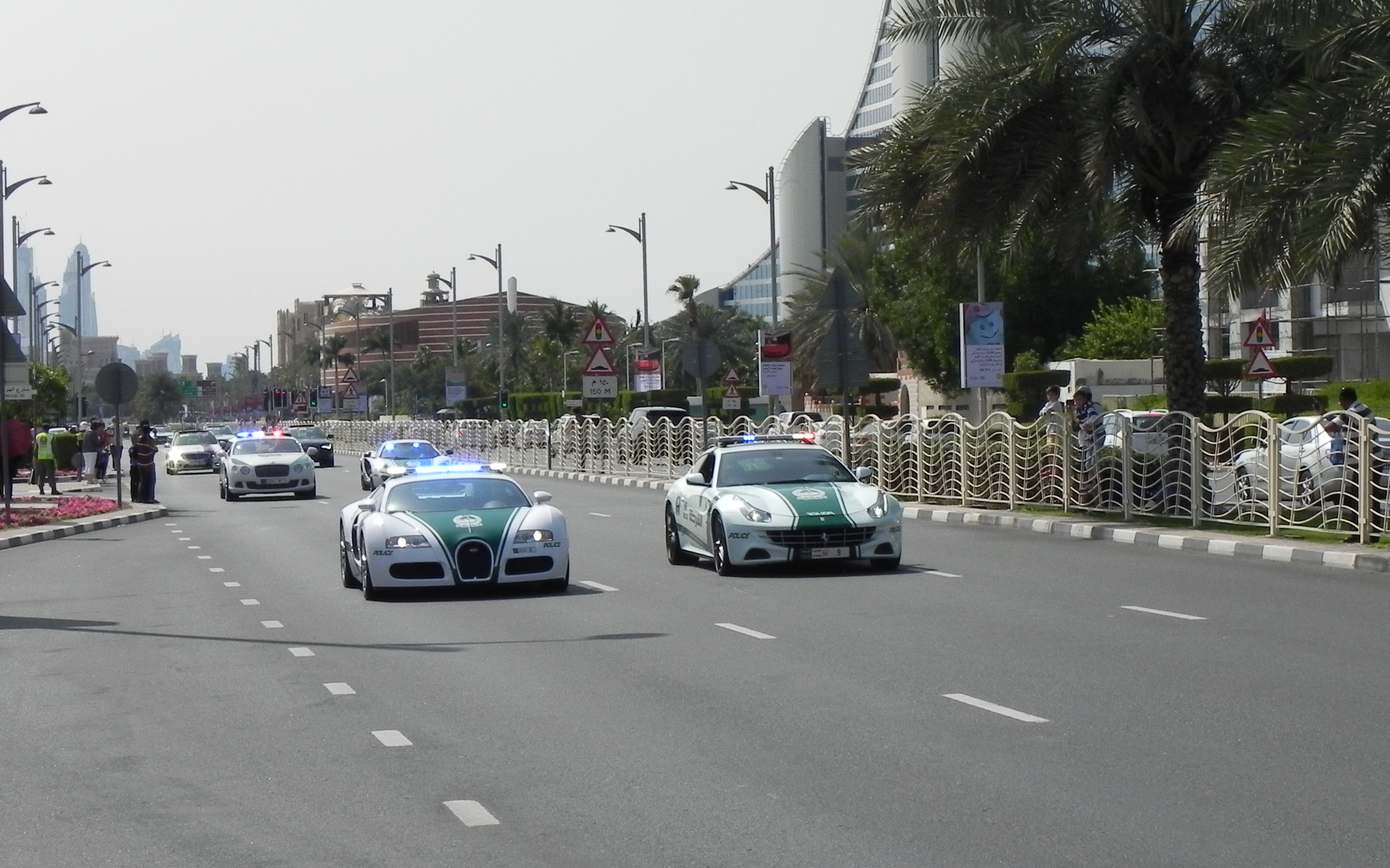
Cảnh sát Dubai vận hành một đội siêu xe cảnh sát

Lực lượng cảnh sát Dubai, thành lập năm 1956 tại địa phương Naif, có thẩm quyền thực thi pháp luật trên toàn tiểu vương quốc; lực lượng này do Mohammed bin Rashid al Maktoum, quốc vương Dubai, trực tiếp chỉ huy.
Dubai và Ras al Khaimah là hai tiểu vương quốc duy nhất không theo hệ thống tư pháp liên bang của UAE. Các tòa án tư pháp của Dubai gồm toà sơ thẩm, tòa phúc thẩm, và tòa thượng thẩm. Toà án sơ thẩm bao gồm tòa án dân sự, giải quyết cả các khiếu nại dân sự. Tòa án hình sự giải quyết các khiếu nại từ cảnh sát. Tòa án Sharia chịu trách nhiệm về các vấn đề giữa người Hồi giáo. Những người không phải Hồi giáo không được phép vào tòa án Sharia. Tòa thượng thẩm là tòa án tối cao của tiểu vương quốc, chỉ giải quyết tranh chấp về những vấn đề liên quan đến luật pháp.

### Luật rượu
Người trưởng thành không theo đạo Hồi được phép uống rượu ở những địa điểm được cấp phép, thường là trong khách sạn hoặc tại nhà với việc sở hữu giấy phép rượu. Những nơi không phải là khách sạn, câu lạc bộ và các khu vực được chỉ định đặc biệt thường không được phép bán rượu. Như ở những nơi khác trên thế giới, uống rượu và lái xe là bất hợp pháp, với 21 là độ tuổi uống rượu hợp pháp tại tiểu vương quốc Dubai.

## Nhân quyền

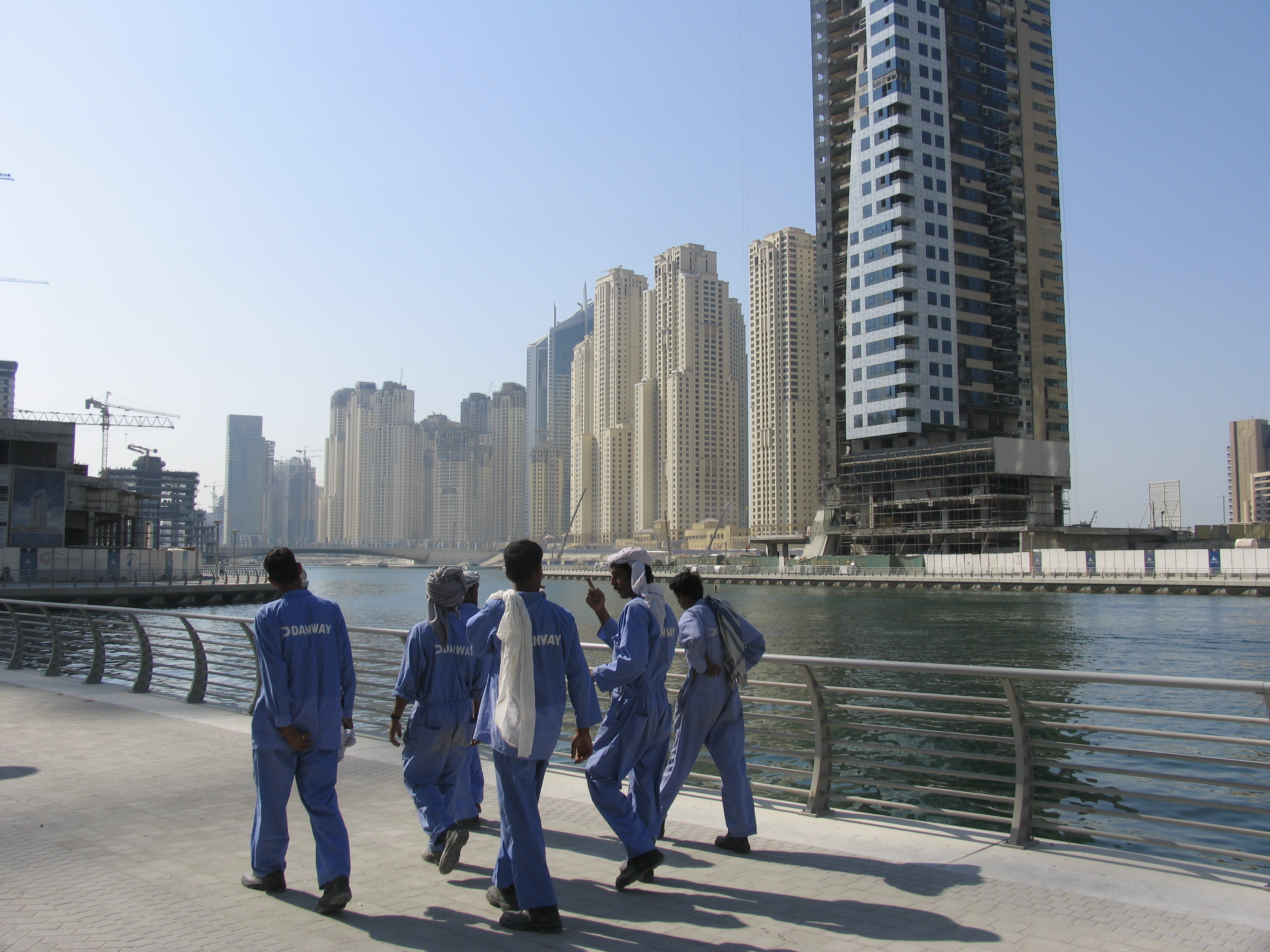
Dubai có khoảng 250.000 lao động, chủ yếu đến từ Nam Á và làm việc trong các dự án phát triển bất động sản như Dubai Marina.

Điều 25 của Hiến pháp UAE quy định về đối xử công bằng với con người bất kể chủng tộc, quốc tịch, tôn giáo hay địa vị xã hội. Các công ty ở Dubai trong quá khứ đã bị chỉ trích vì vi phạm nhân quyền đối với người lao động. Phần lớn trong số 250.000 lao động nước ngoài ở Dubai sống trong điều kiện được Tổ chức Theo dõi Nhân quyền Quốc tế (HRW) đánh giá là "thiếu nhân tính". Đài phát thanh nhân dân quốc gia (NPR) tường thuật rằng lao động "thường sống đến tám người trong một căn phòng, gửi về quê nhà một phần tiền lương của họ cho gia đình, những người thân mà họ không nhìn thấy trong nhiều năm liền. " Ngày 21 tháng 3 năm 2006, công nhân tại các công trường xây dựng ở Burj Khalifa, bất mãn với sự điều chỉnh thời gian xe bus và điều kiện làm việc, đã nổi loạn bằng cách phá hoại xe hơi, văn phòng, máy tính, và các thiết bị xây dựng khác. Cuộc khủng hoảng tài chính toàn cầu đã khiến cho tầng lớp lao động ở Dubai chịu những tổn thất trầm trọng, nhiều người lao động không những không được trả lương mà còn không đủ tiền rời khỏi đất nước này. Sự ngược đãi của công nhân nước ngoài là một chủ đề của bộ phim tài liệu khó thực hiện, Nô lệ ở Dubai (2009). Những bất công lao động diễn ra ở Dubai đã thu hút sự chú ý của nhiều tổ chức nhân quyền. Các tổ chức này đã cố gắng thuyết phục chính phủ ký kết hai điều trong Công ước tám điều của Tổ chức Lao động quốc tế, cho phép thành lập các công đoàn lao động. Tuy nhiên, chính phủ Dubai đã bác bỏ những bất công trong lao động và tuyên bố rằng các cáo buộc của cơ quan giám sát (Tổ chức Theo dõi Nhân quyền) là 'sai lầm'. Nhà làm phim đã giải thích trong các cuộc phỏng vấn về việc cần phải bí mật để tránh bị chính quyền phát hiện, người đã phạt tiền cao đối với các phóng viên cố gắng ghi lại các vi phạm nhân quyền, bao gồm cả các điều kiện của công nhân xây dựng. Đến cuối tháng 3 năm 2006, chính phủ đã công bố các bước cho phép các công đoàn xây dựng thành lập. Bộ trưởng Lao động UAE Ali al-Kaabi nói: "Người lao động sẽ được phép thành lập công đoàn".
Tự do ngôn luận ở Dubai bị hạn chế, với cả người dân và công dân phải đối mặt với các lệnh trừng phạt nghiêm khắc từ chính phủ vì đã lên tiếng chống lại hoàng gia hoặc luật pháp và văn hóa địa phương. Hầu hết những người lao động được trả lương thấp là nạn nhân của nạn buôn người hoặc lao động cưỡng bức trong khi một số phụ nữ thậm chí còn bị buôn bán tình dục ở Dubai, một trung tâm của buôn bán người và mại dâm. Mặc dù bị cho là bất hợp pháp, nhưng do nền kinh tế chủ yếu dựa vào du lịch và thương mại, dễ thấy được rằng mại dâm là tệ nạn đang hiện diện trong tiểu vương quốc này. Trung tâm Nghiên cứu Chính sách Quốc tế Hoa Kỳ (AMCIPS) tiến hành nghiên cứu và phát hiện ra rằng đa số gái mại dâm là phụ nữ Nga và Ethiopia, cũng như các phụ nữ từ một số nước châu Phi, trong khi gái mại dâm Ấn Độ là một phần của mạng lưới mại dâm xuyên đại dương được tổ chức chặt chẽ. Năm 2007, một phim tài liệu của Cục phát thanh truyền hình công cộng PBS (của Mỹ) mang tựa đề: Dubai: những bí mật về đêm tường thuật rằng tệ nạn mại dâm ở các câu lạc bộ được sự chấp nhận của các chính quyền và phụ nữ nước ngoài làm việc ở đó mà không hề bị ép buộc.

## Tỉ lệ tội phạm
Dubai có một trong những nơi có tỷ lệ tội phạm thấp nhất thế giới và năm 2018 xếp hạng đây là thành phố an toàn thứ tám trên thế giới. Cơ quan quản lý ngành an ninh đã phân loại tội phạm thành sáu loại. Những tội ác này bao gồm lấy cắp, cướp, trộm cắp trong nước, lừa đảo, tấn công và lạm dụng tình dục và thiệt hại hình sự.
Theo Gulf News, Cảnh sát Dubai tuyên bố rằng tội phạm ở Dubai đã giảm mười lăm phần trăm trong năm 2017. Tuy nhiên, các trường hợp sử dụng ma túy đã tăng tám phần trăm. Thiếu tướng Abdullah Khalifa Al Merri, Tổng tư lệnh Cảnh sát Dubai, đã ca ngợi lực lượng giải quyết 86% các vụ án hình sự.
Các số liệu thống kê cũng chỉ ra rằng tội phạm giết người đã giảm từ 0,5 trong năm 2016 xuống còn 0,3 vào năm 2017 cho mỗi 100.000 dân, trong khi các tội phạm bạo lực và hung hăng trong 5 năm qua đã giảm từ 2,2 trên 100.000 và giảm xuống 1,2 vào cuối năm 2017, do Al Mansouri đưa ra. Tội phạm chung đã giảm kể từ năm 2013, khoảng 0,2 vào cuối năm 2017. Các vụ cướp đã giảm từ 3,8 năm 2013 xuống còn 2,1 vào cuối năm ngoái, trong khi các vụ bắt cóc cũng giảm từ 0,2 năm 2013 xuống còn 0,1 vào năm 2017.
Trộm xe năm 2013 là 3,8 trên 100.000 dân và giảm xuống còn 1,7 vào năm 2017. Tất cả các phương tiện bị đánh cắp cũng đã được trao trả sau khi được nhập lậu sang các nước láng giềng nhờ hợp tác với các cơ quan có thẩm quyền ở đó. Theo Cục An ninh Ngoại giao Hoa Kỳ, trộm cắp vặt, móc túi, lừa đảo và quấy rối tình dục vẫn xảy ra mặc dù chúng thường không có tính bạo lực và sử dụng vũ khí.

## Dân số

### Dân tộc và ngôn ngữ
Theo điều tra do Cục Thống kê của Dubai tiến hành, năm 2009 dân số của tiểu vương quốc là 1.771.000 người, trong đó có 1.370.000 nam và 401.000 nữ.. Tính đến tháng 6 năm 2017, dân số là 2.789.000 người . Khu vực này có diện tích 1.287,5 km². Mật độ dân số là 408,18/km² - hơn tám lần của UAE. Dubai là thành phố đắt đỏ thứ hai trong khu vực, và thành phố đắt đỏ thứ 20 trên thế giới.
Vào năm 2013, 15% dân số của tiểu vương quốc là công dân UAE. Khoảng 85% dân nhập cư (cũng là 71% tổng dân số của Dubai) đến từ các nước châu Á khác, chủ yếu là Ấn Độ (51%), Pakistan (16%), Bangladesh (9%) và Philippines (3%). Có một cộng đồng khá lớn Somalia có số lượng khoảng 30.000, cũng như các cộng đồng khác thuộc nhiều quốc tịch khác nhau. Tuy nhiên, một điều tra khác cho biết phần lớn dân số Dubai có nguồn gốc từ Iran. Ngoài ra, 16% dân số (khoảng 288.000 người) sống trong các khu nhà tập thể lao động không xác định được dân tộc, quốc tịch, nhưng được cho là chủ yếu đến từ châu Á. Có hơn 100.000 người nước ngoài là người Anh ở Dubai, cho đến nay là nhóm người nước ngoài phương Tây lớn nhất trong thành phố. Dubai có dân số trẻ, độ tuổi trung bình trong tiểu vương quốc là khoảng 27 tuổi. Trong năm 2014, ước tính có 15,54 ca sinh và 1,99 ca tử vong trên 1.000 người. Dubai có dân số trẻ. Có các công dân Ả Rập khác, bao gồm các công dân GCC.
Mặc dù tiếng Ả Rập là ngôn ngữ chính thức, tiếng Anh vẫn là ngôn ngữ chung của thành phố và được cư dân nói rộng rãi. Tiếng Malayalam, Hindi - Urdu (hoặc Hindustan), Gujarat, Ba Tư, Sindh, Tamil, Punjab, Pashtun, Bengal, Baloch, Tulu, Kannada, Sinhala, Marathi, Telugu, Tagalog và Trung Quốc thêm vào đó là các ngôn ngữ khác đều được nói ở Dubai do nguồn cư dân nước ngoài đa dạng ở đây.

### Tôn giáo

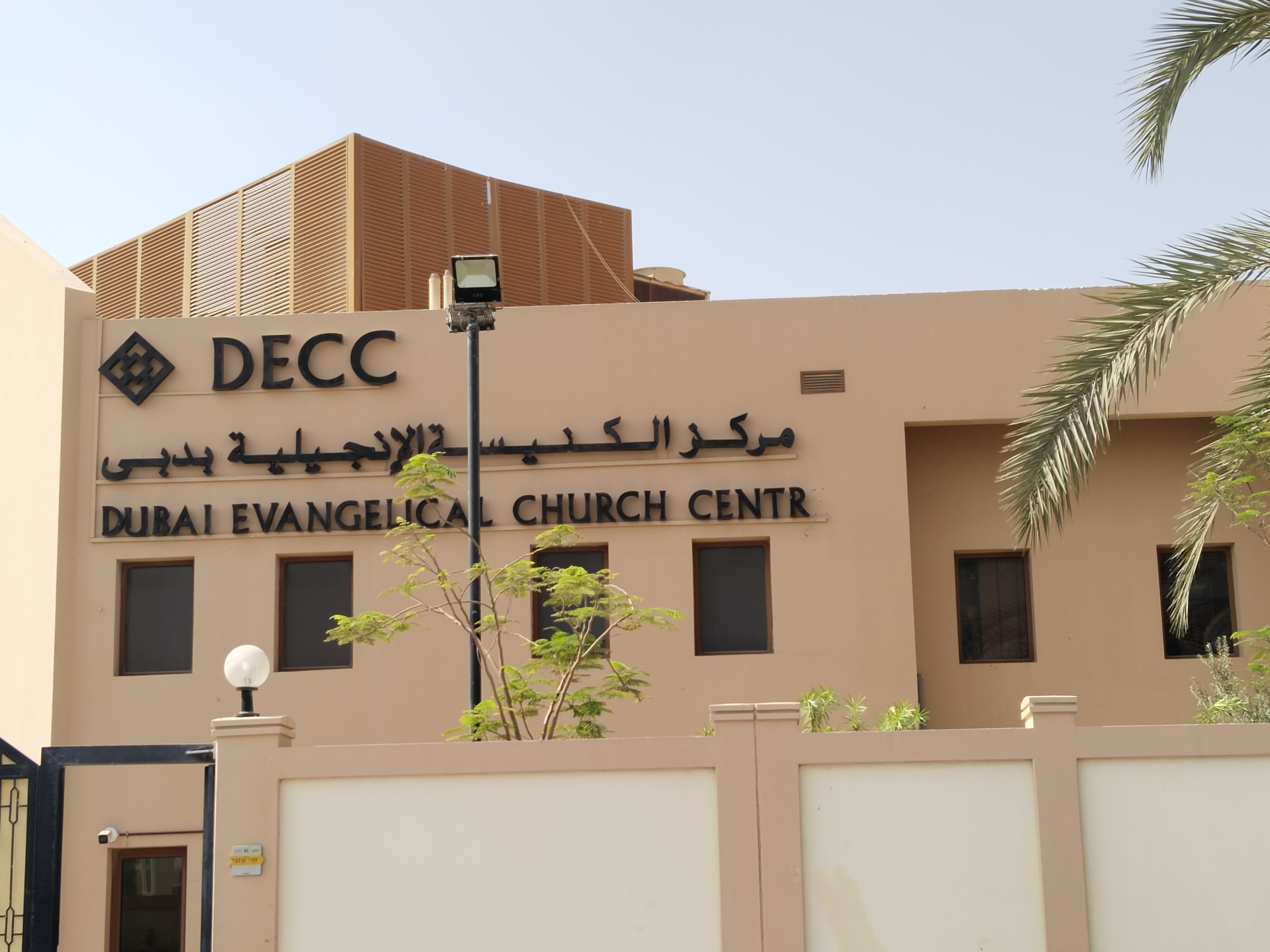
Giáo hội Kitô giáo Dubai

Điều 7 của Hiến pháp lâm thời UAE tuyên bố Hồi giáo là quốc giáo chính thức của UAE. Chính phủ trợ giá cho hầu hết 95% nhà thờ Hồi giáo và thuê tất cả thầy tế của đạo Hồi; khoảng 5% nhà thờ Hồi giáo hoàn toàn của tư nhân, và một số nhà thờ Hồi giáo lớn có số tiền quyên góp tư nhân lớn. Tất cả các nhà thờ Hồi giáo ở Dubai được quản lý bởi Cục các hoạt động từ thiện và Hồi giáo còn được gọi là "Awqaf" thuộc Chính phủ Dubai và tất cả các Imam đều được Chính phủ chỉ định. Hiến pháp của Các Tiểu vương quốc Ả Rập Thống nhất quy định quyền tự do tôn giáo. Bất kỳ người nào tổ chức thuyết giáo thù hận tôn giáo hoặc thúc đẩy chủ nghĩa tôn giáo cực đoan thường bị bỏ tù và trục xuất.
Dubai cũng có một lượng lớn tín đồ Kitô giáo, đạo Hindu, Bahá'í, Sikh, Phật giáo và các cộng đồng tôn giáo khác định cư tại thành phố.
Những tổ chức không phải Hồi giáo có thể lập nơi thờ phụng riêng của họ, nơi họ có thể tự do thực thi tôn giáo của mình, bằng cách yêu cầu một khoản trợ cấp đất và giấy phép xây dựng khu đất. Những nhóm tôn giáo không có cứ điểm riêng phải sử dụng các cơ sở của các tổ chức tôn giáo khác hoặc thờ cúng tại nhà riêng. Những tổ chức không phải Hồi giáo được phép công khai quảng bá hoạt động của mình, tuy nhiên, việc cải đạo hoặc phân phối các tài liệu tôn giáo đều bị nghiêm cấm, có thể bị truy tố hình sự, phạt tù và trục xuất vì tham gia vào những hành vi xúc phạm đến Hồi giáo. Người Công giáo được đến Tòa thánh Tông đồ Nam Ả Rập. Nhà truyền giáo người Anh Reverend Andrew Thompson tuyên bố rằng Các Tiểu vương quốc Ả Rập Thống nhất là một trong những nơi khoan dung nhất trên thế giới đối với các giáo hữu Kitô và việc trở thành giáo hữu Kitô ở UAE dễ dàng hơn so với Vương quốc Anh.

## Kinh tế

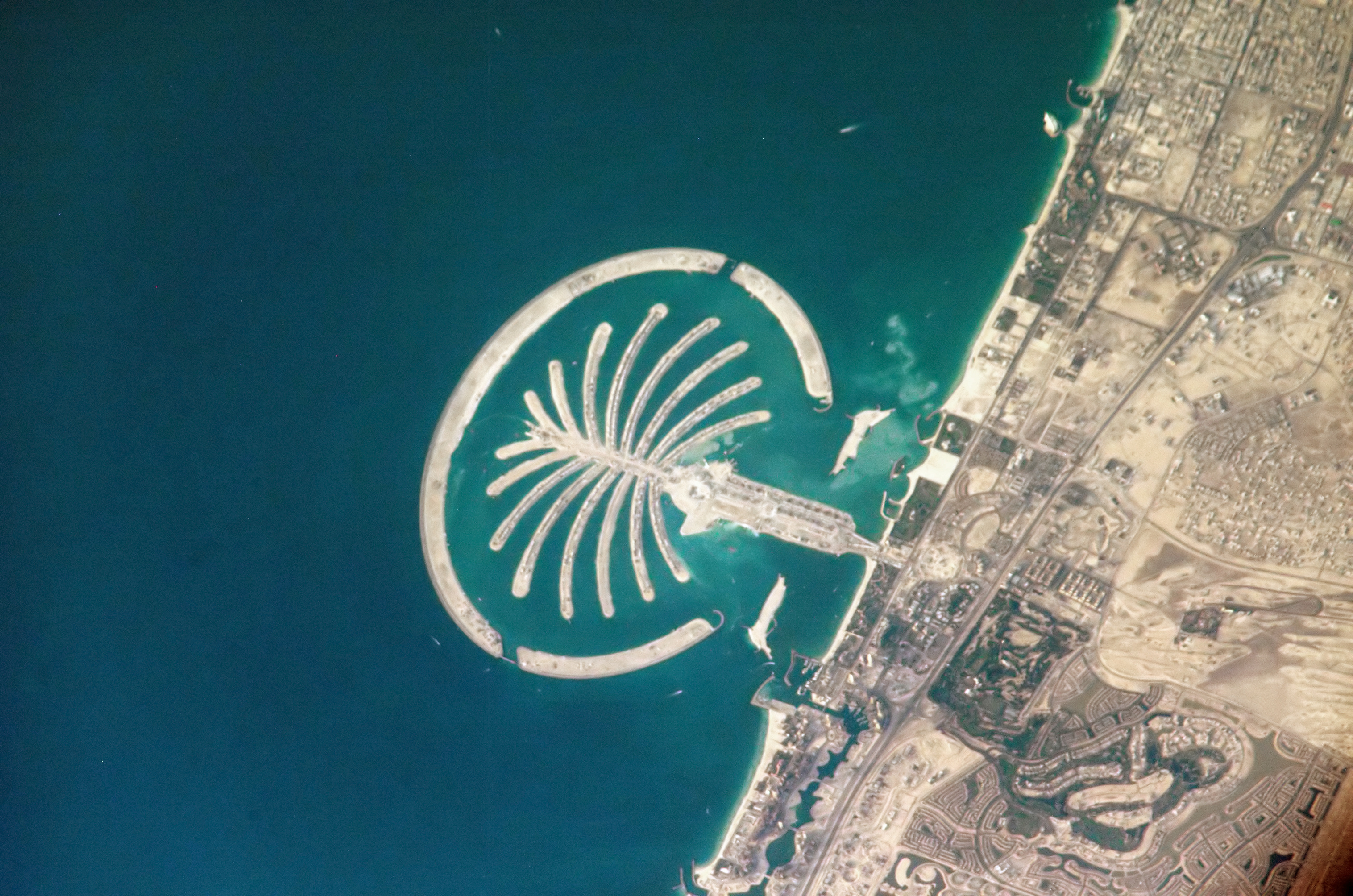
Siêu dự án Quần đảo Cây cọ ở Dubai trị giá 14 tỷ USD.

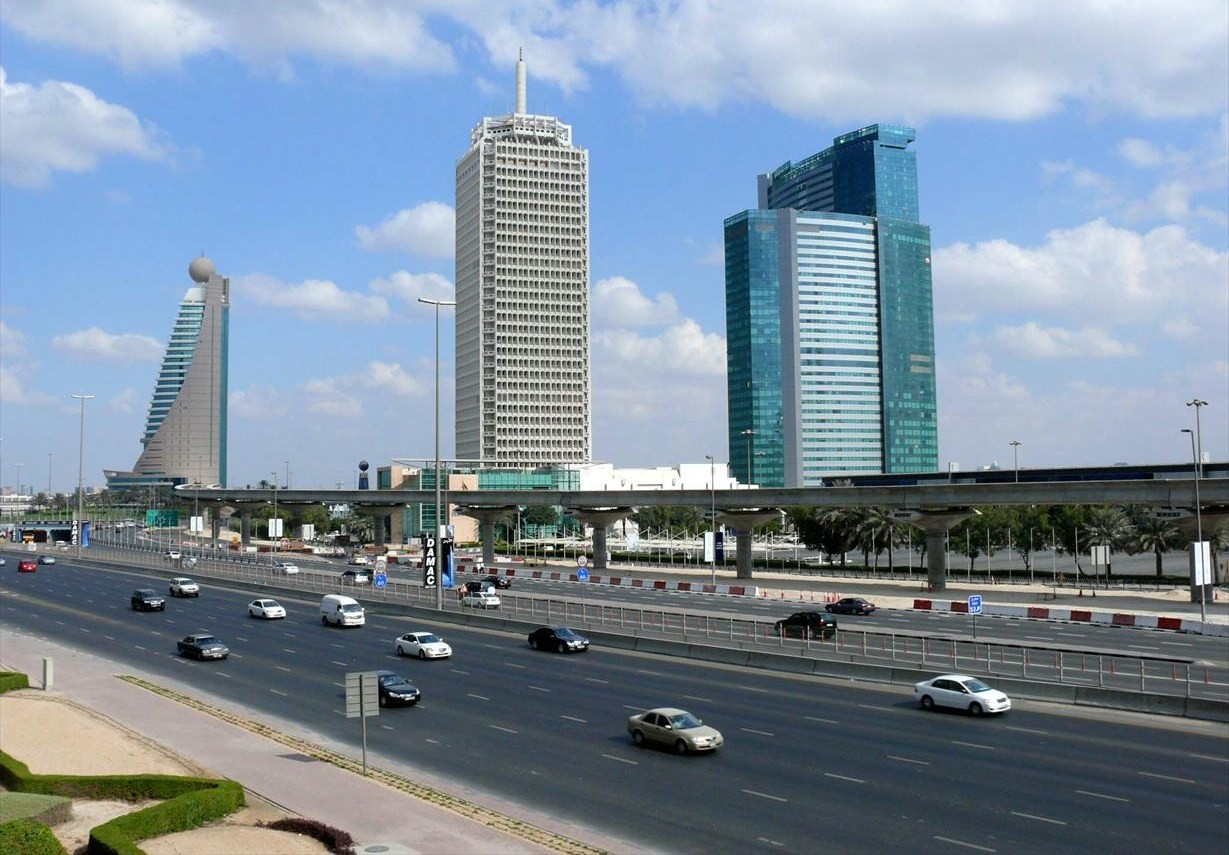
Trung tâm thương mại thế giới Dubai

ْĐại lộ Umm Hurair ở Dubai

Năm 2014, tổng sản phẩm quốc dân của Dubai là 107.1 tỉ USD  khiến Dubai trở thành một trong những nền kinh tế phát triển nhanh nhất thế giới. Mặc dù nền kinh tế của Dubai đã được xây dựng trên lưng của ngành công nghiệp dầu khí, doanh thu từ dầu mỏ và khí đốt hiện chiếm ít hơn 5% doanh thu của toàn tiểu vương quốc. Ước tính rằng Dubai sản xuất ra 50.000 đến 70.000 thùng (11.000 m³) dầu mỗi ngày và một lượng lớn khí đốt từ các mỏ ngoài khơi. Dubai đóng góp do doanh thu khí đốt của UAE khoảng 2%. Trữ lượng dầu mỏ của Dubai đã giảm đi đáng kể và dự kiến sẽ bị cạn kiệt trong vòng 20 năm. Bất động sản và xây dựng (22,6%), thương mại (16%), trung chuyển (15%) và dịch vụ tài chính (11%) đóng góp nhiều nhất cho nền kinh tế của Dubai. Trong khi 85% nền kinh tế và 77% thu ngân sách của Các Tiểu vương quốc Ả Rập Thống nhất phải dựa vào dầu mỏ và khí đốt, tỷ lệ này ở Dubai thấp hơn đáng kể do lợi thế của nó là một đô thị chuyên về thương mại, tài chính được xây dựng từ việc huy động nguồn vốn của cả sáu tiểu vương quốc khác trong liên minh Các Tiểu vương quốc Ả Rập Thống nhất (Dubai được dự định trở thành trung tâm tài chính, cảng biển của cả bảy vương quốc).
Ngoại thương phi dầu mỏ của Dubai đứng ở mức 362 tỷ đô la trong năm 2014. Trong tổng khối lượng thương mại, nhập khẩu có tỷ lệ lớn nhất với giá trị 230 tỷ đô la trong khi xuất khẩu và tái xuất sang tiểu vương quốc lần lượt ở mức 31 tỷ đô la và 101 tỷ đô la.
Vào năm 2014, Trung Quốc đã nổi lên như một đối tác thương mại quốc tế lớn nhất của Dubai với 47,7 tỷ đô la trong dòng chảy thương mại, tăng 29% so với năm 2013. Ấn Độ đứng thứ hai trong số các đối tác thương mại quan trọng của Dubai với giá trị thương mại ước đạt 29,7 tỷ đô la, tiếp theo là Hoa Kỳ với 22,62 tỷ đô la. Ả Rập Xê Út là đối tác thương mại thứ tư của Dubai trên toàn cầu và đầu tiên trong GCC và Thế giới Ả Rập với tổng giá trị thương mại là 14,2 tỷ đô la. Thương mại với Đức năm 2014 đạt 12,3 tỷ đô la, Thụy Sĩ và Nhật Bản ở mức 11,72 tỷ đô la và thương mại của Anh đạt 10,9 tỷ đô la.

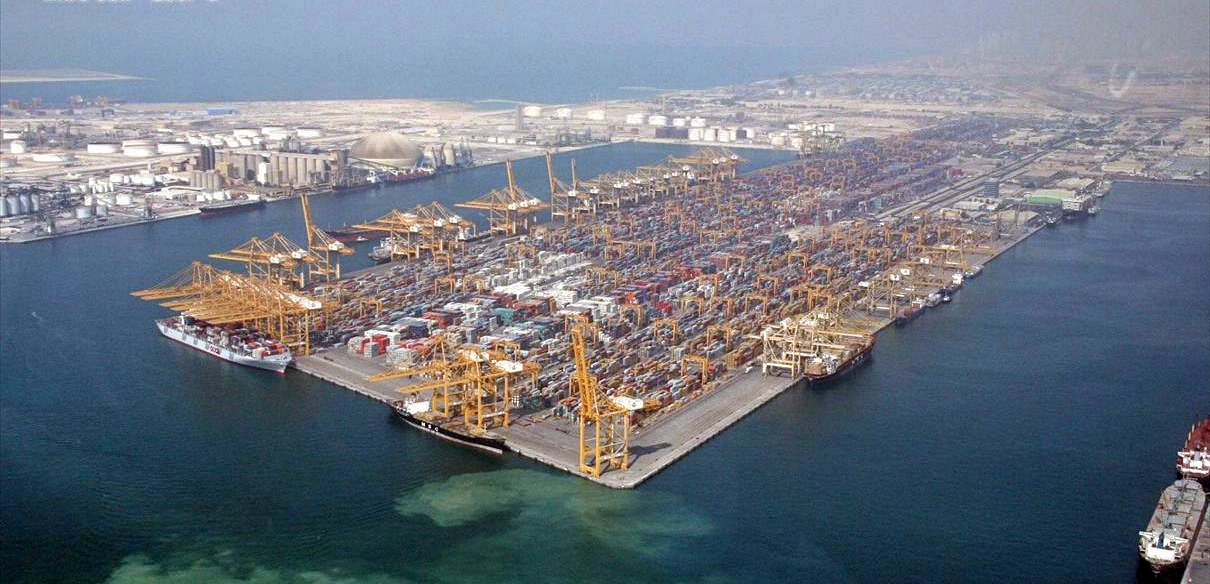
Cảng Jebel Ali

Trong lịch sử, Dubai và thành phố sinh đôi nằm bên kia qua con lạch Dubai - thành phố Deira (độc lập với thành phố Dubai vào thời điểm đó) - là những cảng quan trọng mà các nhà sản xuất phương Tây thường ghé thăm. Hầu hết các ngân hàng và các trung tâm tài chính của thành phố mới đặt trụ sở chính tại khu vực cảng. Dubai duy trì tầm quan trọng của nó với vai trò là một tuyến đường thương mại từ năm 1970 đến 1980. Dubai có một khu thương mại vàng tự do và cho đến những năm 1990 là trung tâm của một "khu buôn lậu sầm uất" vàng nén cho Ấn Độ, nơi hạn vàng bị hạn chế nhập khẩu. Cảng Jebel Ali ở Dubai, được xây dựng vào những năm 1970, là cảng nhân tạo lớn nhất thế giới và được xếp hạng thứ bảy trên thế giới về khối lượng giao thông vận tải mà nó hỗ trợ. Dubai cũng là một trung tâm của các ngành công nghiệp dịch vụ như công nghệ thông tin và tài chính, với các khu miễn thuế đặc quyền kinh tế ở khắp thành phố. Dubai Internet City, kết hợp với Dubai Media City là một phần của TECOM (Cục miễn thuế truyền thông, thương mại điện tử và công nghệ Dubai), là một trong những vùng mà các thành viên trong đó bao gồm các tập đoàn công nghệ thông tin như tập đoàn EMC, tập đoàn Oracle, Google, Microsoft, Dell, tập đoàn HP và IBM và các tổ chức truyền thông như MBC, CNN, BBC, Reuters, Sky News và AP.

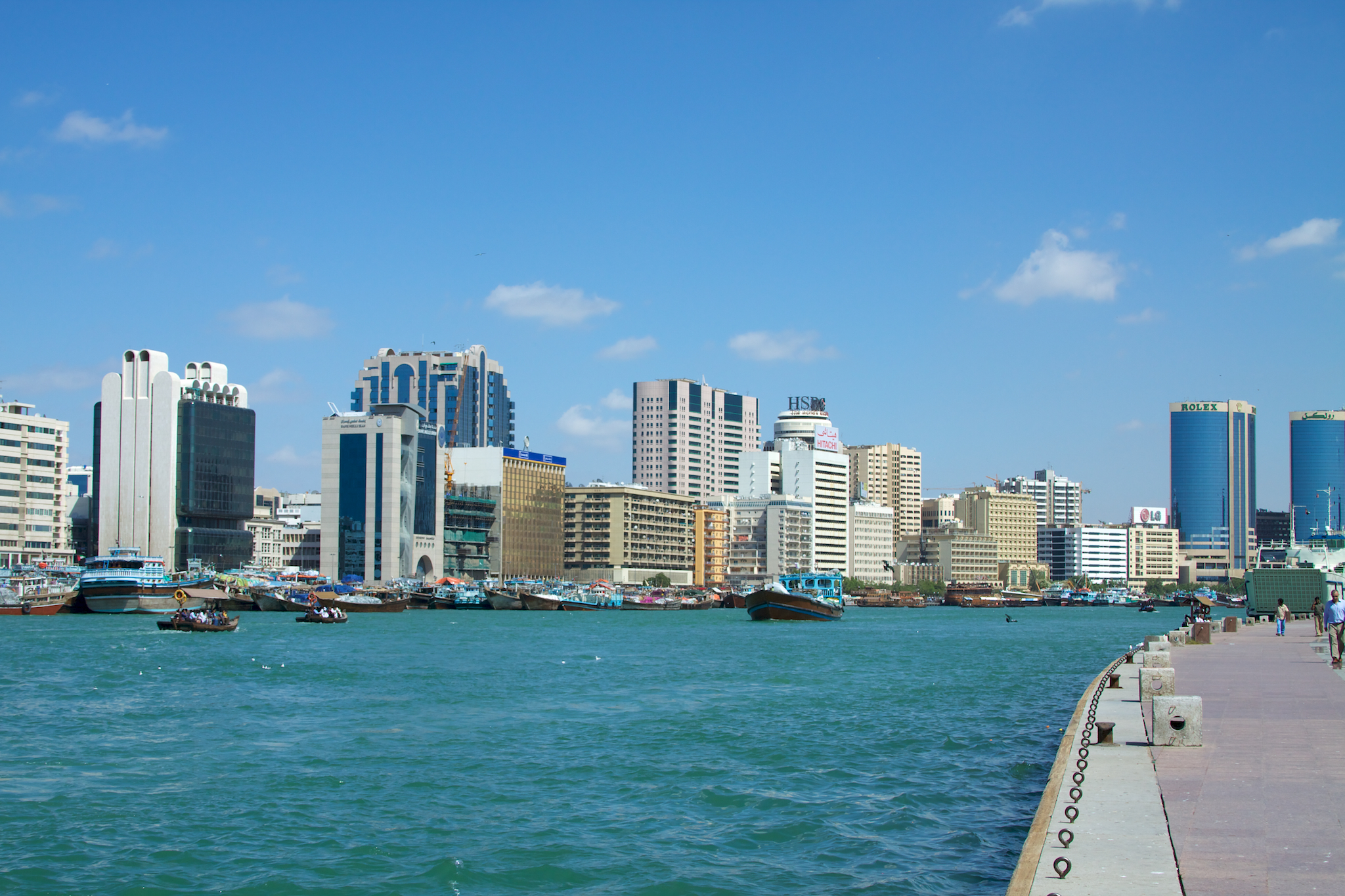
Lạch Dubai, ngăn cách Deira với Bur Dubai, đóng một vai trò quan trọng trong sự phát triển kinh tế của thành phố

Các chính sách của chính phủ nhằm đa dạng hóa một nền kinh tế dựa vào dầu khí và thương mại trở thành một nền kinh tế phát triển dựa trên dịch vụ và du lịch, theo hướng làm tăng giá trị bất động sản, kết quả đạt được là giá trị bất động sản tăng trong khoảng từ năm 2004 đến 2006. Tuy nhiên, một đánh giá dài hạn về tình hình thị trường bất động sản ở Dubai cho thấy sự mất giá, một số tài sản bị mất đến 64% giá trị của nó từ năm 2001 đến tháng 11 năm 2008. Các dự án phát triển bất động sản với quy mô lớn đã dẫn đến việc xây dựng những công trình cao nhất và các dự án lớn nhất thế giới như: Emirates Towers, Burj Khalifa, Quần đảo Cây cọ và Burj Al Arab - khách sạn cao thứ ba và xa hoa nhất thế giới. Trong năm 2008 và 2009, thị trường bất động sản của Dubai đã trải qua một cuộc suy thoái lớn, được xem như kết quả của tình hình kinh tế suy thoái. Tháng 12 năm 2008, Mohammed al-Abbar, giám đốc điều hành của Emaar Properties tuyên bố với báo chí quốc tế rằng Emaar sở hữu khoản tín dụng của 70 tỷ USD và chính quyền Dubai bổ sung 10 tỷ USD trong khi đang nắm giữ ước tính khoảng 350 tỷ USD giá trị bất động sản. Đến đầu năm 2009, tình hình đã trở nên tồi tệ do cuộc khủng hoảng kinh tế toàn cầu làm giảm đi phần lớn giá trị tài sản, việc xây dựng và việc làm. Điều này đã có tác động lớn đến các nhà đầu tư bất động sản trong khu vực, một số người không thể vay tiền từ các khoản đầu tư được thực hiện trong phát triển bất động sản. Tính đến tháng 2 năm 2009, các khoản nợ nước ngoài của Dubai vào tháng 2 năm 2009 ước tính khoảng 80 tỷ USD, mặc dù đây chỉ là một phần nhỏ trong những khoản nợ có chủ quyền ở khắp thế giới.
Ngày 14 tháng 12 năm 2009, Abu Dhabi, tiểu vương quốc giàu dầu mỏ nhất trong UAE, cung cấp cho Dubai vay 10 tỷ USD. Mặc dù vậy, thái độ của Abu Dhabi đối với vấn đề nợ của Dubai hiện đã rõ ràng. Ngày 29 tháng 11 năm 2009, các nhà chức trách Abu Dhabi đã khẳng định, họ sẽ không giúp Dubai trả hết nợ, mà sẽ chỉ lựa chọn hỗ trợ một số doanh nghiệp của Dubai trong trường hợp cần thiết. Vấn đề lịch sử cũng được xem là có vai trò không nhỏ trong thái độ của Abu Dhabi trong cuộc khủng hoảng nợ này. Tuy ngân hàng trung ương UAE có hỗ trợ vốn cho Dubai nhưng khả năng vỡ nợ cấp quốc gia của Dubai hiện đang là rất lớn. Bên cạnh đó, cuộc khủng hoảng nợ của Dubai cũng ảnh hưởng tới hàng ngàn công nhân người nước ngoài đang làm việc ở đây, chủ yếu hơn 90% từ các nước Nam Á. Tuy vậy, các chuyên gia bất động sản Dubai và UAE tin rằng bằng cách tránh những sai lầm trong quá khứ, thị trường bất động sản của Dubai có thể đạt được sự ổn định trong tương lai.

Ngân hàng Quốc gia Dubai

Thị trường tài chính Dubai (DFM) được thành lập vào tháng 3 năm 2000 đóng vai trò là một thị trường thứ cấp về kinh doanh chứng khoán và trái phiếu, cả trong lẫn ngoài nước. Vào quý IV năm 2006, khối lượng giao dịch của DFM đứng ở mức khoảng 400 tỷ cổ phiếu, tổng trị giá 95 tỷ USD. DFM có lượng vốn hóa thị trường vào khoảng 87 tỷ USD. Sàn giao dịch chứng khoán có trụ sở tại Dubai khác là NASDAQ Dubai - sàn giao dịch chứng khoán quốc tế ở Trung Đông. Nó cho phép một loạt các công ty, bao gồm cả UAE và các doanh nghiệp vừa và nhỏ trong khu vực, giao dịch trên một sàn giao dịch thương hiệu quốc tế cùng với sự trao đổi mua bán ở cả các nhà đầu tư khu vực và quốc tế.
DMCC (Trung tâm đa hàng hóa Dubai) được thành lập vào năm 2002. Đây là khu vực tự do phát triển nhanh nhất thế giới và được Tạp chí fDi của tạp chí Financial Times bình chọn là "Khu vực tự do toàn cầu của năm 2016".
Dubai còn được gọi là Thành phố Vàng, bởi vì một phần của nền kinh tế dựa trên các giao dịch vàng, với tổng khối lượng giao dịch vàng của Dubai trong nửa đầu năm 2011 đạt tới 580 tấn với mức giá trung bình là 1.455 đô la Mỹ/ounce.
Năm 2007, một cuộc khảo sát của City Mayors đánh giá Dubai đứng thứ 44 trong số những thành phố tài chính tốt nhất thế giới, trong khi một báo cáo khác của City Mayors vào năm 2012 cho thấy Dubai đứng thứ 27 trong số các thành phố giàu nhất thế giới về sức mua tương đương (PPP). Dubai cũng là một trung tâm tài chính quốc tế và đã được xếp hạng 37 trong tốp 50 thành phố tài chính trên thế giới theo khảo sát trong danh mục thương mại năm 2007 của trung tâm Mastercard toàn cầu, và là trung tâm tài chính hàng đầu ở khu vực Trung Đông. Kể từ khi khai trương vào tháng 9 năm 2004, Dubai IFC đã thu hút như một trung tâm của khu vực các công ty quốc tế hàng đầu và thành lập NASDAQ Dubai, trong đó liệt kê vốn chủ sở hữu, công cụ phái sinh, sản phẩm có cấu trúc, trái phiếu Hồi giáo (sukuk) và các trái phiếu khác. Mô hình Dubai IFC là một cơ quan quản lý dựa trên rủi ro độc lập với hệ thống lập pháp phù hợp với luật chung của Anh.
Năm 2012, Chỉ số năng lực cạnh tranh thành phố toàn cầu của Economist Intelligence Unit đã xếp Dubai ở vị trí 40 với tổng điểm 55,9. Theo báo cáo nghiên cứu năm 2013 về khả năng cạnh tranh trong tương lai của các thành phố vào năm 2025, Dubai sẽ vươn lên vị trí thứ 23 trong danh sách. Người Ấn Độ, tiếp theo là người Anh và Pakistan là những nhà đầu tư nước ngoài hàng đầu ở Dubai.
Dubai đã đưa ra một số dự án lớn để hỗ trợ nền kinh tế và phát triển các lĩnh vực khác nhau. Chúng bao gồm Dubai Fashion 2020 và Dubai Design District, dự kiến sẽ trở thành nhà của các nhà thiết kế hàng đầu trong nước và quốc tế. Giai đoạn đầu trị giá 4 tỷ AED của dự án sẽ hoàn thành vào tháng 1 năm 2015.

### Du lịch và bán lẻ

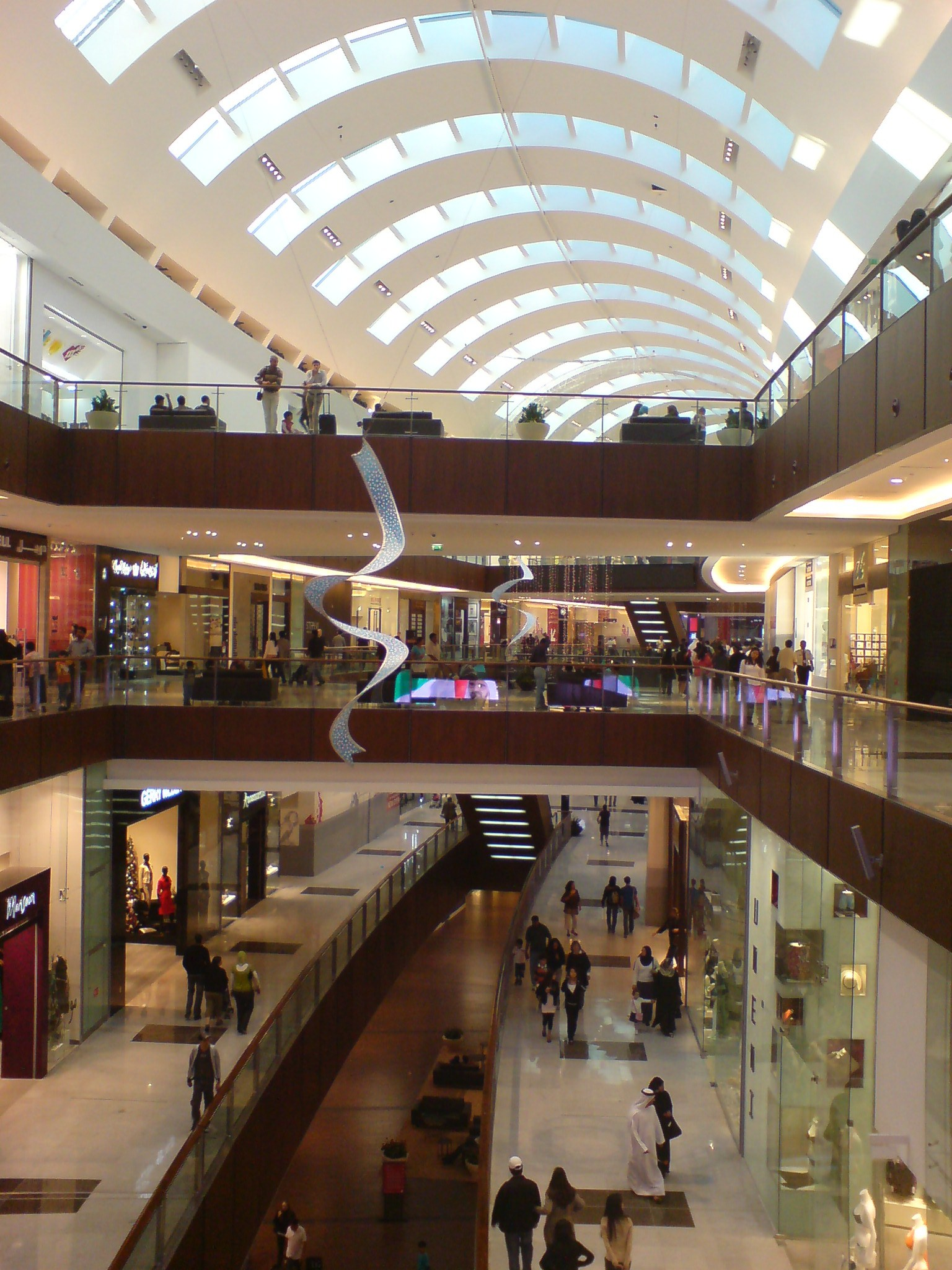
Dubai Mall là một trong những trung tâm thương mại lớn nhất thế giới.

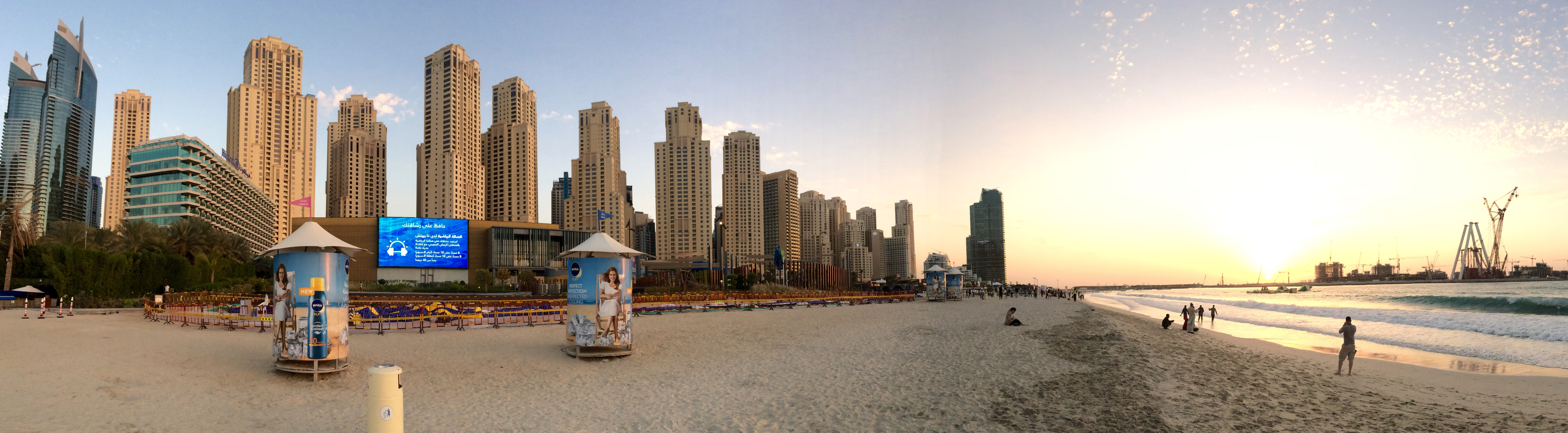
Bãi biển Dubai Marina trong Jumeirah Beach Residence (JBR)

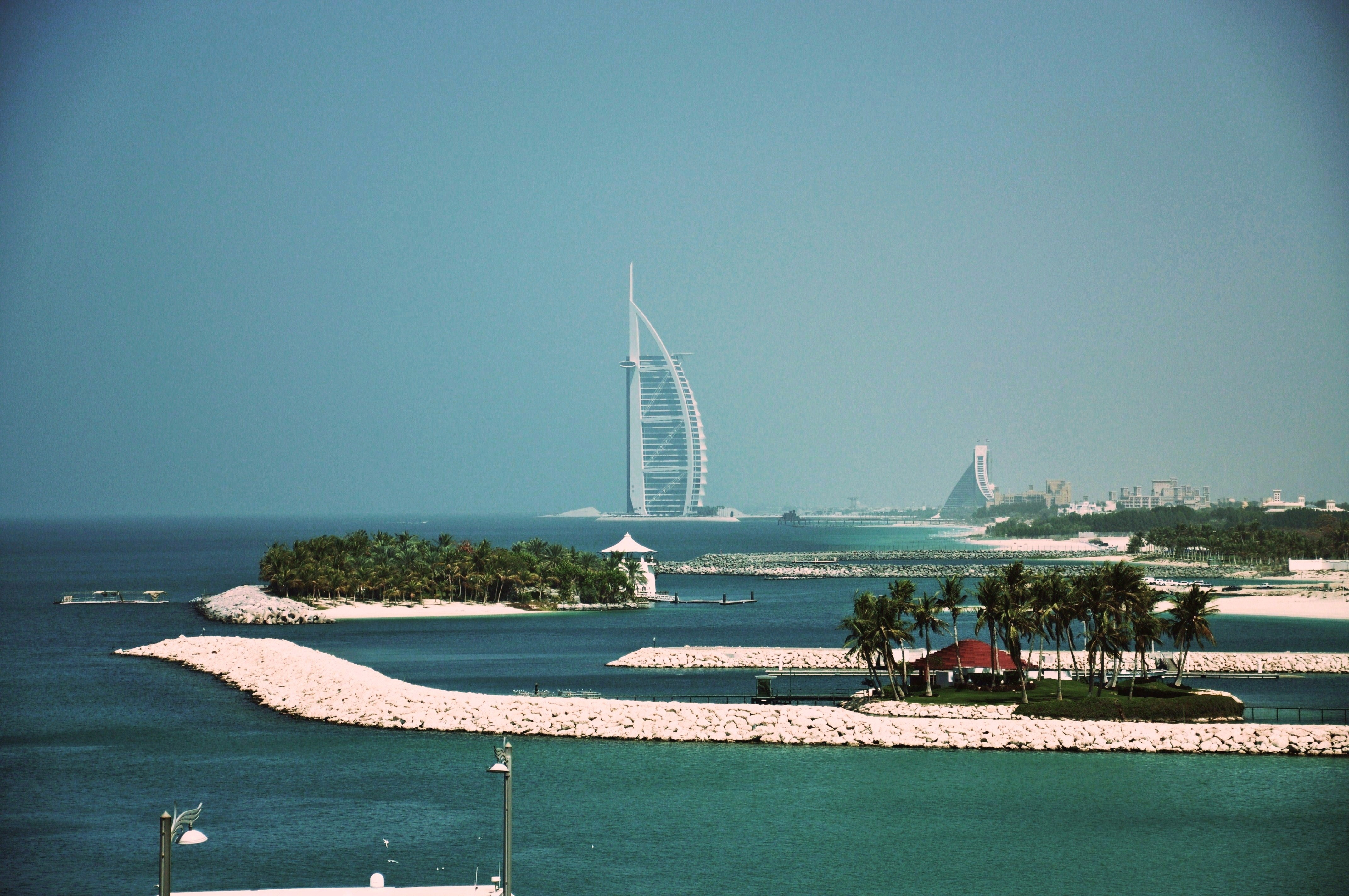
Quang cảnh của Palm Jumeirah và Burj Al Arab

Du lịch là một phần quan trọng trong chiến lược của chính phủ Dubai để duy trì dòng chảy ngoại tệ vào tiểu vương quốc này. Dubai thu hút khách du lịch dựa chủ yếu vào mua sắm, nhưng cũng nhờ vào việc sở hữu các điểm tham quan cổ xưa và hiện đại. Tính đến năm 2018, Dubai là thành phố thu hút lượng khách du lịch quốc tế nhiều thứ tư trên thế giới và tăng trưởng nhanh nhất, tức tăng 10,7%. Thành phố đã đón 14,9 triệu du khách qua đêm trong năm 2016 và dự kiến sẽ đạt 20 triệu khách du lịch vào năm 2020. Dubai là tiểu vương quốc đông dân nhất trong bảy tiểu vương quốc của UAE. Khác với các thành viên khác của UAE, phần lớn doanh thu của Dubai là từ du lịch. Vì gần như không có dầu, niềm hy vọng duy nhất của Dubai để tạo vị thế bên cạnh tiểu vương quốc Abu Dhabi giàu có là phát triển mạnh mẽ những lĩnh vực như du lịch cao cấp và bất động sản. Dubai cũng đã gặt hái được không ít thành công với chiến lược này.

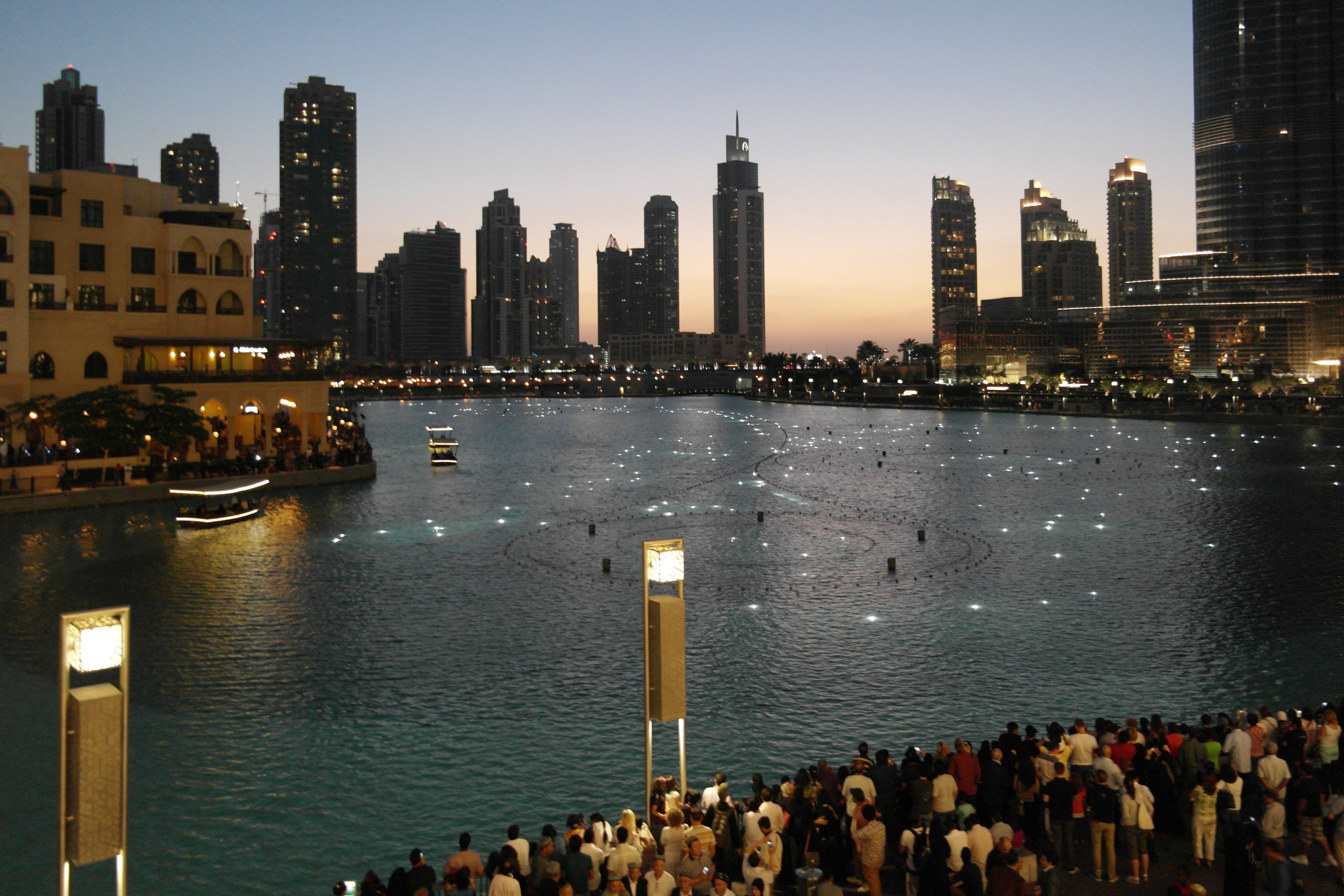
Đài phun nước Dubai ở hồ Burj Khalifa, Downtown Dubai

Dubai được gọi là "thành phố mua sắm của Trung Đông". Dubai có hơn 70 trung tâm mua sắm, bao gồm Dubai Mall, trung tâm thương mại lớn nhất trên thế giới. Thành phố này thu hút số lượng lớn khách du lịch mua sắm từ các nước trong khu vực và từ xa như Đông Âu, châu Phi và tiểu lục địa Ấn Độ. Trong khi các cửa hàng lưu niệm, điểm bán đồ điện tử, cửa hàng mua sắm và siêu thị hoạt động trên cơ sở giá cố định, hầu hết các cửa hàng khác xem việc mặc cả thân thiện như một phần vốn có của cuộc sống. Theo truyền thống, những người đến từ Đông Á, Trung Quốc, Sri Lanka và Ấn Độ sẽ dỡ hàng hóa của họ từ thuyền dhow xuống và hàng hóa sẽ được mặc cả ở các chợ (souk) gần bến tàu. Lạch Dubai đóng một vai trò quan trọng trong việc duy trì cuộc sống trong thành phố và là nguồn tài nguyên ban đầu thúc đẩy sự bùng nổ kinh tế ở Dubai. Kể từ tháng 9 năm 2013, lạch Dubai đã được đề xuất là Di sản Thế giới của UNESCO. Nhiều cửa hàng và cửa hàng trang sức cũng có nhiều trong thành phố. Dubai cũng được gọi là "Thành phố vàng" khi Chợ vàng Dubai ở Deira có gần 250 cửa hàng bán lẻ vàng. Khu miễn thuế ở sân bay quốc tế Dubai cung cấp hàng hóa phục vụ cho hành khách đa quốc gia sử dụng các chuyến bay ở đây.
Công viên lạch Dubai ở lạch Dubai cũng đóng một vai trò quan trọng trong du lịch Dubai khi nó có cung cấp một số điểm du lịch khác ở Dubai như Dubai Dolphinarium, Cáp treo, Cưỡi lạc đà, Xe ngựa và Biểu diễn Chim.
Dubai có một loạt các công viên như công viên Safa, công viên Mushrif, công viên Hamriya, v.v... Mỗi công viên đều khác biệt với nhau. Công viên Mushrif trưng bày những ngôi nhà khác nhau trên khắp thế giới.
Một số bãi biển nổi tiếng nhất ở Dubai là Bãi biển Umm Suqeim, Công viên bãi biển Al Mamzar, Bãi biển JBR, Bãi biển Kite, Bãi biển Black Palace và Câu lạc bộ bãi biển Royal Island.

### Ski Dubai

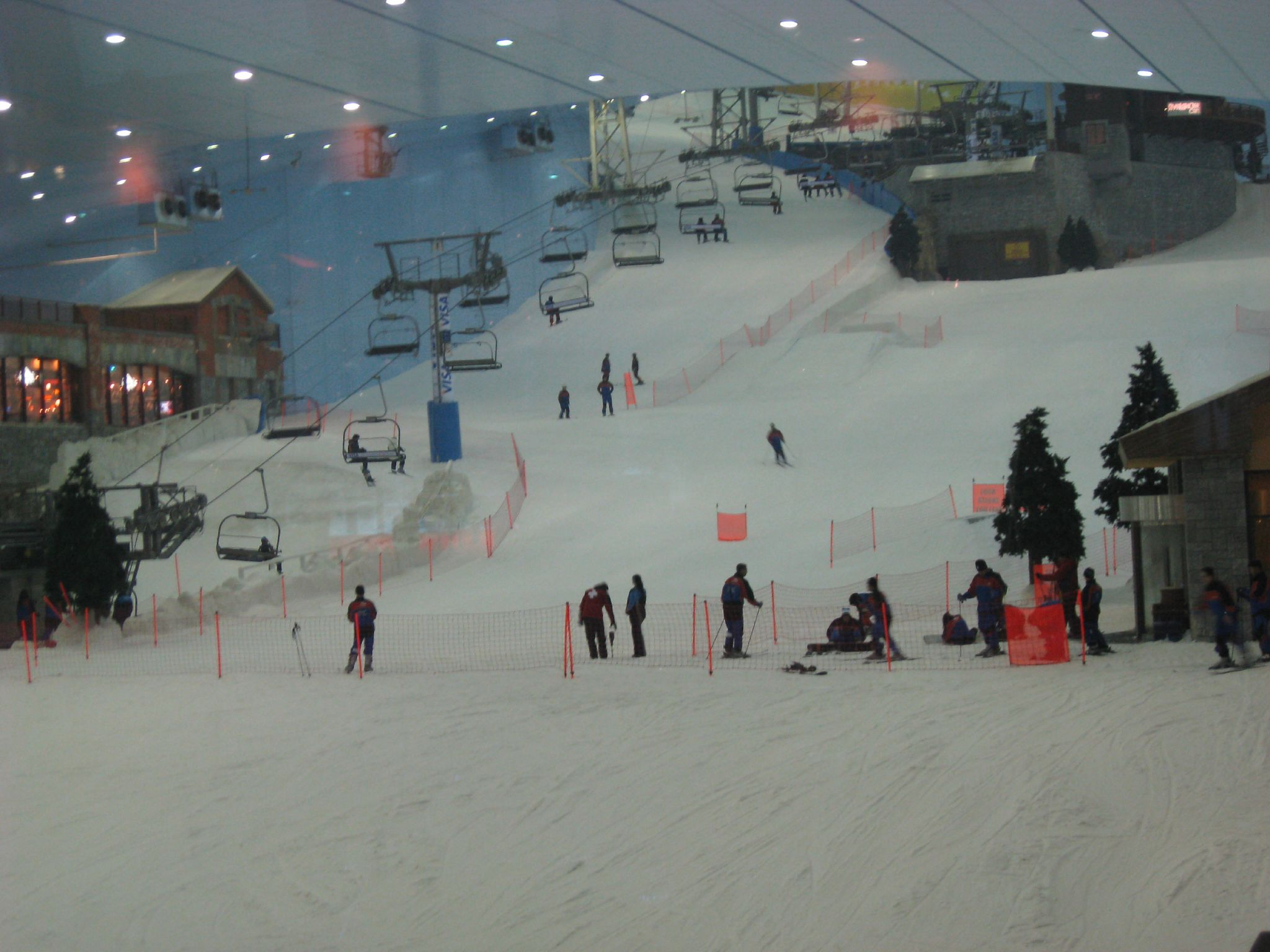
Bên trong Ski Dubai

Ski Dubai là khu trượt tuyết trong nhà tại Trung tâm mua sắm Emirates, nơi có các bãi trượt tuyết, lớp học trượt tuyết, khu vui chơi cho trẻ em và quán café. Nó được khai trương vào tháng 11 năm 2005 và có công viên tuyết trong nhà lớn nhất thế giới. Nó được điều hành bởi Tập đoàn Majid Al Futtaim.

### Expo 2020
Vào ngày 2 tháng 11 năm 2011, bốn thành phố đã có hồ sơ dự thầu cho hội chợ triển lãm 2020, với việc Dubai giành quyền đăng cai. Phái đoàn từ Cục Quốc tế và Triển lãm đã đến thăm Dubai vào tháng 2 năm 2013 để kiểm tra sự sẵn sàng của Tiểu vương quốc cho cuộc triển lãm lớn nhất và họ đã rất ấn tượng bởi cơ sở hạ tầng và mức độ hỗ trợ quốc gia. Vào tháng 5 năm 2013, Kế hoạch tổng thể về Dubai Expo 2020 đã được tiết lộ. Dubai sau đó giành quyền tổ chức hội chợ triển lãm 2020 vào ngày 27 tháng 11 năm 2013. Sự kiện này sẽ mang lại lợi ích kinh tế to lớn bằng cách tạo ra các hoạt động trị giá hàng tỷ dirham và có thể tạo ra hơn 270.000 việc làm.
Địa điểm chính của Dubai Expo 2020 sẽ là một khu vực rộng 438 ha, một phần của Khu phát triển đô thị Dubai Jebel Ali mới, nằm giữa Dubai và Abu Dhabi. Ngoài ra, hội chợ triển lãm 2020 cũng tạo ra nhiều dự án xã hội và tiền tệ cho thành phố nhắm mục tiêu đến năm 2020. Chẳng hạn như khởi xướng dự án năng lượng mặt trời lớn nhất thế giới, bất động sản tăng để tập trung vào tăng trưởng GDP và biến Dubai thành "Dubai hạnh phúc" cho người dân thành phố.

## Cảnh quan thành phố

### Kiến trúc

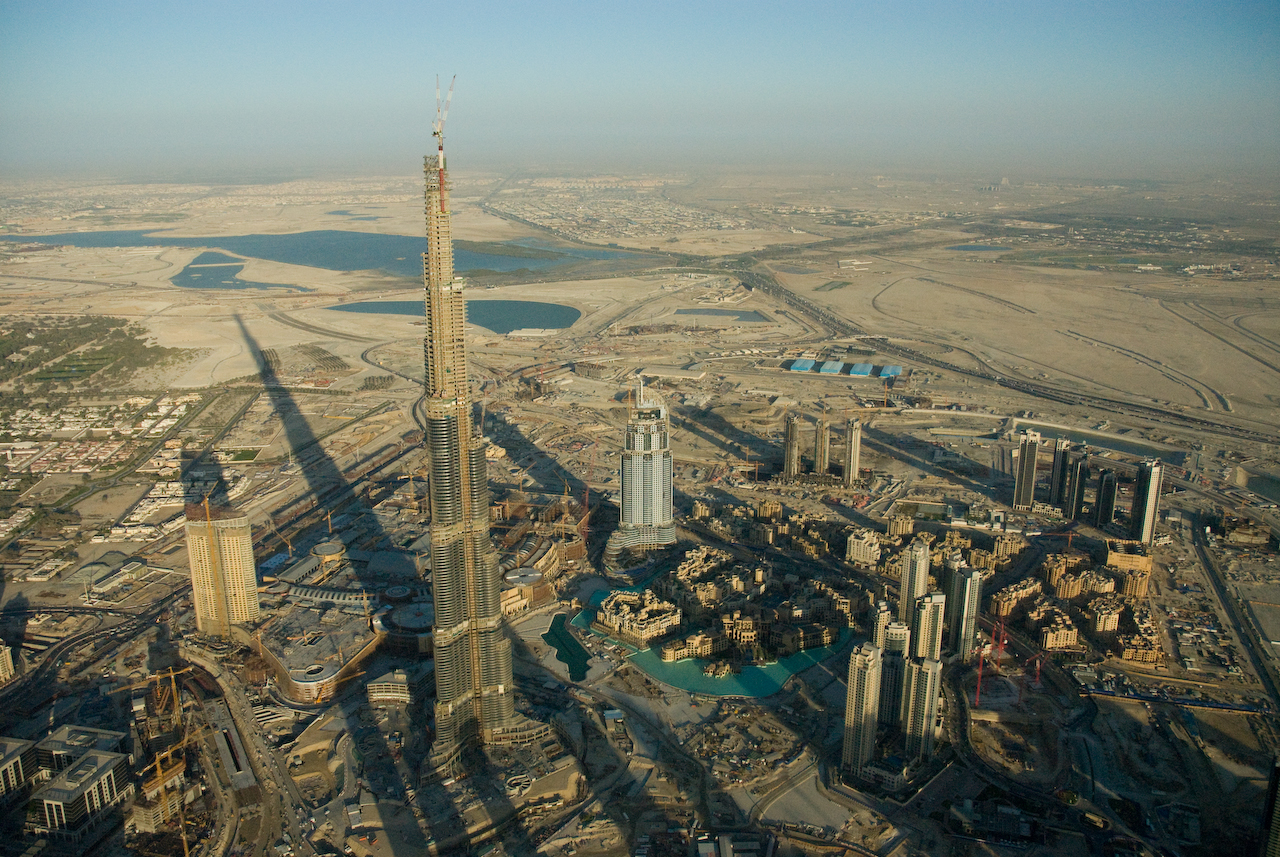
Tháp Burj Khalifa ở Dubai hiện đang là tòa nhà cao nhất thế giới với độ cao 828 m.

Burj Khalifa

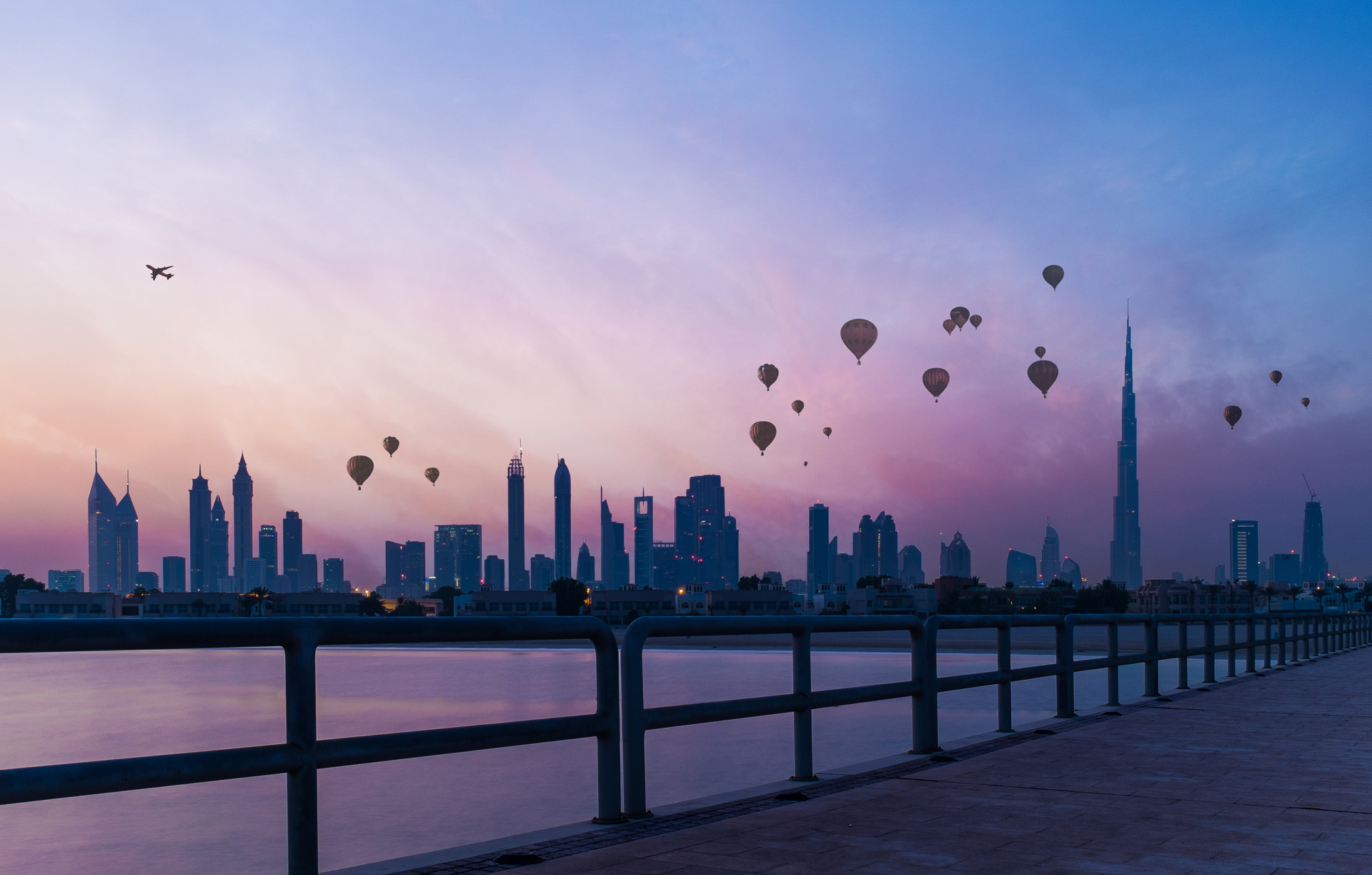
Toàn cảnh Dubai và đường chân trời tráng lệ

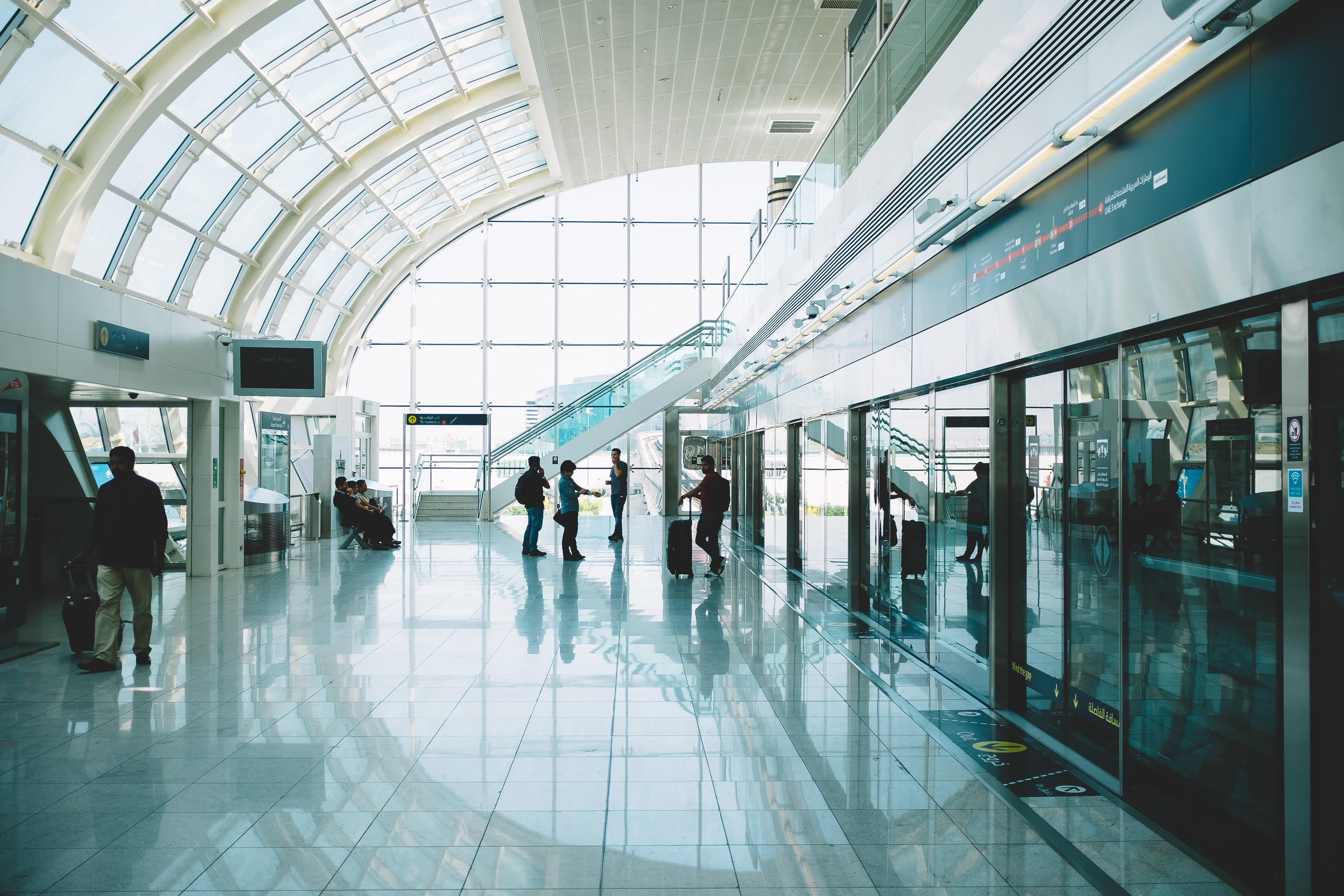
Nội thất của ga tàu điện ngầm Dubai

Dubai là nơi tập hợp phong phú của các tòa nhà cao tầng và các công trình kiến trúc với nhiều phong cách kiến trúc khác nhau. Do sự bùng nổ về kiến trúc xây dựng và đổi mới trong thế giới Ả Rập nói chung, và đặc biệt ở Dubai, nhiều cách thể hiện cách tân của kiến trúc Hồi giáo nhờ vào các công ty thiết kế kiến trúc và kỹ thuật quốc tế như Al Hashemi và Aedas có thể được tìm thấy tại Dubai hoặc các công trình này được hỗ trợ bởi các công ty thiết kế kiến trúc và kỹ thuật hàng đầu ở New York và Chicago. Sự bổ sung gần đây nhất vào đường chân trời tráng lệ của Dubai là Dubai Frame cao 150 mét (tiếng Ả Rập: برواز دبي) nằm trong công viên Zabeel, Dubai. Nó đã được The Guardian mô tả là "khung 'hình' lớn nhất trên hành tinh", tuy nhiên cũng gây tranh cãi là "thiết kế bị đánh cắp lớn nhất mọi thời đại". Người ta cho rằng nhà thiết kế Fernando Donis đã bị đánh cắp sở hữu trí tuệ. Do kết quả của sự bùng nổ này, trong thập kỷ qua, kiến trúc Hồi giáo và thế giới hiện đại thực sự được đưa đến tầm cao mới trong công nghệ và thiết kế xây dựng những cao ốc chọc trời. Đỉnh cao vào năm 2010 với việc hoàn thành tòa tháp Burj Khalifa, hiện đang là tòa nhà cao nhất thế giới với độ cao 829.8 m. Dubai hiện có nhiều tòa nhà chọc trời cao hơn 2⁄3 km, 1⁄3 km hoặc 1⁄4 km so với bất kỳ thành phố nào khác. Thiết kế của tháp Burj Khalifa có nguồn gốc từ các hệ thống khuôn mẫu được thể hiện trong kiến trúc Hồi giáo, với kết cấu móng nền chạc ba (hình chữ Y) xây dựng dựa trên hình dáng giản lược của hoa hymenocallis - một loài hoa sa mạc 3 cánh, có nguồn gốc ở khu vực Dubai. Sau sự bùng nổ xây dựng đã bắt đầu vào những năm 1980, được đẩy mạnh vào những năm 1990, và trong thập kỷ đầu của thế kỷ XX, việc hoàn thành tháp Khalifa đã tạo một bước tiến nhanh chóng trong việc xây dựng kiến trúc không song song trong lịch sử loài người hiện đại, đã để tên tuổi Dubai gắn liền với tên gọi đường chân trời cao nhất thế giới vào ngày 4 tháng 1 năm 2010. Burj Khalifa có tầng quan sát cao nhất thế giới với sân thượng ngoài trời là một trong những điểm thu hút khách du lịch nổi tiếng nhất của Dubai, với hơn 1,87 triệu du khách trong năm 2013.

#### Burj Al Arab
Burj Al Arab (Tiếng Ả Rập: برج العرب, Tower of the Arabs), một khách sạn sang trọng, thường được mô tả là "khách sạn 7 sao duy nhất trên thế giới", mặc dù ban quản lý cho biết họ chưa bao giờ đưa ra tuyên bố đó. Một phát ngôn viên của Tập đoàn Jumeirah được trích dẫn nói rằng: "Chúng tôi không thể làm gì để ngăn chặn nó. Chúng tôi không khuyến khích sử dụng thuật ngữ này. Chúng tôi chưa bao giờ sử dụng thuật ngữ này trong quảng cáo của chúng tôi." Khách sạn được mở cửa từ tháng 12 năm 1999.
Đây là một trong những khách sạn tuyệt vời nhất trên thế giới bao gồm 56 tầng, 202 phòng nằm rải rác ở 56 tầng của khách sạn. Trong đó có 1 phòng Royal Suite cực kỳ rộng rãi và xa hoa. Tỉ lệ nhân viên là 8:1 và có 60 quầy tiếp tân.Tại đây có những dịch vụ xa hoa như quản gia, đưa đón bằng xe Rolls-Royce hay trực thăng, sử dụng ipad vỏ vàng 24k... Nó còn có 8 nhà hàng. Trong đó có 1 nhà hàng dưới đại dương, 4 bể bơi, phòng thể dục hiện đại, quán bar và spa cao cấp. Đặc biệt còn có 1 sân đậu trực thăng cũng là sân tennis lơ lửng trên không. Nhiều nơi trong khách sạn được dát vàng lá, pha lê swarovski và đá cẩm thạch statuario Tổng diện tích là 24.000 m². Giá phòng từ 2000 USD tới 28.000 USD. Mỗi năm có 10 tấn chocolate được sử dụng làm các món tráng miệng tại đây.

#### Burj Khalifa

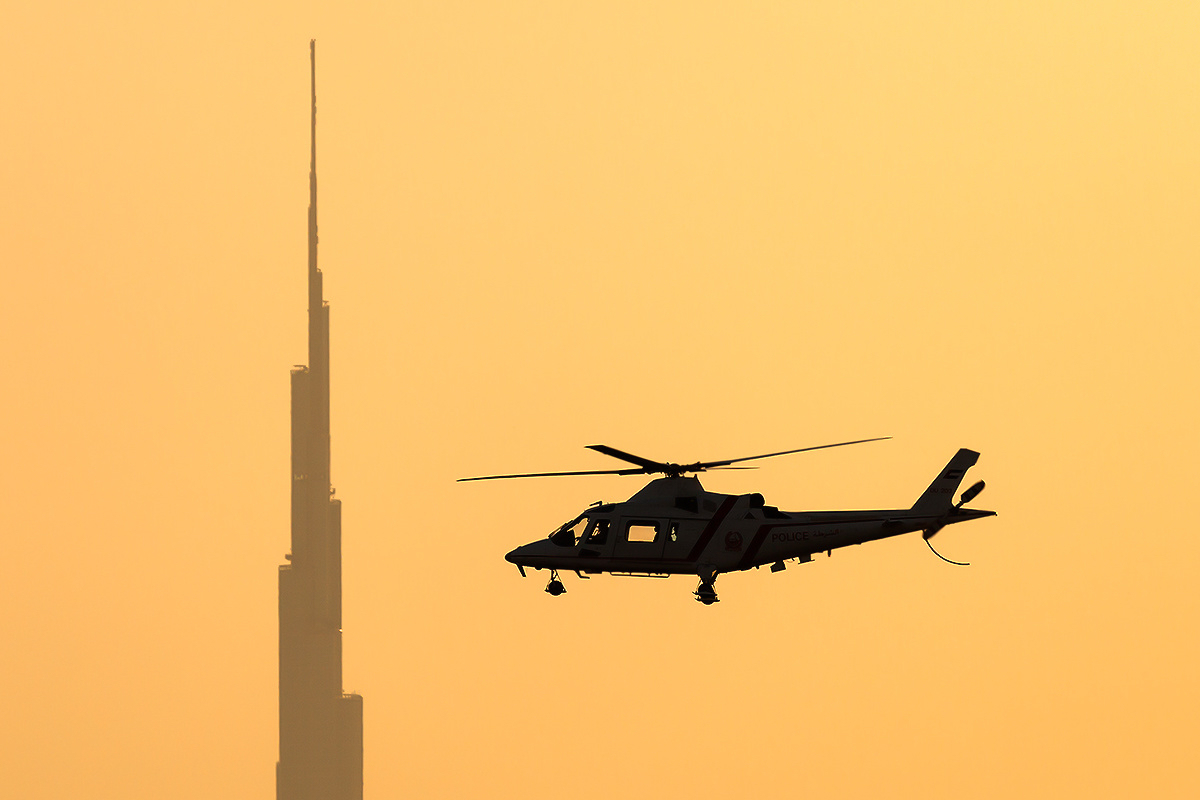
Trực thăng Agusta A-109K-2 của cảnh sát Dubai trong chuyến bay gần Burj Khalifa

Burj Khalifa, được biết đến với tên gọi Burj Dubai trước khi khánh thành, là một tòa nhà siêu chọc trời cao 828 mét ở Dubai, và là tòa nhà cao nhất thế giới hiện nay. Thiết kế tòa nhà được lấy cảm hứng từ hình dáng của loài hoa sa mạc Hymenocallis. Nó được xây dựng bởi hơn 30 công ty ký kết hợp đồng trên toàn thế giới cùng với công nhân của hơn 100 quốc gia. Nó được coi là biểu tượng của Dubai. Tòa nhà mở cửa vào năm 2010.

### Palm Jumeirah

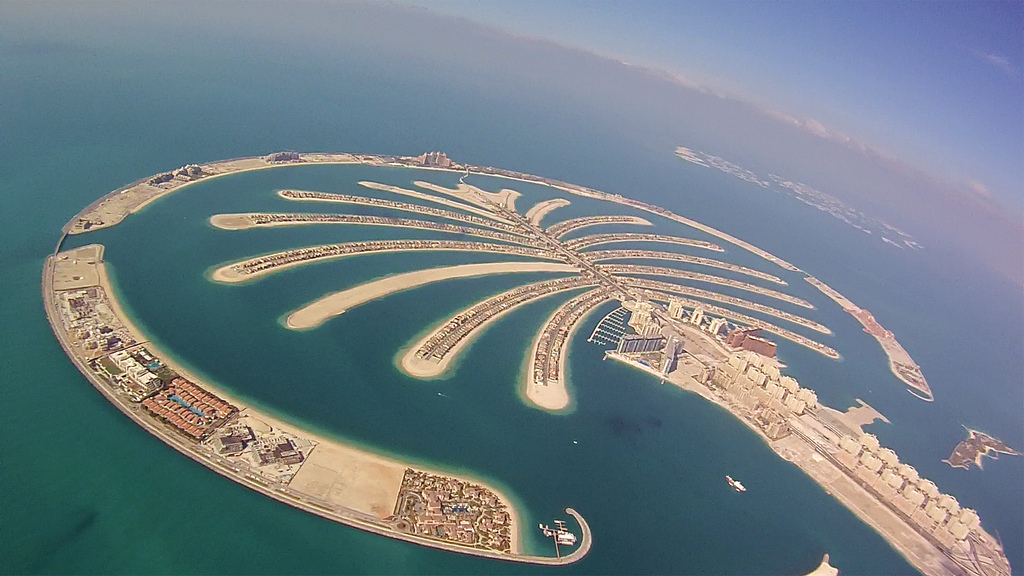
Palm Jumeirah

Palm Jumeirah nằm trong Quần đảo Cây Cọ ở Dubai là ba hòn đảo nhân tạo được xây bởi Nakheel Properties, một nhà phát triển tài sản ở Các Tiểu vương quốc Ả Rập thống nhất. Ba hòn đảo đó là Palm Jumeirah, Palm Jebel Ali và Palm Deira.
Các đảo được đặt xây bởi Sheikh Mohammed bin Rashid Al Maktoum để tăng cường phát triển du lịch cho Dubai. Mỗi khu định cư sẽ có hình dạng một cây cọ được bao bọc bên ngoài bởi vành cung hình trăng lưỡi liềm và sẽ có nhiều trung tâm giải trí, dân cư trên đó. Các hòn đảo này nằm ở ngoài bờ biển của Các Tiểu vương quốc Ả Rập Thống nhất trong vịnh Ba Tư và sẽ cộng thêm 520 km bãi biển cho Dubai.
Hai đảo đầu tiên bao gồm khoảng 100 triệu m³ đá và cát được đắp nên. Palm Deira sẽ bao gồm 1 triệu m³ đá và cát. Tất cả vật liệu được khai thác trong nước. Giữa 3 hòn đảo là hơn 100 khách sạn sang trọng, khu biệt thự và căn hộ dân cư bên bãi biển độc quyền, bến tàu, công viên giải trí, nhà hàng, khu mua sắm, khu thể thao và thể dục sức khỏe.
Việc xây dựng Palm Jumeirah bắt đầu từ tháng 6 năm 2001 đến năm 2006. Ngay sau đó, người ta thông báo xây dựng Palm Jebel Ali và bắt đầu lấp biển. Năm 2004, đến lượt kế hoạch xây dựng Palm Deira được công bố.

### Dubai Miracle Garden
Vào ngày 14 tháng 2 năm 2013, Dubai Miracle Garden, một vườn hoa dài 72.000 mét, đã khai trương tại Dubailand. Đây là vườn hoa lớn nhất thế giới. Khu vườn có tổng cộng 45 triệu bông hoa với việc tái sử dụng nước thải thông qua tưới nhỏ giọt. Trong thời gian hè từ cuối tháng 5 đến tháng 9 khi khí hậu có thể rất nóng với nhiệt độ cao trung bình khoảng 40 °C, khu vườn tạm đóng cửa.

### Công viên

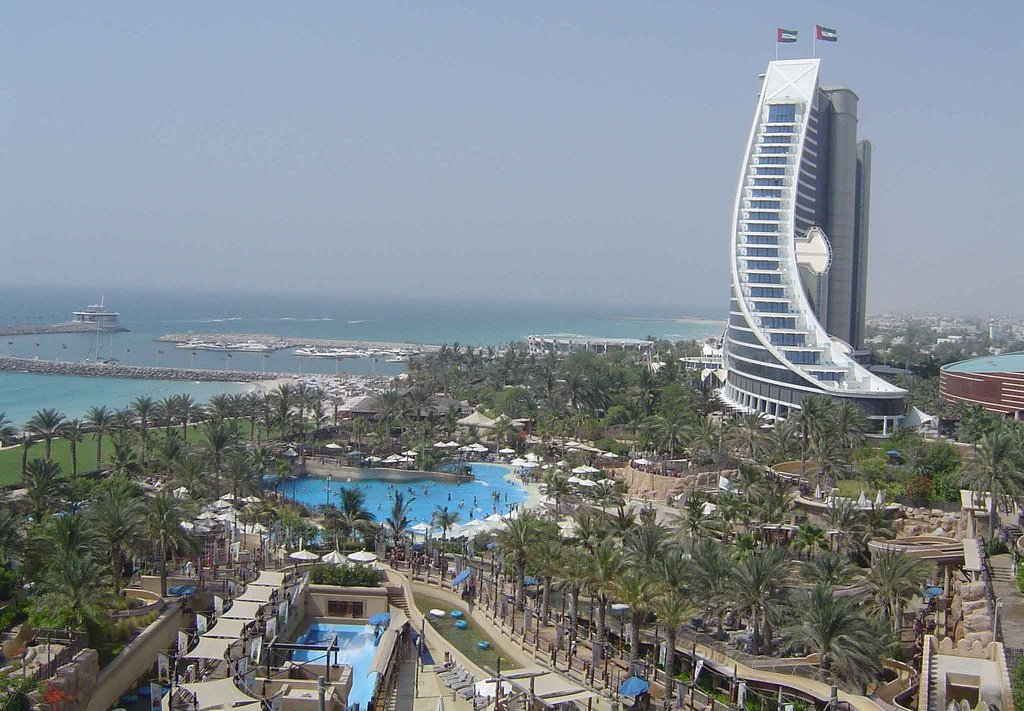
Công viên nước Wild Wadi.

Dubai có một lượng lớn công viên và những khu vườn nhỏ. Ngoài ra, Dubai còn có một số công viên lớn, khu vui chơi và những ngôi làng di sản. Kế hoạch chiến lược 2007-2011 của Khu tự quản Dubai nhằm mục tiêu tăng diện tích cây xanh trên đầu người lên 23,4 m² và đất canh tác ở khu vực thành thị tăng 3,15% vào năm 2011. Thành phố này đã bắt đầu một dự án cây xanh sẽ được hoàn thành trong bốn giai đoạn, mỗi giai đoạn trồng 10.000 cây. Những công viên nổi tiếng gồm:
- Công viên Creekside, Bur Dubai
- Công viên Safa, đường Sheikh Zayed
- Công viên Al Mumzar Beach, Deira
- Công viên Jumeirah Open Beach, đại lộ D94
- Công viên Zabeel, đường Sheikh Zayed
- Công viên Mushrif, Deira, Dubai
- Công viên nước Wild Wadi, đại lộ D94
- Công viên giải trí Wonderland Amusement, Bur Dubai

### Vệ sinh môi trường
Hiện nay, rác thải của con người được thu thập hàng ngày từ hàng ngàn các thùng rác trong thành phố và được chở bằng xe rác đến nhà máy xử lý nước thải duy nhất của thành phố tại Al Awir. Sự phát triển nhanh chóng của Dubai đồng nghĩa với việc thành phố này đang phải mở rộng cơ sở hạ tầng xử lý nước thải vốn dĩ có giới hạn lên một giới hạn lớn hơn. Do việc xếp hàng chờ đợi và chậm trễ lâu dài, một số tài xế xe rác ở các khu nghỉ mát đã dùng cách đổ trái phép nước thải vào cống rãnh hoặc sau những cồn cát trong sa mạc. Nước thải đổ xuống cống bão chảy thẳng vào Vịnh Ba Tư, gần bãi biển bơi chính của thành phố. Các bác sĩ đã cảnh báo rằng những du khách tắm biển có nguy cơ mắc các bệnh nghiêm trọng như thương hàn và viêm gan. Khu tự quản Dubai cam kết bắt thủ phạm và đã áp đặt tiền phạt lên đến 25.000 USD đồng thời đe dọa tịch thu các xe rác nếu tiếp diễn sự việc này. Thành phố này cho rằng kết quả xét nghiệm cho thấy mẫu nước thử vẫn "nằm trong tiêu chuẩn cho phép".

## Giao thông
Giao thông vận tải ở Dubai được điều khiển bởi Cơ quan Giao thông và Đường phố Dubai, một cơ quan của chính phủ Dubai, được thành lập bởi sắc lệnh hoàng gia năm 2005. Mạng lưới giao thông công cộng phải đối mặt với vấn đề ùn tắc nghiêm trọng và vấn đề uy tín khổng lồ mà một kế hoạch đầu tư lớn đang cố gắng để giải quyết, trong đó gồm dự án cải tạo trị giá 70 tỉ AED dự định hoàn thành vào năm 2020, khi dân số của thành phố dự kiến sẽ vượt quá 3,5 triệu người. Trong năm 2009, theo số liệu thống kê của Khu tự quản Dubai, ước tính có khoảng 1.021.880 xe hơi tại Dubai. Tháng 1 năm 2010, số cư dân của Dubai sử dụng giao thông công cộng đứng ở mức 6%. Mặc dù chính phủ đã đầu tư mạnh vào cơ sở hạ tầng đường bộ của Dubai, nhưng vẫn không theo kịp với sự gia tăng không ngừng của các phương tiện giao thông. Điều này, cùng với các hiện tượng giao thông gây ra, đã dẫn đến các vấn đề ngày càng gia tăng do tình trạng ùn tắc giao thông.

### Đường bộ
Có năm tuyến đường chính - E 11 (đại lộ Sheikh Zayed), E 311 (đường Sheikh Mohammed Bin Zayed), E 44 (cao tốc Hatta-Dubai), E 77 (đường Al Habab-Dubai) và E 66 (đường Oud Metha, đường Dubai-Al Ain hoặc đường Tahnoun Bin Mohammad Al Nahyan) - chạy qua Dubai, kết nối thành phố với các đô thị và các tiểu vương quốc khác. Ngoài ra, còn một số tuyến đường nội bộ quan trọng trong thành phố chẳng hạn như D 89 (đường Al Maktoum/đường sân bay), D 85 (đường Baniyas), D 75 (đường Sheikh Rashid), D 73 (đường Al Dhiyafa), D 94 (đường Jumeirah) và D 92 (đường Al Khaleej/Al Wasl) kết nối những vùng khác nhau trong thành phố. Những khu vực phía Đông và phía Tây của thành phố được liên kết bởi cầu Al Maktoum, cầu Al Garhoud, đường hầm Al Shindagha, cầu Vịnh Business Crossing và cầu Nổi.
Hệ thống vận tải bằng xe buýt công cộng ở Dubai được điều hành bởi Cơ quan Giao thông và Đường phố Dubai (RTA). Hệ thống xe buýt gồm 140 tuyến đường và vận chuyển hơn 109,5 triệu hành khách trong năm 2008. Đến cuối năm 2010, ước tính có 2.100 xe buýt phục vụ trong thành phố. Năm 2006, Cơ quan giao thông vận tải đã tuyên bố việc lắp đặt 500 máy lạnh tại các trạm chờ xe bus được thiết kế che chắn kín, và có kế hoạch cho hơn 1.000 trạm như thế ở các tiểu vương quốc khác, như một biện pháp khuyến khích sử dụng xe buýt công cộng.
Dubai cũng có một hệ thống taxi rộng lớn, đến nay vẫn là phương tiện giao thông công cộng thông dụng nhất ở UAE. Có các công ty taxi do tư nhân làm chủ, cũng có các công ty taxi do chính phủ điều hành. Dubai Taxi Corporation, một bộ phận của RTA, là nhà khai thác taxi lớn nhất và taxi với mái đỏ. Có năm nhà khai thác tư nhân: Metro Taxi (mái màu cam); Network Taxi (mái vàng); Cars Taxi (mái xanh); Taxi Ả Rập (mái nhà xanh); và City Taxi (mái màu tím). Ngoài ra, Dubai Taxi Corporation có dịch vụ Ladies Taxi, với mái màu hồng, phục vụ riêng cho hành khách nữ, sử dụng tài xế nữ. Taxi sân bay quốc tế Dubai được điều hành bởi Dubai Taxi Corporation. Có hơn 3000 xe taxi hoạt động ở Dubai. Những xe taxi ở Dubai chạy trung bình 192.000 chuyến mỗi ngày, chuyên chở khoảng 385.000 hành khách. Trong năm 2009, số chuyến taxi đã vượt quá 70 triệu chuyến, phục vụ khoảng 140,45 triệu hành khách.

### Đường không
Sân bay quốc tế Dubai (mã sân bay IATA: DXB), là trung tâm của hãng hàng không UAE, phục vụ thành phố Dubai và các tiểu vương quốc khác trong UAE. Sân bay quốc tế Dubai là sân bay đông đúc thứ 3 trên thế giới về lượng hành khách lưu thông với 40,9 triệu lượt hành khách trong năm 2009. Đây cũng là sân bay tấp nập nhất trên thế giới về lượng khách quốc tế và là trụ sở của hai hãng hàng không nổi tiếng là Emirates và flydubai. Ngoài vai trò là một trung tâm vận chuyển hành khách quan trọng, sân bay quốc tế Dubai còn là cảng hàng hóa đông đúc thứ 6 trên thế giới, vận chuyển 2,37 triệu tấn hàng hóa trong năm 2014. và cũng là sân bay có lượng vận tải hàng không quốc tế đứng thứ 4 trên thế giới. Đến năm 2009, hãng hàng không Emirates - hãng hàng không quốc gia của Dubai - hoạt động quốc tế, phục vụ trên điểm đến tại 70 nước trên sáu lục địa.
Sự phát triển của sân bay quốc tế Al Maktoum được công bố vào năm 2004. Giai đoạn đầu của sân bay, có một đường băng A380 hoạt động, 64 chỗ đậu máy bay, một nhà ga hàng hóa sức chứa 250.000 tấn hàng hoá. Nhà ga hành khách được thiết kế để phù hợp với năm triệu hành khách/năm đã được khánh thành. Khi hoàn thành, sân bay quốc tế Al Maktoum sẽ là sân bay lớn nhất thế giới với năm đường băng, bốn tòa nhà ga và sức chứa 160 triệu hành khách và 12 triệu tấn hàng hóa. Sân bay chính thức đi vào hoạt động từ ngày 27 tháng 6 năm 2010 .

### Đường sắt
Một dự án tàu điện ngầm Dubai trị giá 3,89 tỉ USD hiện đang hoạt động mặc dù một phần đang còn xây dựng. Ranh giới đường đỏ đang được thực thi và chạy qua trung tâm của thành phố. Hệ thống Metro sẽ đưa vào hoạt động một phần vào tháng 9 năm 2009 và sẽ hoạt động toàn bộ vào năm 2014. Tập đoàn dịch vụ quốc tế Tập đoàn Serco có trụ sở tại Anh chịu trách nhiệm điều hành tàu điện ngầm. Hệ thống tàu điện ngầm bao gồm Green Line trong đó có 20 trạm (8 ngầm, 12 trên cao), chạy từ ga Etisalat ở Al Rashidiya đến ga Creek và Red Line, đường điện ngầm chính, có 29 trạm (4 ngầm, 24 độ cao và 1 ở mặt đất) từ ga Rashidiya ở sân bay đến ga UAE Xchange tại Jebel Ali. Vào tháng 7 năm 2016, một hợp đồng đã được trao để thêm một chi nhánh vào tuyến Red Line chạy đến EXPO 2020; phần mở rộng này sẽ được mở cửa vào tháng 4 năm 2020. Blue Line và Purple Line cũng đã được quy hoạch. Tàu điện ngầm Dubai (Green và Blue Line) sẽ có 70 km đường ray và 43 ga, 37 trên mặt đất và 10 ngầm. Hệ thống tàu điện ngầm ở Dubai là mạng lưới xe điện đô thị đầu tiên ở bán đảo Ả Rập. Cho đến năm 2016, tàu điện ngầm Dubai là mạng lưới tàu điện ngầm không người lái dài nhất thế giới với chiều dài 75 km, được công nhận bởi Sách Kỷ lục Guinness năm 2012.

### Đường ray Palm Jumeirah
Đường ray Palm Jumeirah là một đường ray ở Palm Jumeirah, nối Palm Jumeirah với đất liền, với một phần mở rộng dài hơn đã được quy hoạch để nối liền với Tuyến Đỏ của hệ thống tàu điện ngầm Dubai. Tuyến đường được khai trương vào ngày 30 tháng 4 năm 2009. Hai hệ thống xe điện dự kiến được xây dựng ở Dubai vào năm 2011. Đầu tiên là hệ thống xe điện khu Burj Khalifa và thứ hai là hệ thống xe điện Al Sufouh. Các xe điện khu Burj Khalifa là một hệ thống dịch vụ xe điện 4,6 km (2,86 dặm), được quy hoạch để phục vụ các khu vực xung quanh Burj Khalifa, và xe điện thứ hai sẽ chạy 14,5 km (9 dặm) dọc theo đường Al Sufouh từ Dubai Marina tới Burj Al Arab và Trung tâm mua sắm Emirates..

### Xe điện
Tuyến xe điện nằm ở Al Sufouh, Dubai dài trong 14,5 km dọc theo đường Al Sufouh từ Dubai Marina đến Burj Al Arab và Trung tâm mua sắm Emirates với hai nút giao với Red Line của Dubai Metro. Đoạn đầu tiên, dài 10,6 km được phục vụ bởi 11 trạm đã được khai trương vào ngày 11 tháng 11 năm 2014, bởi Sheikh Mohammed bin Rashid Al Maktoum, Phó Tổng thống kiêm Thủ tướng của UAE và mở cửa cho công chúng vào lúc 6 giờ sáng ngày 12 tháng 11 năm 2014.

### Đường sắt cao tốc
Dubai đã công bố sẽ hoàn thành một sự liên kết hệ thống đường sắt cao tốc của UAE, nhằm kết nối với toàn bộ GCC (Hội đồng Hợp tác Vùng Vịnh, còn được gọi là Hội đồng Hợp tác cho các quốc gia Ả Rập thuộc Vùng Vịnh) và tiếp theo sau đó có thể là châu Âu. Tuyến đường sắt cao tốc sẽ phục vụ hành khách và hàng hóa.

### Đường thủy
Có hai cảng thương mại chính tại Dubai: cảng Rashid và Jebel Ali. Jebel Ali là cảng nhân tạo lớn nhất thế giới, cảng lớn nhất ở Trung Đông, và là một trong 7 cảng đông đúc nhất trên thế giới. Một trong những phương pháp truyền thống thông dụng để đi từ Bur Dubai đến Deira là nhờ các abra, một loại tàu thuyền nhỏ chở hành khách trên nhánh sông Dubai, qua các trạm abra giữa Bastakiya và đường Baniyas. Cơ quan Giao thông vận tải hàng hải cũng đã triển khai thực hiện hệ thống xe buýt nổi ở Dubai. Xe buýt nổi là một dịch vụ thuyền máy lạnh với các điểm đến được lựa chọn trên khắp con lạch. Bổ sung mới nhất cho hệ thống giao thông đường thủy là taxi nổi.

## Văn hóa

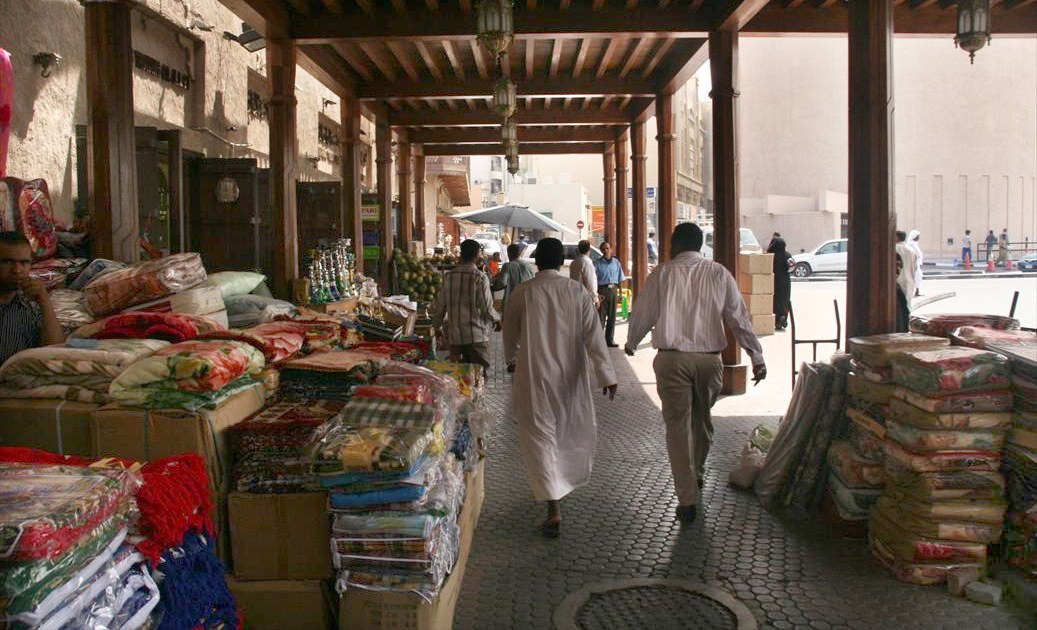
Khu chợ các nước Hồi giáo ở Deira năm 2007.

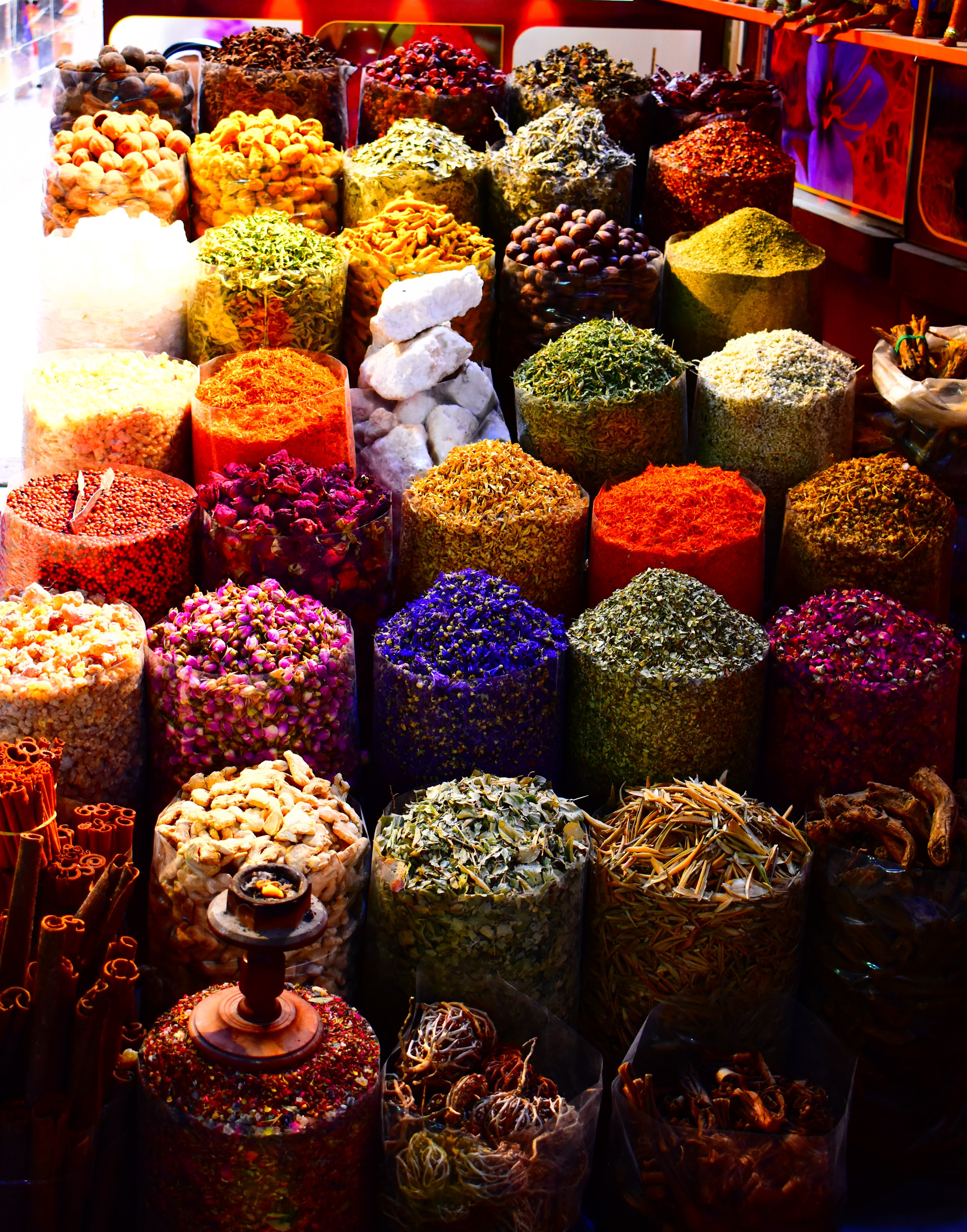
Gia vị truyền thống Trung Đông tại một khu chợ (souk) ở Deira, Dubai cũ

Nền văn hóa của UAE chủ yếu xoay quanh các tôn giáo của Hồi giáo và văn hóa Ả Rập và dân du cư truyền thống. Ngược lại, các thành phố của Dubai là một xã hội mang tính quốc tế cao với một nền văn hóa đa dạng và sôi động. Sự ảnh hưởng của nền văn hóa Hồi giáo và Ả Rập về kiến trúc, âm nhạc, ẩm thực, trang phục và lối sống cũng rất nổi bật. Người Hồi giáo được kêu gọi cầu nguyện từ những tháp của nhà thờ Hồi giáo nằm rải rác trên khắp đất nước mỗi ngày năm lần. Từ năm 2006, những ngày cuối tuần được chọn là Thứ Sáu và Thứ Bảy, như một sự thỏa hiệp giữa tính thiêng liêng của ngày Thứ Sáu đối với người Hồi giáo và những ngày cuối tuần là Thứ Bảy, Chủ Nhật ở phương Tây. Trước năm 2006, ngày cuối tuần là Thứ Năm và Thứ Sáu.
Do cách tiếp cận du lịch của nhiều người Dubai trong lĩnh vực kinh doanh và mức sống cao, văn hóa của Dubai đã dần phát triển theo hướng xa xỉ, sang trọng và xa hoa với sự quan tâm cao đối với sự ngông cuồng liên quan đến giải trí. Các sự kiện giải trí thường niên như Lễ hội mua sắm Dubai (DSF) và Mùa hè bất ngờ ở Dubai (DSS) thu hút hơn 4 triệu du khách từ khắp khu vực và tạo doanh thu vượt quá 2,7 tỷ USD.

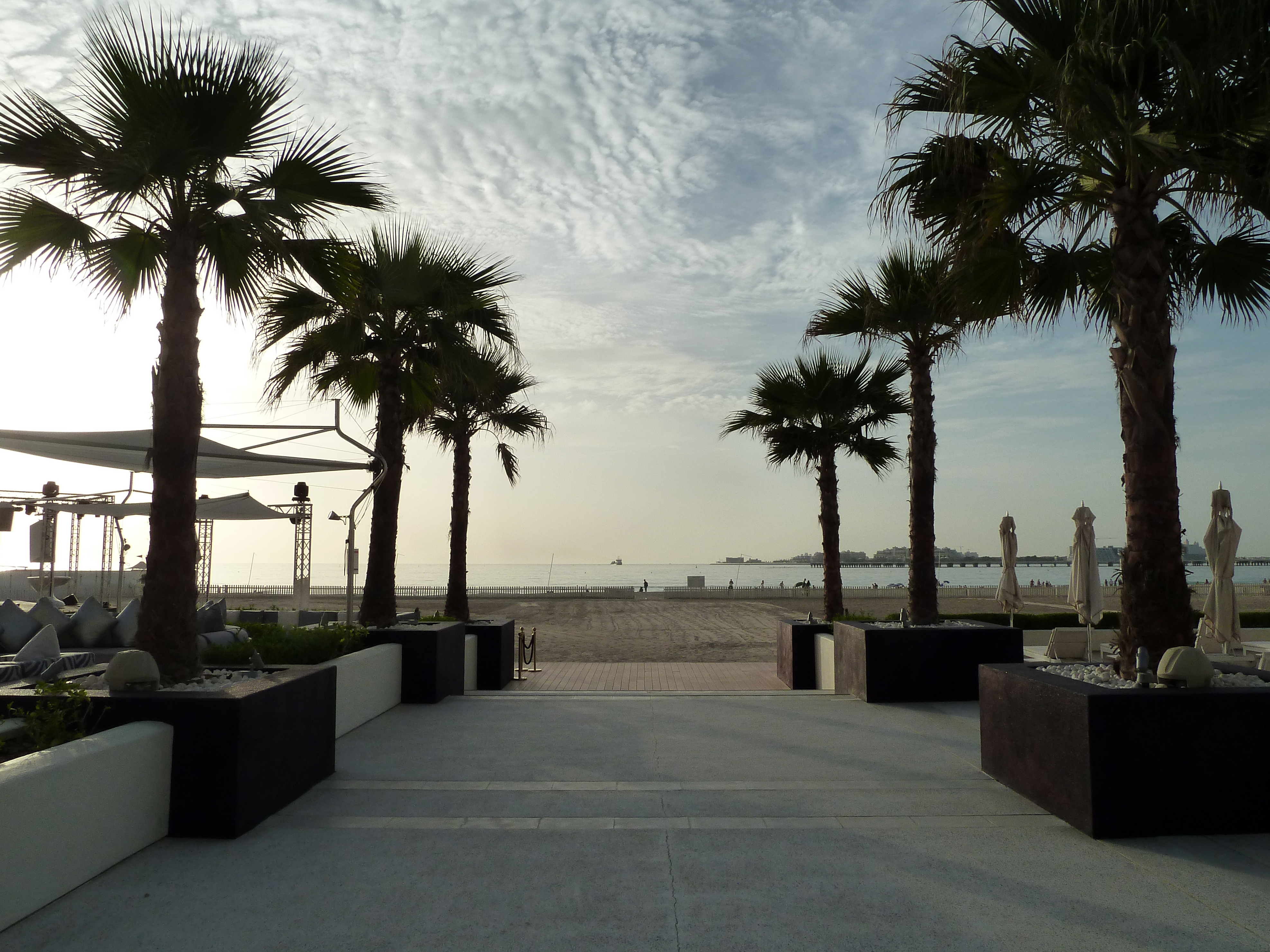
Câu lạc bộ bãi biển Meydan, Jumeirah

Dubai nổi tiếng với cuộc sống về đêm. Do pháp luật về rượu, các câu lạc bộ và quán bar chỉ tìm thấy chủ yếu ở các khách sạn. Tạp chí New York Times miêu tả Dubai là "loại thành phố mà bạn có thể gặp được Michael Jordan tại quán bar Buddha hoặc bất ngờ thấy Naomi Campbell tổ chức sinh nhật của cô".
Trong năm 2005, 84% dân số của Dubai được sinh ra ở nước ngoài, khoảng một nửa trong số đó đến từ Ấn Độ. Dấu ấn văn hóa của thành phố gắn liền với hình ảnh một cộng đồng nhỏ mang tính dân tộc đồng nhất đã thay đổi bởi sự xuất hiện của các nhóm dân tộc và quốc gia - đầu tiên bởi người Iran vào đầu những năm 1900, và sau đó là người Ấn Độ và Pakistan trong những năm 1960. Dubai đã bị chỉ trích vì duy trì một xã hội dựa trên tầng lớp, nơi lao động nhập cư bị xem như thuộc tầng lớp thấp hơn.
Các ngày lễ lớn tại Dubai bao gồm Eid al Fitr, đánh dấu kết thúc tháng chay Ramadan, và Quốc khánh (ngày 02 tháng 12), đánh dấu sự hình thành của UAE.
Hiệp hội lễ hội và sự kiện quốc tế (IFEA), hiệp hội thương mại sự kiện hàng đầu thế giới, đã đăng quang Dubai với tư cách là thành phố tổ chức sự kiện và lễ hội thế giới IFEA, năm 2012. Các trung tâm mua sắm lớn tại thành phố như City Centre Deira, City Centre Mirdiff, BurJuman, Trung tâm mua sắm Emirates, Dubai Mall (trung tâm mua sắm rộng lớn nhất thế giới) và trung tâm mua sắm Ibn Battuta cũng như Chợ vàng Dubai và các khu chợ truyền thống Hồi giáo khác (các souk) đều thu hút người mua sắm trong khu vực.

### Ẩm thực
Ẩm thực Ả Rập rất phổ biến và có ở khắp mọi nơi trong thành phố, từ các quán shawarma (một loại thức ăn Ả Rập) nhỏ trong Deira và Al Karama cho tới các nhà hàng trong khách sạn ở Dubai. Thức ăn nhanh, thức ăn Nam Á, và các món ăn Trung Quốc cũng rất phổ biến và được nhiều người biết đến. Việc bán và tiêu thụ thịt heo, dù không phải bất hợp pháp, được quy định chỉ bán cho người không theo Hồi giáo, trong các khu vực được các siêu thị, sân bay. Tương tự, việc bán đồ uống có cồn cũng được quy định. Người mua rượu cần giấy phép, tuy nhiên, rượu có sẵn trong các quán bar và nhà hàng trong khách sạn. Các cửa hàng shisha (một loại thuốc lá) và cà phê (qahwa) cũng rất phổ biến ở Dubai. Biryani cũng là một món ăn phổ biến trên khắp Dubai với sự phổ biến nhất của người Ấn Độ và Pakistan có mặt ở Dubai.

#### Lễ hội ẩm thực Dubai
Lễ hội ẩm thực Dubai được tổ chức lần đầu tiên từ ngày 21 tháng 2 đến ngày 15 tháng 3 năm 2014. Theo tạp chí Vision, sự kiện này là nhằm tăng cường và kỷ niệm vị trí của Dubai như là thủ đô ẩm thực của khu vực. Lễ hội được thiết kế để giới thiệu nhiều hương vị và ẩm thực khác nhau được cung cấp ở Dubai với các món ăn của hơn 200 quốc gia tại lễ hội. Lễ hội ẩm thực tiếp theo đã được tổ chức từ ngày 23 tháng 2 năm 2017 đến ngày 11 tháng 3 năm 2017.

### Trang phục và phong tục

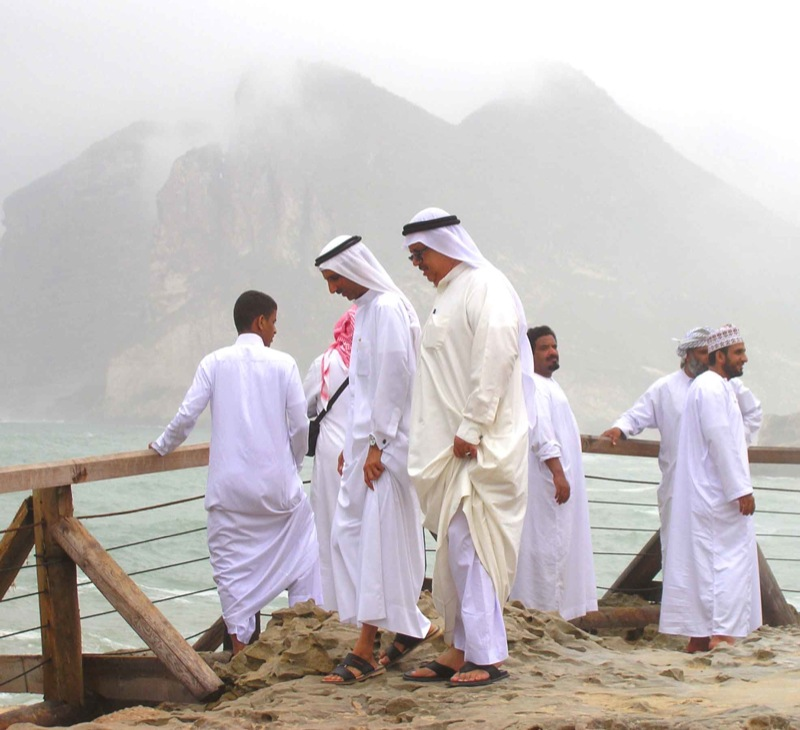
Nam giới Hồi giáo trong trang phục kandura

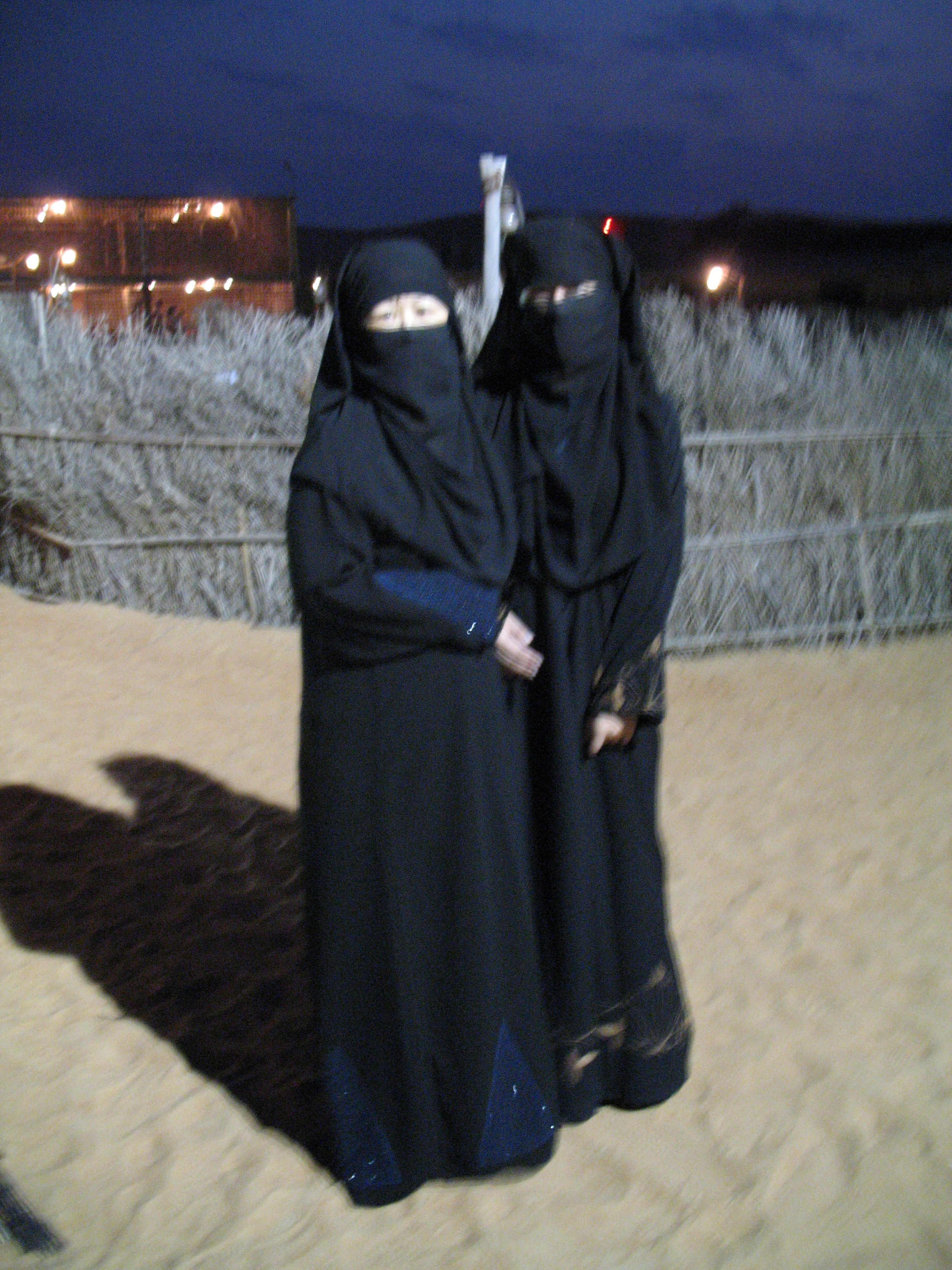
Nữ giới Hồi giáo trong trang phục abaya

Không giống như ở nước láng giềng Ả Rập Xê Út, việc ăn mặc theo Hồi giáo ở Dubai là không bắt buộc. hầu hết phụ nữ UAE mặc "abaya", một loại áo khoác màu đen với một hijab (khăn quàng che cổ và một phần của đầu), che hầu hết các phần của cơ thể. Một số phụ nữ có thể thêm một niqab che miệng và mũi và chỉ để lại đôi mắt để nhìn. Còn hầu hết nam giới ở UAE mặc "kandurah" cũng được gọi là "dishdasha" hoặc "thawb", một loại áo vải trắng dài đến mắt cá dệt từ lông cừu hoặc bông cùng khăn trùm đầu (ghotrah). Ghotrah truyền thống của UAE có màu trắng và được giữ bởi một phụ kiện có tên "egal", một sợi dây màu đen. Thiếu niên Dubai thích mặc đồ màu đỏ và trắng và buộc nó quanh đầu như một chiếc khăn xếp. Loại trang phục này thích hợp tốt với khí hậu nóng và khô của UAE. Tuy nhiên, quần áo kiểu phương Tây vẫn chi phối bởi vì phần lớn dân số là dân di cư, và cách ăn mặc này thực tế đang bắt đầu trở nên phổ biến ở UAE.
Phong tục là một khía cạnh quan trọng trong văn hóa và truyền thống của UAE và du khách cần ăn mặc phù hợp. Gần đây, nhiều người nước ngoài đã coi thường pháp luật và bị bắt giữ do mặc quần áo không đứng đắn hoặc khiếm nhã tại các bãi biển. Trang phục phương Tây được chấp nhận ở những nơi thích hợp như quán bar hay các câu lạc bộ, nhưng UAE vẫn duy trì một chính sách chặt chẽ bảo vệ không gian công cộng khỏi sự thiếu văn hóa

### Lễ hội mua sắm Dubai
Lễ hội mua sắm Dubai là một sự kiện hàng năm ở Dubai. Nó bắt đầu vào năm 1995, thu hút rất nhiều du khách từ khắp nơi trên thế giới đến thăm Dubai.
Vào năm 2015, nó bắt đầu từ ngày 1 tháng 1 và kéo dài đến ngày 1 tháng 2, nhưng, Bộ Tiếp thị Thương mại và Du lịch tại Dubai đã tuyên bố chấm dứt tất cả các hoạt động giải trí và âm nhạc liên quan đến Lễ hội Mua sắm Dubai trong 3 ngày, bắt đầu từ Thứ Sáu, 23 tháng 1 tới Chủ nhật, ngày 25 tháng 1 do sự ra đi của Quốc vương Abdullah bin Abdulaziz, quốc vương Ả Rập Xê Út.

## Giải trí

Dubai Opera

UAE là một phần của truyền thống dòng âm nhạc khaliji ở Vịnh Ả Rập, và còn được biết đến với dòng nhạc dân gian Bedouin. Những ngày hội đều có ca hát, khiêu vũ với rất nhiều các bài hát và điệu múa truyền thống đã còn sót lại đến ngày nay. Yowalah là điệu nhảy truyền thống của Các Tiểu vương quốc Ả Rập Thống nhất. Những cô gái trẻ sẽ nhảy đu đưa mái tóc đen dài và lắc lư cơ thể theo nhịp điệu mạnh mẽ của âm nhạc. Những người nam sẽ tái diễn các trận chiến hoặc các cuộc đi săn thành công, thường là sử dụng gậy, kiếm hay súng trường để tượng trưng.
Phim Hollywood và Ấn Độ rất phổ biến ở Dubai. Từ năm 2004, thành phố đã chủ trì Liên hoan phim quốc tế hàng năm ở Dubai, đưa ra buổi trình chiếu về những nhân tài làm phim Ả Rập. Các nghệ sĩ âm nhạc như Amr Diab, Diana Haddad, Aerosmith, Santana, Mark Knopfler, Rick Ross, Elton John, Pink, Shakira, Celine Dion, Coldplay, Lady Gaga, Jennifer Lopez, Rihanna, Justin Bieber, Selena Gomez và Roxette từng biểu diễn ở thành phố này. Kylie Minogue được đưa tin là đã được trả 3,5 triệu USD để biểu diễn tại lễ khai mạc khu nghỉ mát Atlantis ngày 20 tháng 11 năm 2008. Lễ hội rock sa mạc ở Dubai cũng là một lễ hội lớn gồm rock nặng và các nghệ sĩ rock nhưng không còn được tổ chức tại Dubai.
Những bộ phim nổi tiếng ở Dubai bao gồm: Balram vs. Tharadas, Black Friday (phim 2007), Body of Lies (phim), Boom (phim), City of Life, Deewane Huye Paagal, Dubai (phim 2001), Dubai (phim 2005), Glitter Dust: Finding Art in Dubai, Happy New Year (phim 2014), Hungama in Dubai, Italians (phim), Điệp vụ bất khả thi: Chiến dịch bóng ma, Naqaab, Silver Bears (phim), Switch (phim 2013), Welcome (phim 2007) và Kung Fu Yoga.
Một trong những khía cạnh ít được biết đến của Dubai là tầm quan trọng của phòng trưng bày nghệ thuật đương đại. Kể từ năm 2008, các phòng trưng bày nghệ thuật đương đại hàng đầu như Carbon 12 Dubai, Nghệ thuật Xanh, phòng trưng bày Isabelle van den Eynde và The Third Line đã đưa thành phố lên bản đồ nghệ thuật quốc tế. Art Dubai, hội chợ nghệ thuật đang phát triển và có uy tín của khu vực cũng là một đóng góp chính cho sự phát triển của nghệ thuật đương đại.
Rạp chiếu phim lớn nhất ở UAE là Rạp chiếu phim Reel nằm ở Dubai Mall. Nó có 22 màn hình với tổng số 2800 chỗ ngồi.

## Thể thao

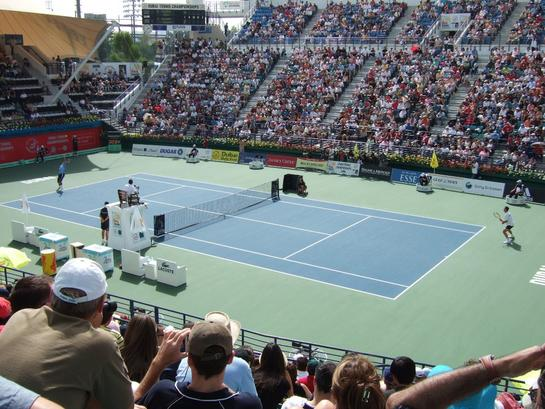
Sân vận động Quần vợt Dubai

Bóng đá và cricket là môn hai thể thao phổ biến nhất ở Dubai. Có ba đội (Al-Wasl F.C., Shabab Al-Ahli Dubai FC và Al-Nasr Dubai SC) đại diện cho Dubai trong Giải bóng đá chuyên nghiệp Các Tiểu vương quốc Ả Rập Thống nhất. Al-Wasl là đội có số giải vô địch đứng thứ hai sau Al Ain trong Liên đoàn UAE. Dubai cũng tổ chức giải vô địch quần vợt Dubai, giải quần vợt Huyền thoại Rock Dubai, giải golf kinh điển tại sa mạc Dubai và giải vô địch DP World, tất cả đều thu hút các ngôi sao thể thao từ khắp nơi trên thế giới. Người Ả Rập rất yêu thích truyền thống đua ngựa. Giải vô địch thế giới Dubai là một giải đua ngựa thuần chủng, được tổ chức hàng năm tại trường đua ngựa Meydan. Dubai cũng tổ chức giải đấu bóng bầu dục truyền thống Dubai Sevens, một phần của World Rugby Sevens Series. Năm 2009, Dubai đã tổ chức Giải vô địch thế giới bóng bầu dục Sevenz 2009. Đua xe ô tô cũng là một môn thể thao lớn ở Dubai, Dubai Autodrome là nơi tổ chức nhiều sự kiện đua xe trong suốt cả năm. Nó cũng có một Kartdrome trong nhà và ngoài trời hiện đại, phổ biến trong những người đam mê đua xe và những tay đua.

### Cricket

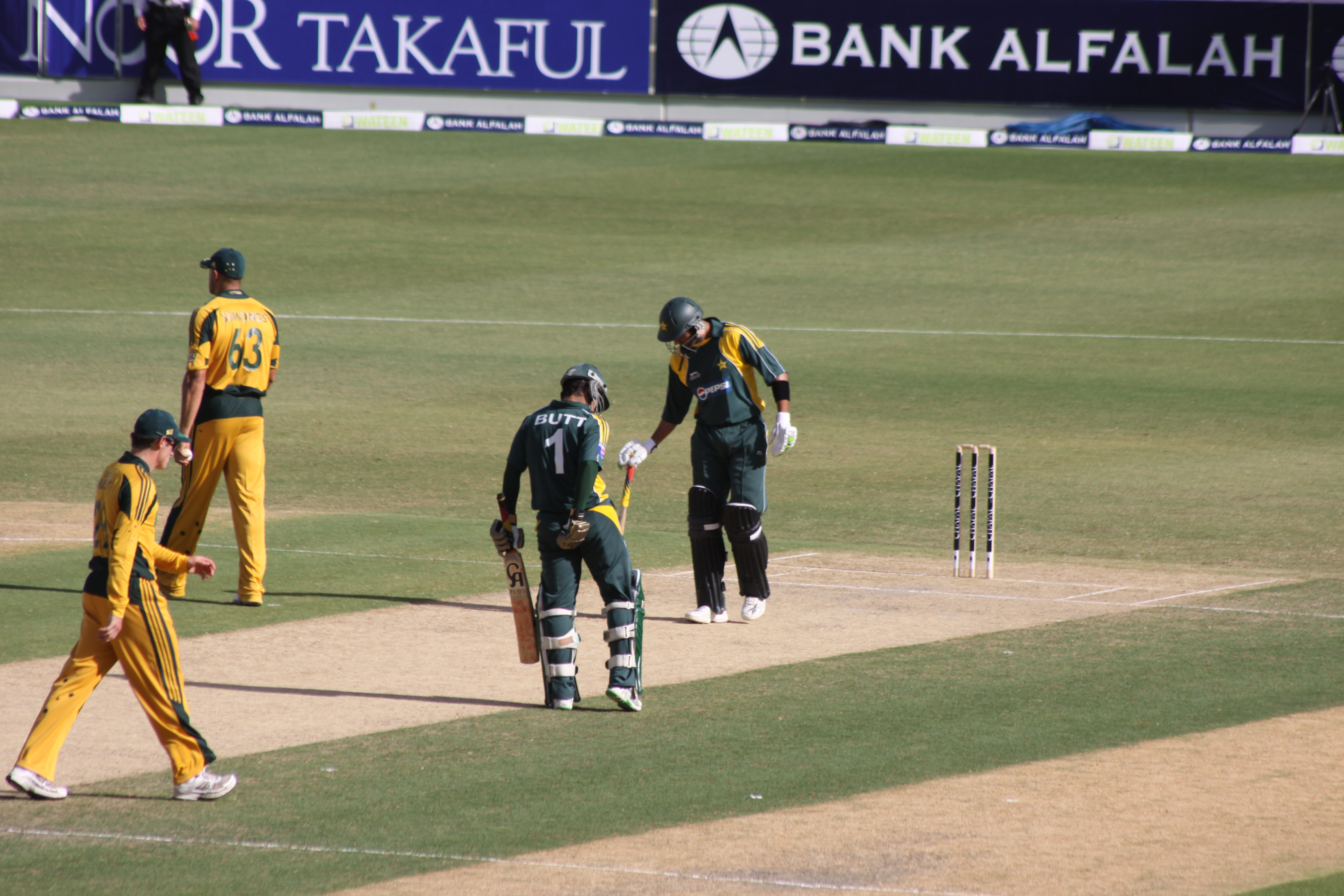
Úc và Pakistan tại Sân vận động Cricket Dubai Sports City

Môn cricket được yêu thích bởi phần lớn cộng đồng người Ấn Độ và Pakistan ở Dubai và các cư dân từ các quốc gia chơi cricket khác (Sri Lanka, Pakistan, Bangladesh, Anh, Úc và Nam Phi). Năm 2005, Hội đồng Cricket quốc tế (ICC) đã chuyển trụ sở từ Luân Đôn đến Dubai. Thành phố có tổ chức một số trận đấu của Pakistan và có hai sân cỏ mới đang được phát triển tại Dubai Sports City. Kể từ khi Pakistan đấu với Úc ở One-Day International tại Dubai năm 2009, không chỉ có các đội quốc tế hàng đầu thi đấu trong thành phố, mà tiểu vương quốc này còn giúp cải thiện tiêu chuẩn môn cricket trên toàn thế giới với Học viện Cricket ICC, đào tạo và huấn luyện cơ sở được sử dụng bởi các quốc gia hàng đầu thế giới. Pakistan Super League cũng đã được chơi ở đây.

## Giáo dục
Hệ thống trường học ở Dubai không khác với hệ thống các trường ở UAE. Đến năm 2009, có 79 trường công lập do Bộ Giáo dục quản lý với đối tượng hướng đến là người dân UAE và người Ả Rập nhập cư. Ngoài ra còn có 145 trường học tư nhân. Ngôn ngữ giảng dạy trong các trường công là tiếng Ả Rập và nhấn mạnh về việc xem tiếng Anh như một ngôn ngữ thứ hai, trong khi đó hầu hết các trường tư nhân sử dụng tiếng Anh như phương tiện giảng dạy chính. Hầu hết các trường tư nhân phục vụ cho một hoặc nhiều cộng đồng người nước ngoài.
Hơn 15 trường học cung cấp một nền giáo dục quốc tế bằng cách sử dụng một hoặc nhiều chương trình tú tài quốc tế dành cho học sinh ở độ tuổi 3-19. Một số trường đã giới thiệu Chương trình liên quan đến nghề nghiệp IB mới có thể kết hợp với bằng cấp nghề như BTEC. Hội đồng Giáo dục Abu Dhabi (ADEC) đã ký một thỏa thuận với IB trong nỗ lực mở rộng các lựa chọn được cung cấp cho phụ huynh và để đáp ứng các nhu cầu khác nhau của học sinh tại Các Tiểu vương quốc Ả Rập Thống nhất (UAE).
Trường trung học Ấn Độ (NIMS), Trường tư thục Delhi (DPS), Trường trung học Dubai Modern (DMHS) đào tạo cấp bằng Ấn Độ dành cho chương trình trung học sử dụng giáo trình Ấn Độ (bằng CBSE). Tương tự như vậy, cũng có một số trường học có uy tín của Pakistan cung cấp chương trình giảng dạy FBISE cho trẻ em nước ngoài.
Trường tiếng Anh Dubai, Trường tiểu học Jumeirah, Trường tiểu học Jebel Ali, Trường học quốc tế Cambridge, Trường tiếng Anh Jumeirah, Trường King's và Trường Horizon cung cấp chương trình giáo dục tiểu học bằng tiếng Anh cho trẻ em dưới mười một tuổi. Trường tư thục Dubai Gem, Trường Dubai British, Cao đẳng Dubai, Cao đẳng tiếng Anh Dubai, Trường tiếng Anh Jumeirah, Cao đẳng Jumeirah và Trung học Thiên Chúa giáo St Mary's là những trường dành cho lứa tuổi từ 11 đến 18, cấp bằng tốt nghiệp giáo dục trung học và bằng A.
Trường quốc tế Deira, Học viện quốc tế Dubai và Trường tiếng Anh Jumeirah cung cấp chương trình tú tài quốc tế với chương trình IGCSE.
Bộ Giáo dục của UAE chịu trách nhiệm cấp phép cho các trường học. Hội đồng tri thức và phát triển con người (KHDA) được thành lập vào năm 2006 để phát triển các lĩnh vực giáo dục và nguồn nhân lực tại Dubai, và các viện giáo dục cấp giấy phép. Một số trường học cũng cung cấp hệ thống giáo dục tiểu học của Anh đến mười một tuổi. Mười một đến mười tám trường trung học theo phong cách Anh cung cấp Chứng chỉ Giáo dục Trung học và bằng A bao gồm Trường tư thục Dubai Gem, Trường Anh Quốc Dubai, Trường Anh ngữ. Một số trường, như trường Hoa Kỳ ở Dubai, cũng cung cấp chương trình giảng dạy của Hoa Kỳ.
Khoảng 10% dân số có bằng đại học hoặc sau đại học. Nhiều người nước ngoài có xu hướng cho con cái mình quay lại đất nước của họ hoặc đến các nước phương Tây để học đại học, đến Ấn Độ để học về kĩ thuật công nghệ. Tuy nhiên, một lượng đáng kể các trường đại học được công nhận của nước ngoài đã được thành lập ở thành phố này trong khoảng mười năm qua. Trong các trường đại học này có Trường quản trị Manchester, Đại học bang Michigan ở Dubai (MSU Dubai), Đại học Middlesex, Viện Công nghệ & Khoa học Birla, Pilani - Dubai (BITS Pilani), Đại học Murdoch Dubai, Đại học Heriot-Watt Dubai, Trường quản trị quốc tế Hult, Đại học Hoa Kỳ Dubai (AUD), Trường cao đẳng Hoa Kỳ Dubai, Đại học Mahatma Gandhi, Viện Quản lý Công nghệ - Campus Dubai, Trung tâm quản lý SP Jain, Đại học Wollongong Dubai và Manipal Mahe. Năm 2004, Trường công lập Dubai cộng tác với Đại học công lập Harvard của John F. Kennedy và Trường y Harvard trung tâm Dubai (HMSDC) đã được thành lập tại Dubai. Trong năm 2010, Cao đẳng thời trang Luân Đôn bắt đầu đầu tư các khóa học thời trang ngắn hạn hai lần hàng năm. Ngoài ra, Dubai còn có hệ thống thư viện công cộng.
Các trường đại học nổi tiếng nhất ở Dubai là Trường đại học Hoa Kỳ ở Dubai, Trường kinh doanh quốc tế Hult, Đại học Al Ghurair, Đại học Hoa Kỳ Dubai, Đại học Wollongong ở Dubai, Đại học Anh Quốc ở Dubai cung cấp các khóa học về Quản trị kinh doanh, Kỹ thuật, Kiến trúc và Nội thất Thiết kế. Đại học Hoa Kỳ ở Dubai là một trong sáu trường đại học của UAE có mặt trong Bảng xếp hạng Đại học Thế giới QS 2014/2015. Vào năm 2013, Đại học Synergy Dubai đã mở cơ sở của mình tại Jumeirah Lakes Towers là một trường đại học đầu tiên ở Dubai nằm bên ngoài Khu giáo dục (Làng kiến thức hoặc Thành phố học thuật).

## Truyền thông
xxxxnhỏ|Quang cảnh Dubai Media City
Dubai có một mạng lưới vững chắc về in ấn, vô tuyến, truyền hình và các phương tiện truyền thông điện tử phục vụ thành phố. Nhiều hãng thông tấn quốc tế như Reuters, APTN, Bloomberg L.P. và Trung tâm phát thanh truyền hình Trung Đông (MBC) hoạt động tại Dubai Media City và Dubai Internet City. Dubai là trung tâm của mạng vô tuyến Ả Rập, phát sóng 8 đài FM bao gồm các đài phát thanh đầu tiên ở Trung Đông và đài Mắt Dubai 103,8. Những đài phát thanh ở Dubai như Dubai FM (93,9), Dubai92 (92,0), Al Khaleejia (100,9) và Hit FM (96,7) và một số kênh truyền hình địa phương như Dubai One (trước đây là Kênh 33) và Dubai TV (EDTV) cung cấp các chương trình bằng tiếng Anh, tiếng Ả Rập và những ngôn ngữ Nam Á. Nhiều kênh quốc tế có thể xem qua cáp, trong khi vệ tinh, phát thanh, kênh địa phương được cung cấp qua mạng vô tuyến Ả Rập và các hệ thống truyền thông hợp nhất ở Dubai. Đài phát thanh tiếng Anh phổ biến nhất của UAE là Channel 4 FM, phát sóng lần đầu vào năm 1997 và đã trở thành đài phát thanh thương mại tư nhân đầu tiên ở UAE. Dubai cũng là trụ sở cho một số cơ quan truyền thông in ấn. Dar Al Khaleej, Al Bayan và Al Ittihad là những tờ báo tiếng Ả Rập lưu hành lớn nhất của thành phố, trong khi tờ Gulf News, Khaleej Times, Khaleej Mag và 7days là những tờ báo tiếng Anh lưu hành lớn nhất.
Etisalat, nhà cung cấp dịch vụ viễn thông của chính phủ, nắm độc quyền về ưu tiên về dịch vụ viễn thông tại Dubai so với công ty viễn thông khác hay những công ty viễn thông nhỏ hơn như Công ty Viễn thông Emirates tích hợp (EITC - tên phổ biến hơn là Du) vào năm 2006. Năm 1995, Internet đã được đưa vào UAE (cũng như Dubai). Mạng lưới vào năm 2007 có băng thông Internet là 7,5 Gbit/giây với công suất của 49 liên kết STM1. Dubai nắm giữ hai trong bốn trung tâm dữ liệu hệ thống tên miền (DNS) trong nước (DXBNIC1, DXBNIC2). Cơ quan kiểm duyệt rất phổ biến ở Dubai và được chính phủ sử dụng để kiểm soát những nội dung được cho là có thể xâm phạm văn hóa và chính trị của tiểu vương quốc. Đồng tính luyến ái, ma túy và các thuyết tiến hóa thường được coi là điều cấm kị.
Nội dung Internet được điều chỉnh tại Dubai. Etisalat sử dụng một máy chủ proxy để lọc những nội dung Internet mà chính phủ đánh giá không phù hợp với tinh thần quốc gia, chẳng hạn như trang web cung cấp thông tin về làm thế nào để vượt qua proxy, các trang web liên quan đến hẹn hò, các mạng đồng tính, và ảnh khiêu dâm, các trang web liên quan đến đức tin Bahá'í cùng các trang có nguồn gốc từ Israel. Cục truyền thông và Internet các tiểu vương quốc (một cơ quan của Etisalat) cho biết rằng, cũng như năm 2002, 76% người dùng Internet là nam giới. Khoảng 60% người dùng Internet là người Châu Á, chỉ có 25% là người Ả Rập. Năm 2002, Dubai đã ban hành luật Thương mại và giao dịch điện tử, đề cập đến chữ ký điện tử và sổ đăng ký điện tử. Điều luật cấm các nhà cung cấp dịch vụ Internet (ISP) tiết lộ những thông tin mở trong các dịch vụ cung cấp. Các điều luật hình sự quy định chính thức về việc cấm truy cập kỹ thuật số đến nội dung khiêu dâm. Tuy nhiên, luật không đề cập đến tội phạm mạng cũng như việc bảo vệ dữ liệu không gian mạng.

## Y tế
Chăm sóc sức khỏe tại Dubai có thể được chia thành hai lĩnh vực khác nhau: công cộng và tư nhân. Mỗi Tiểu vương quốc có thể ra lệnh cho các tiêu chuẩn chăm sóc sức khỏe theo luật nội bộ của họ, mặc dù các tiêu chuẩn và quy định hiếm khi có sự khác biệt lớn. Các bệnh viện công ở Dubai được xây dựng lần đầu tiên vào cuối những năm 1950 và tiếp tục phát triển với các sáng kiến y tế công cộng. Hiện tại có 28 bệnh viện ở Dubai, 6 bệnh viện công và 22 tư nhân, với 3 bệnh viện lớn nữa dự kiến được xây dựng vào năm 2025.
Đến cuối năm 2012, cũng có tổng cộng 1.348 phòng khám y tế, 97% trong số đó được điều hành tư nhân. Năm 2015, Dubai giảm dần bảo hiểm y tế bắt buộc cho mọi người dân, do đó dẫn đến nhu cầu về dịch vụ y tế tăng lên.

## Những người đáng chú ý
- Mohammed bin Rashid Al Maktoum
- Hamdan bin Rashid Al Maktoum

## Quan hệ quốc tế
Dubai có 32 thành phố đối tác, hầu hết các thỏa thuận hợp tác đều được thực hiện sau năm 2002.
| Baghdad, Iraq - Barcelona, Catalonia, Tây Ban Nha (2006) - Beirut, Liban - Brisbane, Úc - Busan, Hàn Quốc (2006) - Caracas, Venezuela - Cheb, Cộng hòa Czech - Damas, Syria - Detroit, Michigan, Hoa Kỳ (2003) - Dundee, Scotland, Vương quốc Anh (2004) - Frankfurt, Hessen, Đức, là một thành phố hữu nghị từ năm 2005 - Gandhinagar, Ấn Độ - Genève, Thụy Sĩ - Gold Coast, Queensland, Úc (2001) - Granada, Tây Ban Nha - Thượng Hải, Cộng hòa Nhân dân Trung Hoa (2009) - Hồng Kông - Vancouver, British Columbia, Canada - Istanbul, Thổ Nhĩ Kỳ (1997) - Padang, Indonesia (2015) - Kuala Lumpur, Malaysia (2010) | - Hyderabad, Ấn Độ - Istanbul, Thổ Nhĩ Kỳ - Jeddah, Ả Rập Xê Út - Karachi, Pakistan - Kish Island, Iran - thành phố Kuwait, Kuwait - Los Angeles, Hoa Kỳ - Monterrey, Nuevo León, México - Moskva, Liên Bang Nga - New York, Hoa Kỳ - Osaka, Nhật - Paris, Pháp - Phoenix, Arizona, Hoa Kỳ - San Juan, Puerto Rico - Thượng Hải, Cộng hòa Nhân dân Trung Hoa - Saint Petersburg, Liên bang Nga - Tehran, Iran - Tripoli, Libya - Nove Mesto nad Vahom, Trenciansky kraj, Slovakia - thành phố Mandaluyong, Philippines - Bình Nhưỡng, Triều Tiên |  |

## Hình ảnh

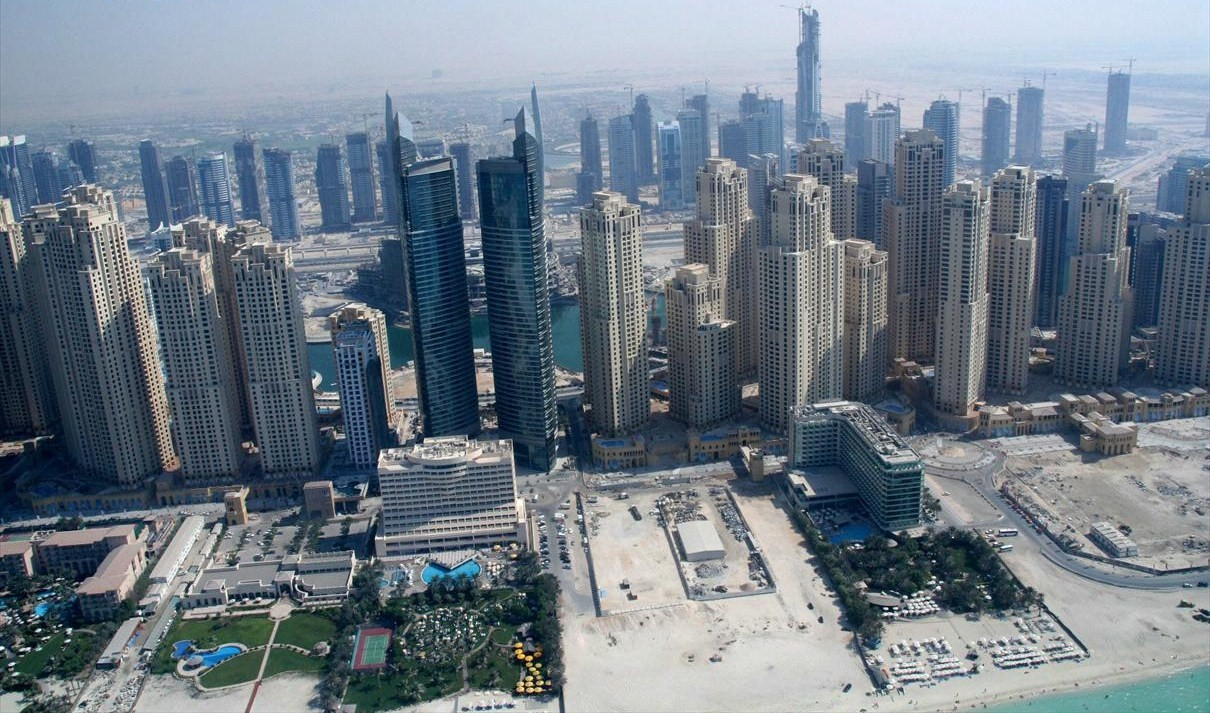
Dubai Marina
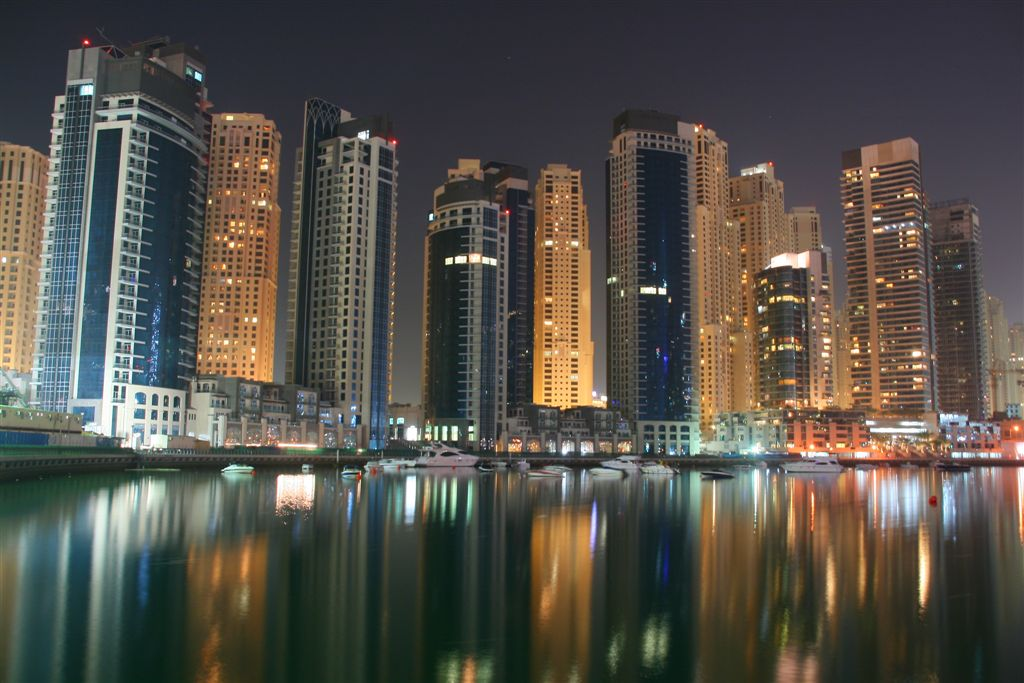
Dubai Marina về đêm
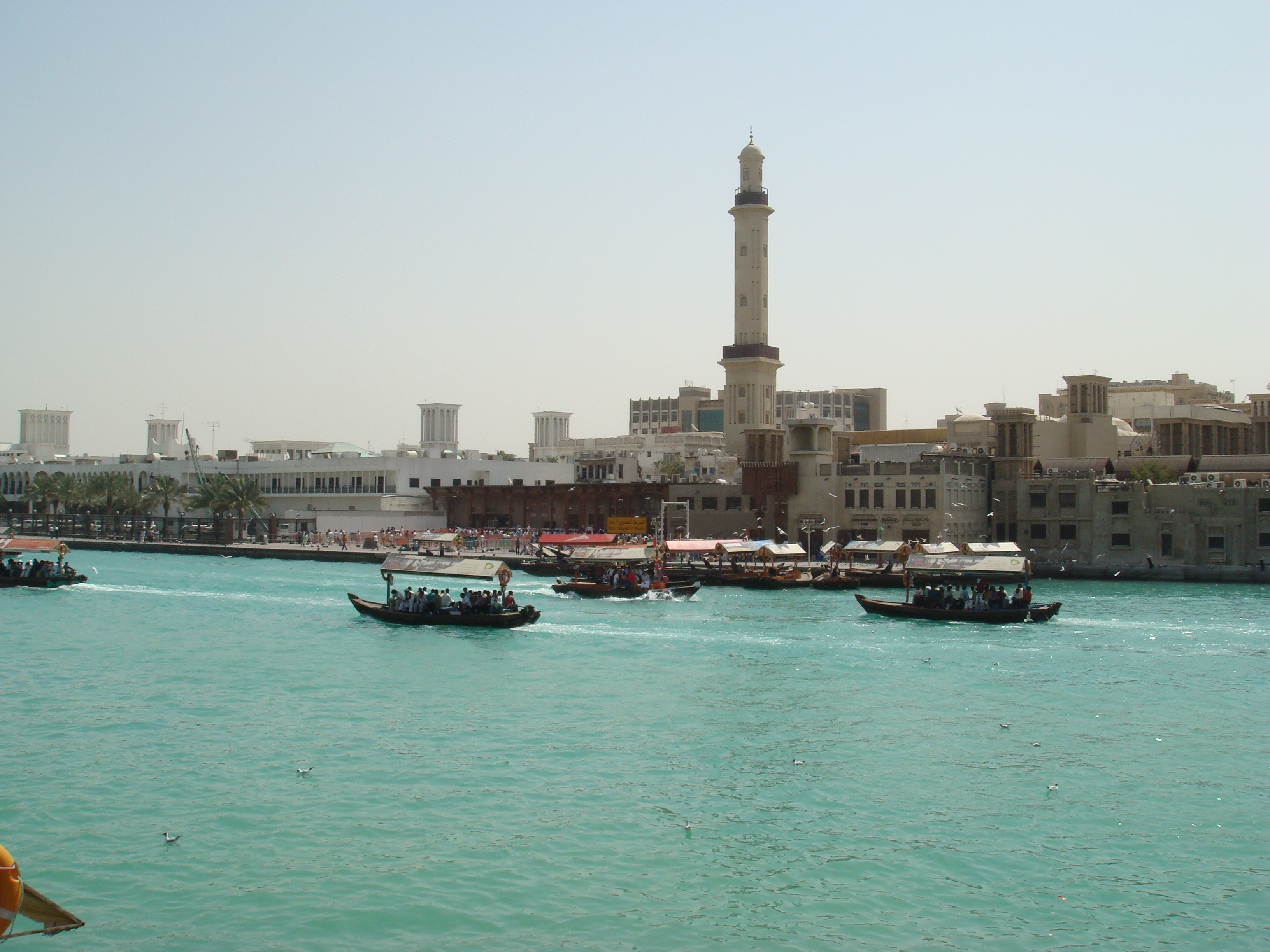
Lạch Dubai
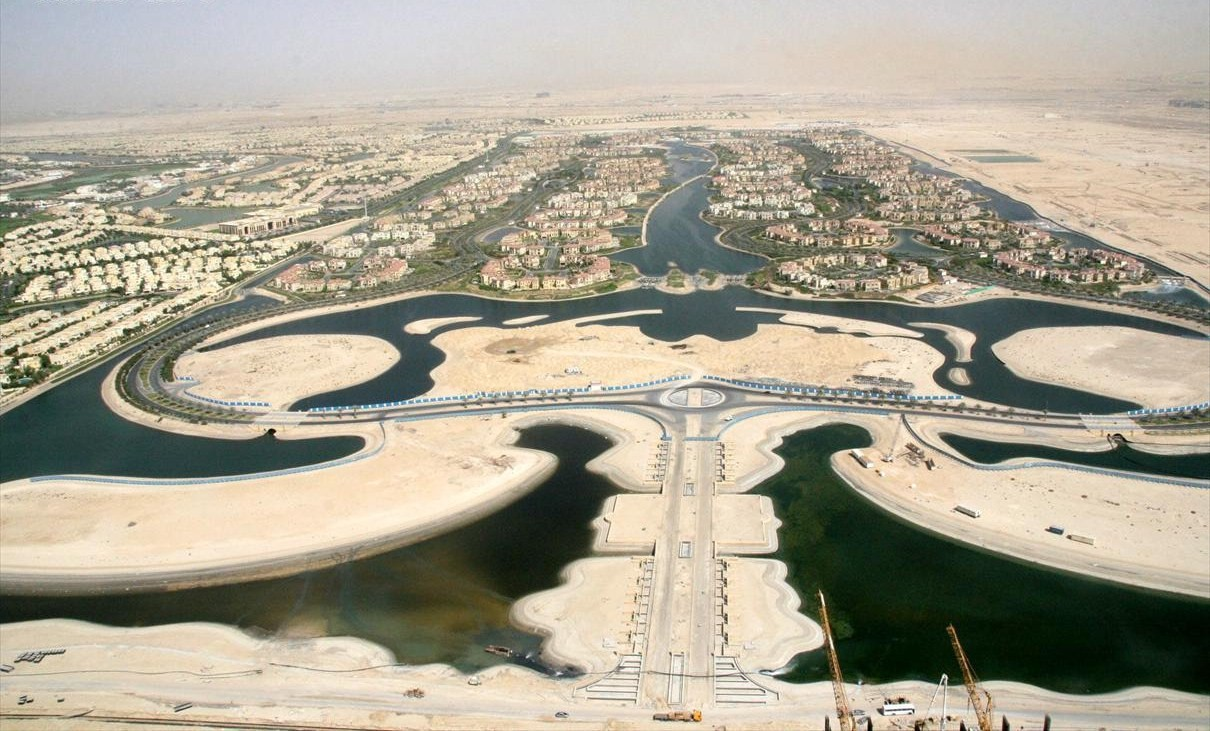
Quần đảo Jumeirah từ góc nhìn của tháp Almas
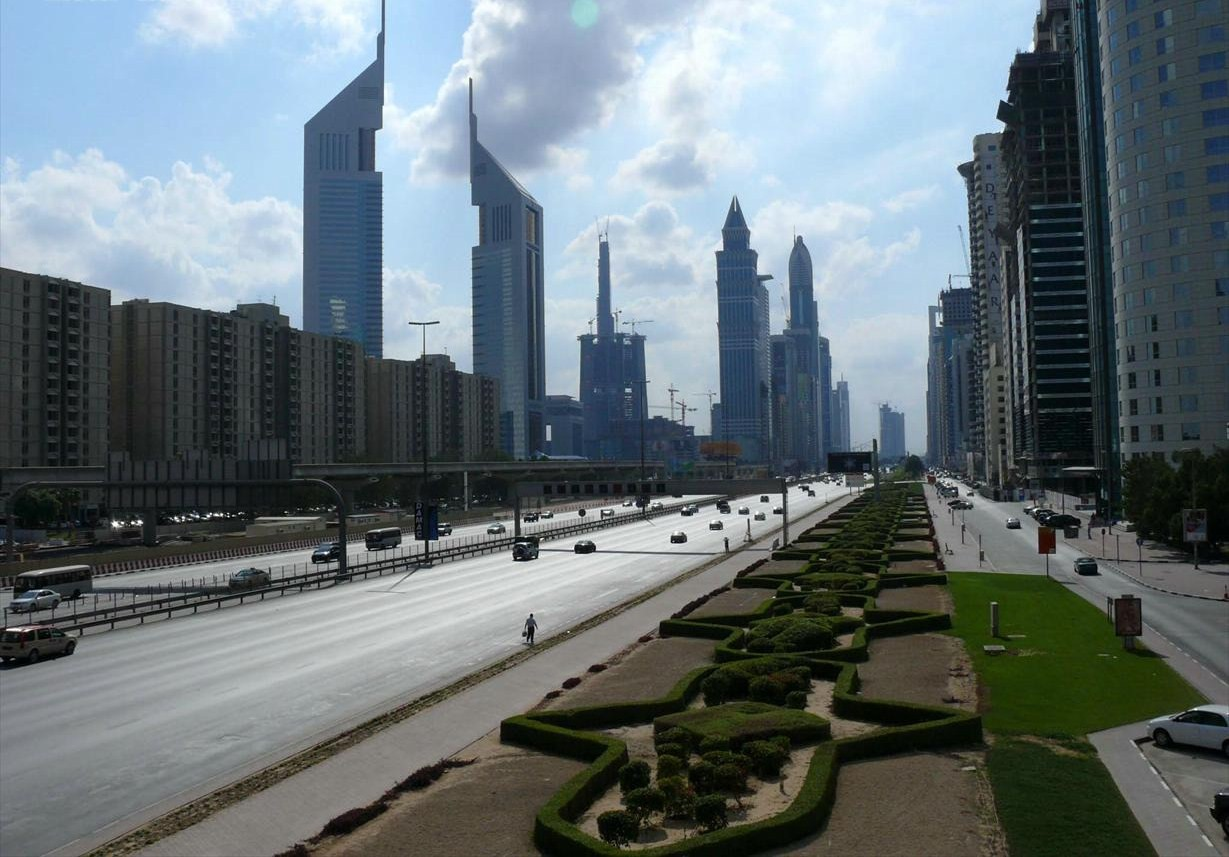
Đường Sheikh Zayed
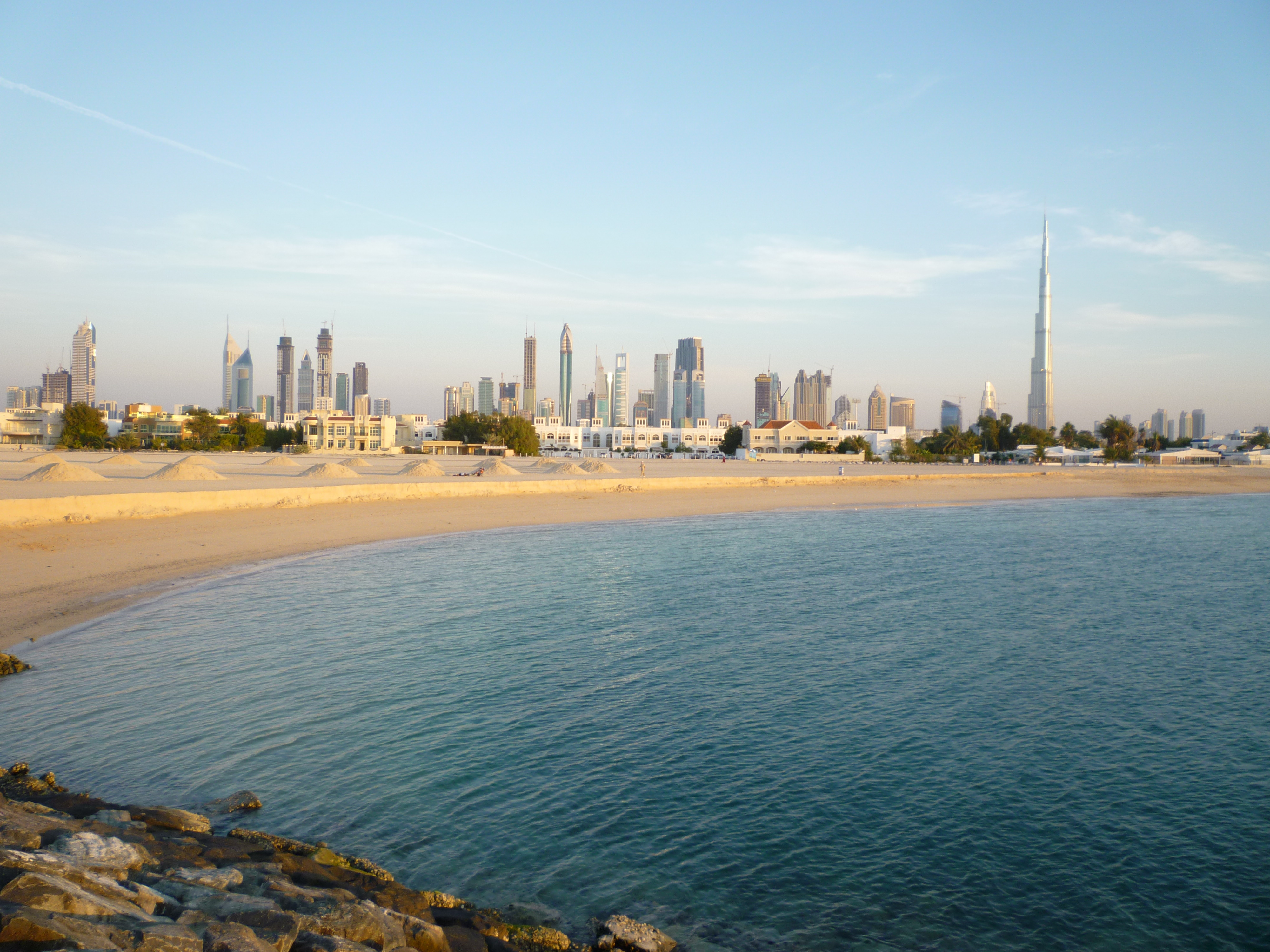
Đường chân trời Dubai năm 2010
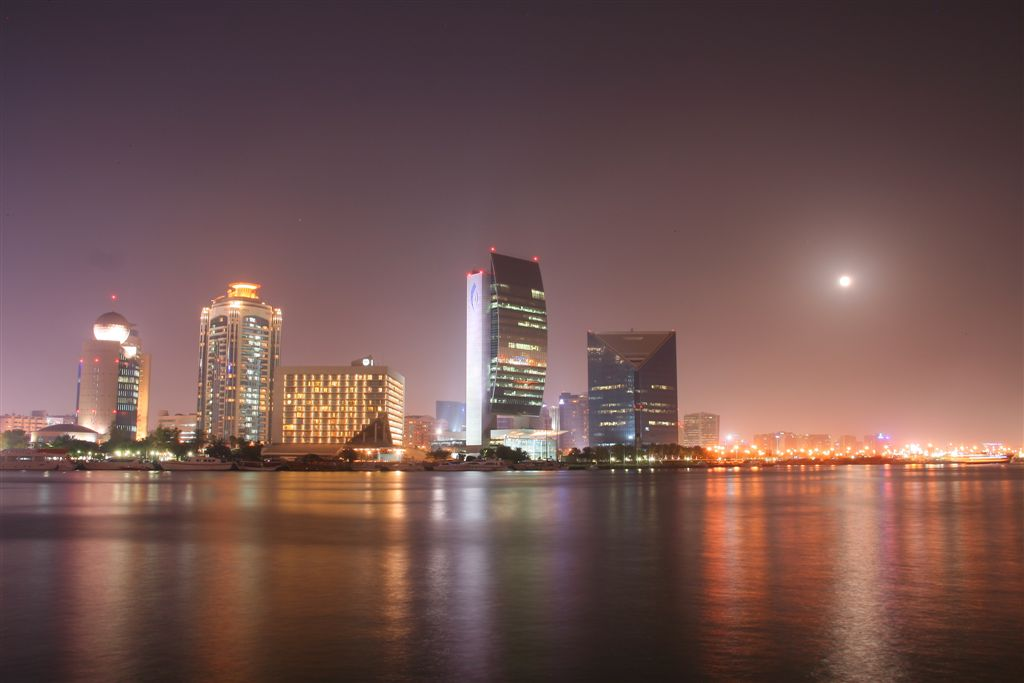
Deira về đêm
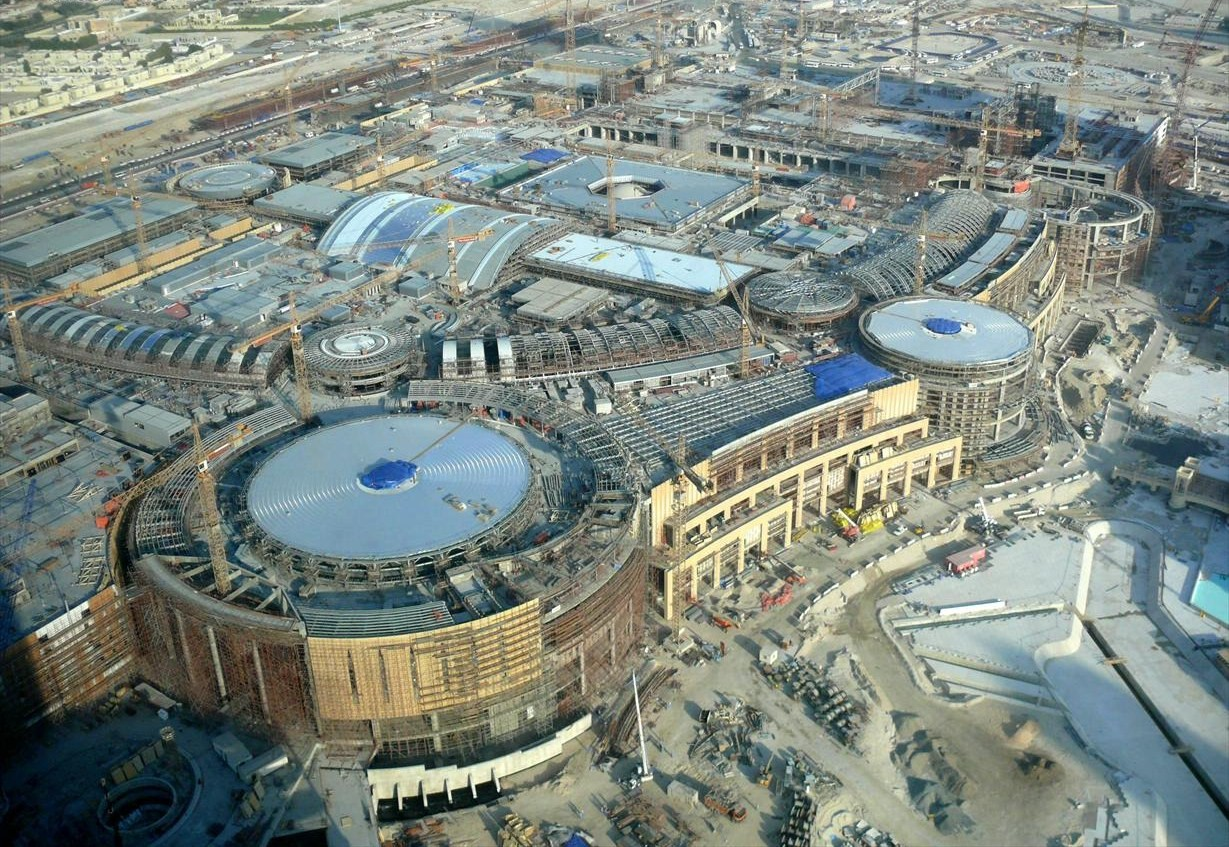
Dubai Mall - một trong các trung tâm thương mại lớn nhất trên thế giới
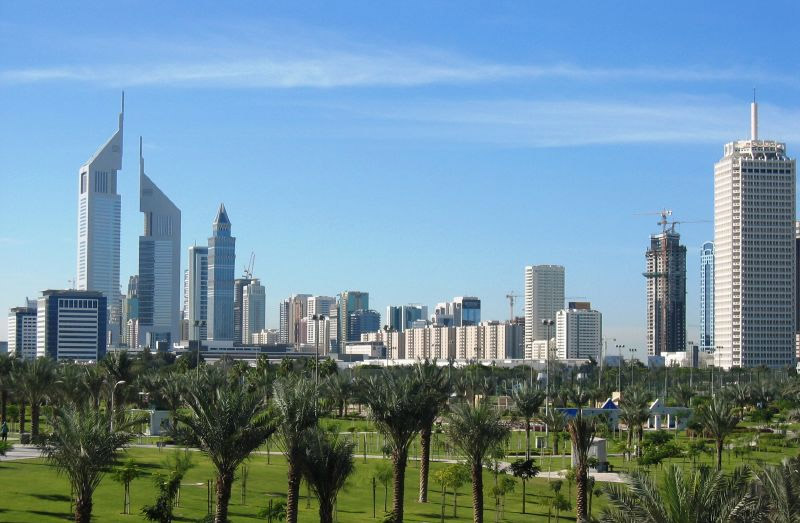
Công viên Zabeel
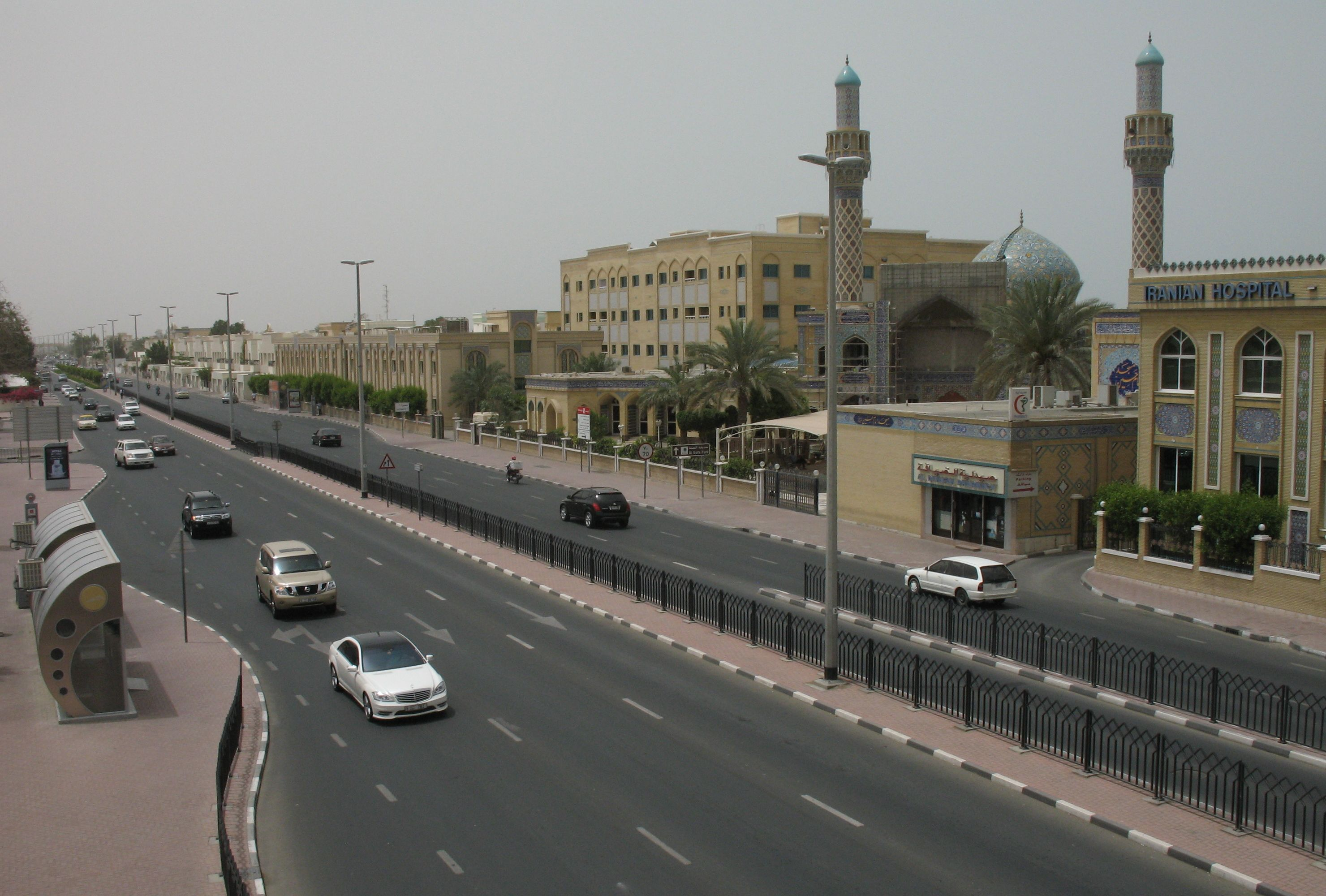
Bệnh viện